# Saint-Raphaël (Var)
Pour les articles homonymes, voir Saint-Raphaël.
Saint-Raphaël est une commune française située dans le département du Var, en région Provence-Alpes-Côte d'Azur. C’est le chef-lieu du canton de Saint-Raphaël. Elle est membre d'Estérel Côte d'Azur Agglomération. C'est une station balnéaire et climatique réputée de la Côte d'Azur.
Des villas romaines sur la route de Forum Julii au village de pêcheurs où débarqua Napoléon Bonaparte en 1799, la commune devint à partir de la seconde moitié du XIXe siècle, sous l’influence du maire Félix Martin et de l’écrivain Alphonse Karr, une station balnéaire prisée des artistes, sportifs et hommes politiques.
Appréciée pour ses paysages naturels aux couleurs vives et aux formes atypiques, qui en font un lieu important du fauvisme pour de nombreux peintres au début du XXe siècle, et son Île d'Or, qui aurait inspiré Hergé pour son album des Aventures de Tintin L'Île Noire, elle est un site secondaire du débarquement de Provence en 1944. Ville sportive et de congrès, Saint-Raphaël est aujourd’hui, avec la commune limitrophe de Fréjus, le pôle économique et culturel de l'est varois. Ses habitants sont appelés les Raphaëlois.

## Géographie

### Situation

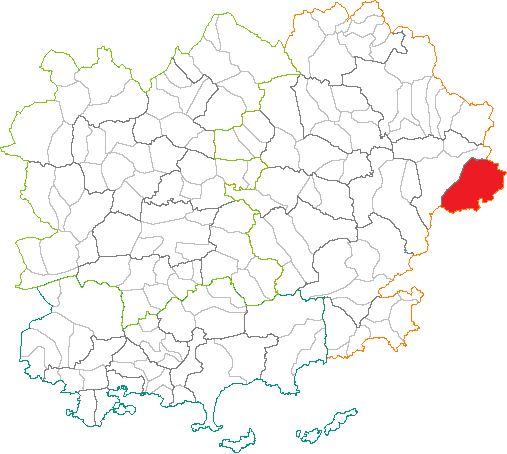
Localisation de Saint-Raphaël dans le Var.

Saint-Raphaël est située à l’extrémité est du golfe de Fréjus, à la frontière entre le Var et les Alpes-Maritimes, à 3,6 km de Fréjus et 56 km  de l'Aéroport de Nice-Côte d'Azur.
La commune s’allonge sur 24 km de côte (deuxième place après Marseille et ses 57 km de côte) découpée formant des criques et calanques entre la région naturelle du massif de l'Esterel et la Méditerranée.
Elle s’étend sur 15 km de long et 10 km de large, occupe 8 959 hectares, presque totalement urbanisés à l’ouest, restés naturels pour 60 km2 de forêt domaniale entretenue par l’ONF et protégés pour 130 km2 dans le massif de l'Esterel.
L’Institut national de l'information géographique et forestière donne les coordonnées géographiques 43° 25′ 32″ N, 6° 46′ 07″ E au point central de son territoire. La commune est en totalité comprise dans l’Espace urbain Nice-Côte-d'Azur, l’aire urbaine de Fréjus et le territoire Var Esterel du Conseil départemental du Var.
| Type d’occupation           | Pourcentage | Superficie (en hectares) |
| --------------------------- | ----------- | ------------------------ |
| Espace urbain construit     | 15,15 %     | 1 381,00                 |
| Espace urbain non construit | 11,55 %     | 1 053,00                 |
| Espace rural                | 73,29 %     | 6 680,00                 |
| Source : CDIG Var           |             |                          |

Saint-Raphaël dispose de quatre grandes plages de sable : le Veillat à proximité du centre-ville, à Boulouris, au Dramont, à Agay et deux plus petites à Anthéor et Le Trayas. Au large, les îles le Lion de Terre, le Lion de Mer, l’île d'Or (privée) et l’île des Vieilles parsèment la côte rocheuse. Les plages font partie de la zone RAMOGE de protection contre l’érosion.
Saint-Raphaël est située à 693 km au sud-est de Paris-Notre-Dame, point zéro des routes de France, 112 km à l’est de Marseille, 75 km au nord-est de Toulon, 27 km au sud-est de Draguignan, 57 km à l’est de Brignoles, 20 km au nord-est de Saint-Tropez, 25 km au sud-ouest de Cannes et 74 km au sud-ouest de la frontière italienne.

### Hydrologie et eaux souterraines

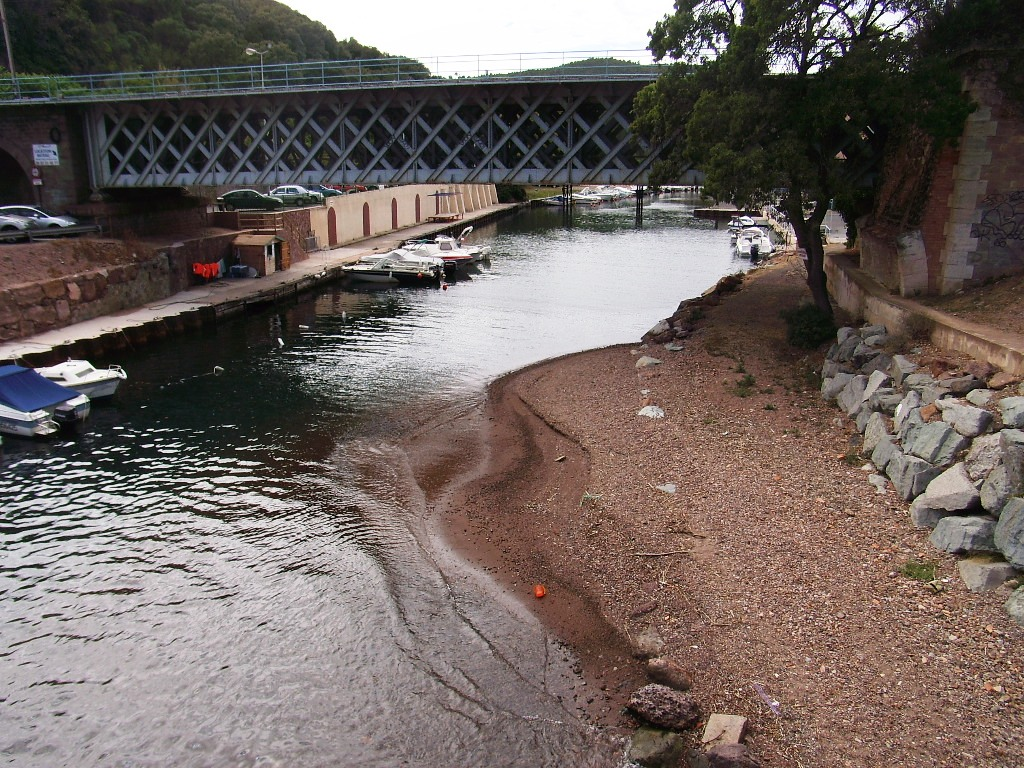
La rivière l’Agay.

La commune est séparée de Fréjus par le Pédégal alimenté par la Garonne, des Adrets-de-l’Esterel, de Saint-Jean-de-Cannes et de Saint-Jean-de-l’Esterel par la N 7. L’Agay coule depuis les montagnes dans le village du même nom alimenté par la Cabre, le Perthus et le Grenouillet. Le Grenouillet est le plus important de ces ruisseaux. Son débit, mesuré dans la station hydrologique de l’État, s’étage en moyenne entre 0,042 m3/s en juillet et 1,040 m3/s en janvier, avec un débit maximal instantané relevé à 71,6 m3/s le 11 octobre 1987. La Valescure, canalisée par le barrage des Cous, se jette dans la rivière Garonne. Un lac d’eau douce est formé par la retenue de la voie ferrée au Dramont.
Saint-Raphaël dispose de trois stations d'épuration :
- Saint-Raphaël - Agay d'une capacité de 46 000 équivalents-habitants[13],
- Théoule-sur-Mer - Miramar d'une capacité de 4 000 équivalents-habitants[14].

### Géologie et relief
D’ouest en est, plusieurs sommets pointent sur le territoire de la commune :le Rastel d'Agay culmine lui à 287 mètres, le pic de l'Ours à 488 mètres supporte un émetteur de télévision, le pic du Cap Roux à 453 mètres et le pic d'Aurèle à 322 mètres.
Située presque en totalité sur le massif, la commune repose sur des sols rouges constitués de rhyolite. Le massif est couvert par la forêt de l'Esterel (six mille hectares). Trois rochers d’importance dominent la mer : le cap Roux à 360 mètres, le Saint-Pilon à 295 mètres, et le rocher de Saint-Barthélemy.

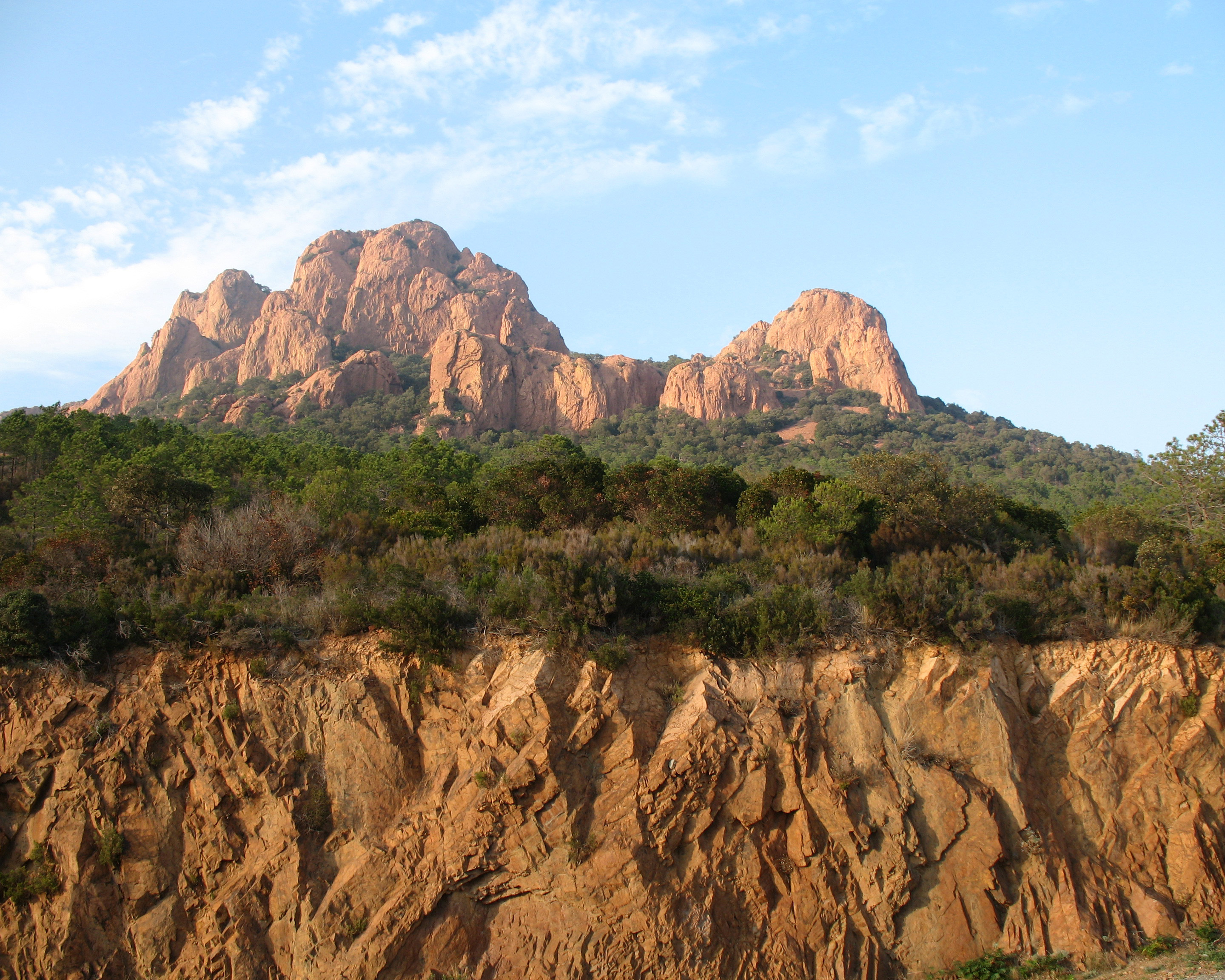
Le massif de l'Esterel.

### Communes limitrophes
Saint-Raphaël est baignée du sud-ouest à l’est par la mer Méditerranée. À l’ouest et au nord-ouest se trouve la commune associée de Fréjus, au nord, les hameaux forojuliens de Saint-Jean-de-l’Esterel et Saint-Jean-de-Cannes. À l’extrême nord-est du hameau du Trayas, se trouve la station balnéaire de Miramar dépendante de Théoule-sur-Mer.

### Climat
Pour des articles plus généraux, voir Climat de Provence-Alpes-Côte d'Azur et Climat du Var.
En 2010, le climat de la commune est de type climat méditerranéen franc, selon une étude du Centre national de la recherche scientifique s'appuyant sur une série de données couvrant la période 1971-2000. En 2020, Météo-France publie une typologie des climats de la France métropolitaine dans laquelle la commune est exposée à un climat méditerranéen et est dans la région climatique  Var, Alpes-Maritimes, caractérisée par une pluviométrie abondante en automne et en hiver (250 à 300 mm en automne), un très bon ensoleillement en été (fraction d’insolation > 75 %), un hiver doux (8 °C) et peu de brouillards.
Pour la période 1971-2000, la température annuelle moyenne est de 15,6 °C, avec une amplitude thermique annuelle de 14,5 °C. Le cumul annuel moyen de précipitations est de 835 mm, avec 6,6 jours de précipitations en janvier et 1,6 jours en juillet. Pour la période 1991-2020, la température moyenne annuelle observée sur la station météorologique installée dans la commune est de 16,3 °C et le cumul annuel moyen de précipitations est de 780,9 mm. 
La température maximale relevée sur cette station est de 37,2 °C, atteinte le 25 juillet 2003 ; la température minimale est de −9,6 °C, atteinte le 9 janvier 1985,,.
| Mois                                  | jan.            | fév.            | mars            | avril           | mai          | juin           | jui.          | août          | sep.           | oct.           | nov.            | déc.            | année     |
| ------------------------------------- | --------------- | --------------- | --------------- | --------------- | ------------ | -------------- | ------------- | ------------- | -------------- | -------------- | --------------- | --------------- | --------- |
| Température minimale moyenne (°C)     | 6               | 5,8             | 7,9             | 9,7             | 14           | 17,5           | 20,2          | 20,5          | 16,7           | 13,8           | 9,3             | 6,8             | 12,4      |
| Température moyenne (°C)              | 9,3             | 9,6             | 11,9            | 13,8            | 18,2         | 22,1           | 24,9          | 25,3          | 21             | 17,2           | 12,6            | 9,9             | 16,3      |
| Température maximale moyenne (°C)     | 12,5            | 13,4            | 15,9            | 17,8            | 22,5         | 26,6           | 29,7          | 30,1          | 25,3           | 20,6           | 15,9            | 13              | 20,3      |
| Record de froid (°C) date du record   | −9,6 09.01.1985 | −7,8 10.02.1986 | −7,2 07.03.1971 | −0,4 10.04.1977 | 5 05.05.1987 | 7,4 06.06.1969 | 12 19.07.1966 | 11 30.08.1986 | 6,8 21.09.1977 | 2,9 31.10.1974 | −1,5 23.11.1988 | −4,1 04.12.1973 | −9,6 1985 |
| Record de chaleur (°C) date du record | 20,2 19.01.07   | 21,6 23.02.1990 | 24,6 20.03.02   | 26,7 27.04.02   | 31 29.05.06  | 34 19.06.03    | 37,2 25.07.03 | 36,5 09.08.03 | 32,8 03.09.05  | 28 03.10.03    | 23 23.11.1984   | 20,5 05.12.1988 | 37,2 2003 |
| Précipitations (mm)                   | 72,9            | 49,7            | 52,1            | 75,1            | 42,3         | 32             | 10,6          | 25,5          | 73,8           | 112,6          | 138             | 96,3            | 780,9     |

| Diagramme climatique                                  |             |             |             |            |            |              |              |              |               |            |           |
| J                                                     | F           | M           | A           | M          | J          | J            | A            | S            | O             | N          | D         |
| 12,5672,9                                             | 13,45,849,7 | 15,97,952,1 | 17,89,775,1 | 22,51442,3 | 26,617,532 | 29,720,210,6 | 30,120,525,5 | 25,316,773,8 | 20,613,8112,6 | 15,99,3138 | 136,896,3 |
| Moyennes : • Temp. maxi et mini °C • Précipitation mm |             |             |             |            |            |              |              |              |               |            |           |

Les paramètres climatiques de la commune ont été estimés pour le milieu du siècle (2041-2070) selon différents scénarios d'émission de gaz à effet de serre à partir des nouvelles projections climatiques de référence DRIAS-2020. Ils sont consultables sur un site dédié publié par Météo-France en novembre 2022.

## Urbanisme

### Typologie
Au 1er janvier 2024, Saint-Raphaël est catégorisée grand centre urbain, selon la nouvelle grille communale de densité à sept niveaux définie par l'Insee en 2022.
Elle appartient à l'unité urbaine de Fréjus, une agglomération intra-départementale regroupant trois  communes, dont elle est une commune de la banlieue,,. Par ailleurs la commune fait partie de l'aire d'attraction de Fréjus, dont elle est une commune du pôle principal,. Cette aire, qui regroupe 6 communes, est catégorisée dans les aires de 50 000 à moins de 200 000 habitants,.
La commune, bordée par la mer Méditerranée, est également une commune littorale au sens de la loi du 3 janvier 1986, dite loi littoral. Des dispositions spécifiques d’urbanisme s’y appliquent dès lors afin de préserver les espaces naturels, les sites, les paysages et l’équilibre écologique du littoral, tel le principe d'inconstructibilité, en dehors des espaces urbanisés, sur la bande littorale des 100 mètres, ou plus si le plan local d’urbanisme le prévoit.

### Occupation des sols
Le tableau ci-dessous présente l'occupation des sols de la commune en 2018, telle qu'elle ressort de la base de données européenne d’occupation biophysique des sols Corine Land Cover (CLC).
| Type d’occupation                                                                   | Pourcentage | Superficie (en hectares) |
| ----------------------------------------------------------------------------------- | ----------- | ------------------------ |
| Tissu urbain continu                                                                | 0,3 %       | 24                       |
| Tissu urbain discontinu                                                             | 22,0 %      | 2005                     |
| Zones portuaires                                                                    | 0,2 %       | 19                       |
| Extraction de matériaux                                                             | 0,5 %       | 50                       |
| Équipements sportifs et de loisirs                                                  | 2,3 %       | 203                      |
| Systèmes culturaux et parcellaires complexes                                        | 1,1 %       | 99                       |
| Surfaces essentiellement agricoles interrompues par des espaces naturels importants | 0,5 %       | 44                       |
| Forêts de conifères                                                                 | 1,2 %       | 110                      |
| Forêts mélangées                                                                    | 19,9 %      | 1814                     |
| Pelouses et pâturages naturels                                                      | 0,6 %       | 56                       |
| Végétation sclérophylle                                                             | 49,3 %      | 4485                     |
| Forêt et végétation arbustive en mutation                                           | 1,4 %       | 124                      |
| Mers et océans                                                                      | 0,8 %       | 71                       |
| Source : Corine Land Cover                                                          |             |                          |

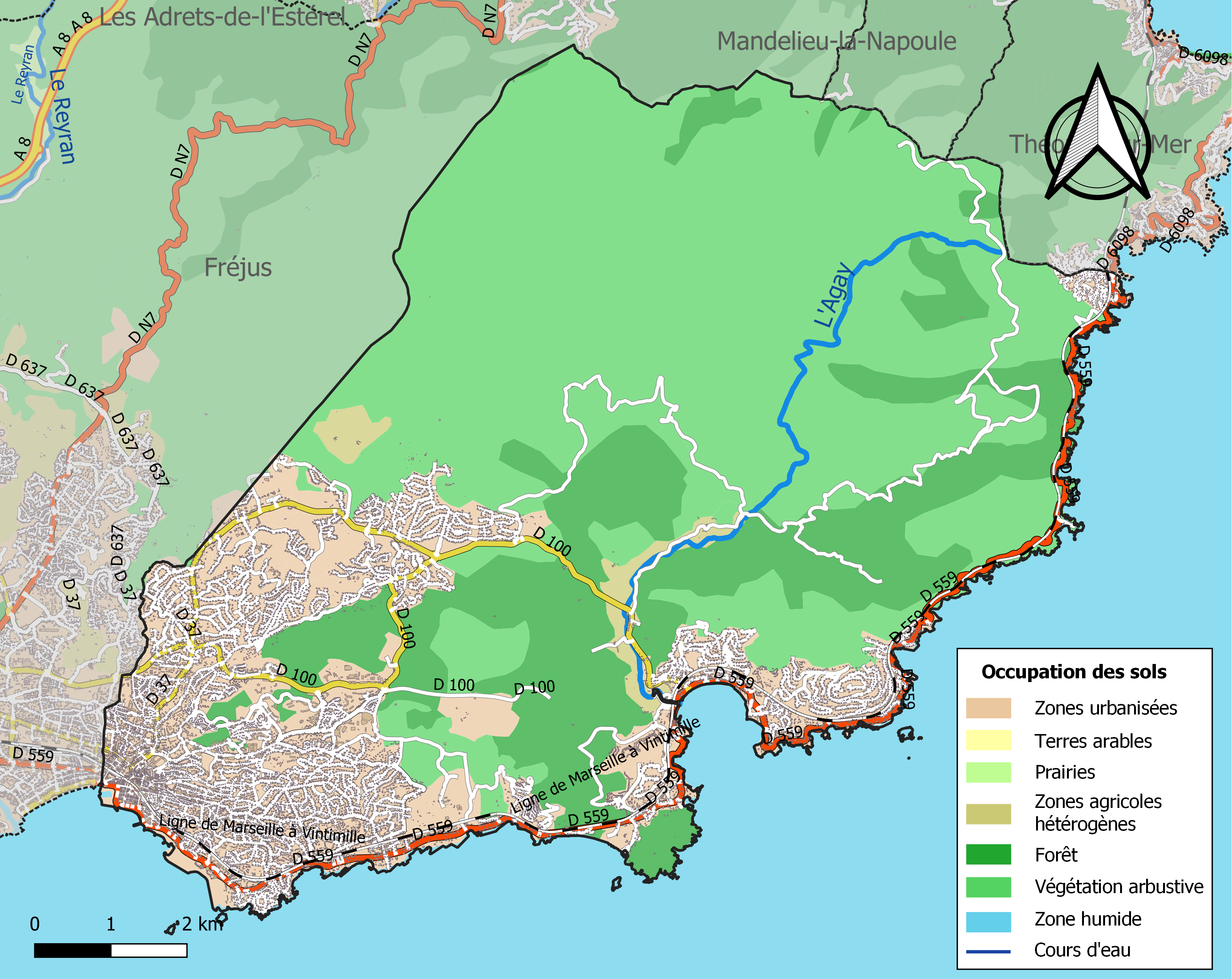
Carte des infrastructures et de l'occupation des sols de la commune en 2018 (CLC).

L'occupation des sols montre la nette prédominance de la végétation sclérophylle (49,3 %) sur les forêts (21,1 %) et les zones urbanisées (22,3 %). Les territoires agricoles ne représentent que 1,6 % de la surface communale.

### Lieux-dits, hameaux et écarts
Saint-Raphaël est une commune étendue qui possède plusieurs hameaux, certains eux-mêmes divisés en quartiers, répartis d’ouest en est.
Ainsi, Saint-Raphaël « ville » se compose du centre-ville, du Plateau Notre-Dame, du Peyron et du nouveau quartier de Santa-Lucia. Sur les hauteurs dans l’Esterel se trouvent Valescure avec les golfs, Vaulongue, Peire Sarade, l’Aspé et les Veyssières.
À l’est sur la côte, la petite station balnéaire de Boulouris-sur-Mer divisée entre les Plaines, Esterel Plage et la Péguière et Aiguebonne. Puis le Dramont, où se trouvent le Cap Dramont et totalement indépendamment le village vacances de Cap Esterel.
En continuant vers les Alpes-Maritimes, la Corniche d'Or traverse Agay avec la Plage et le Castellas, puis Anthéor avec la Baumette et la Plage et enfin Le Trayas, confins du département du Var.
Les quartiers des Logis de l’Aspé et Saint-Sébastien sont référencés prioritairement dans le cadre du contrat de ville pour le renouvellement urbain, matérialisé par le dispositif Atelier Santé Ville Saint-Raphaël.

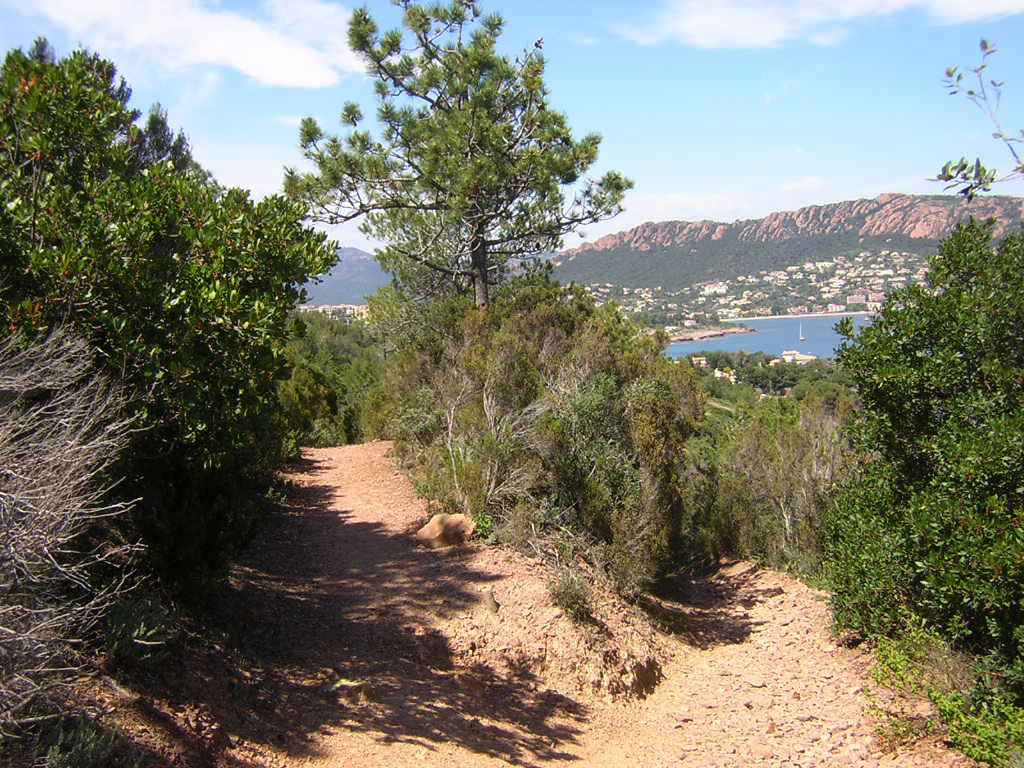
Le Dramont.
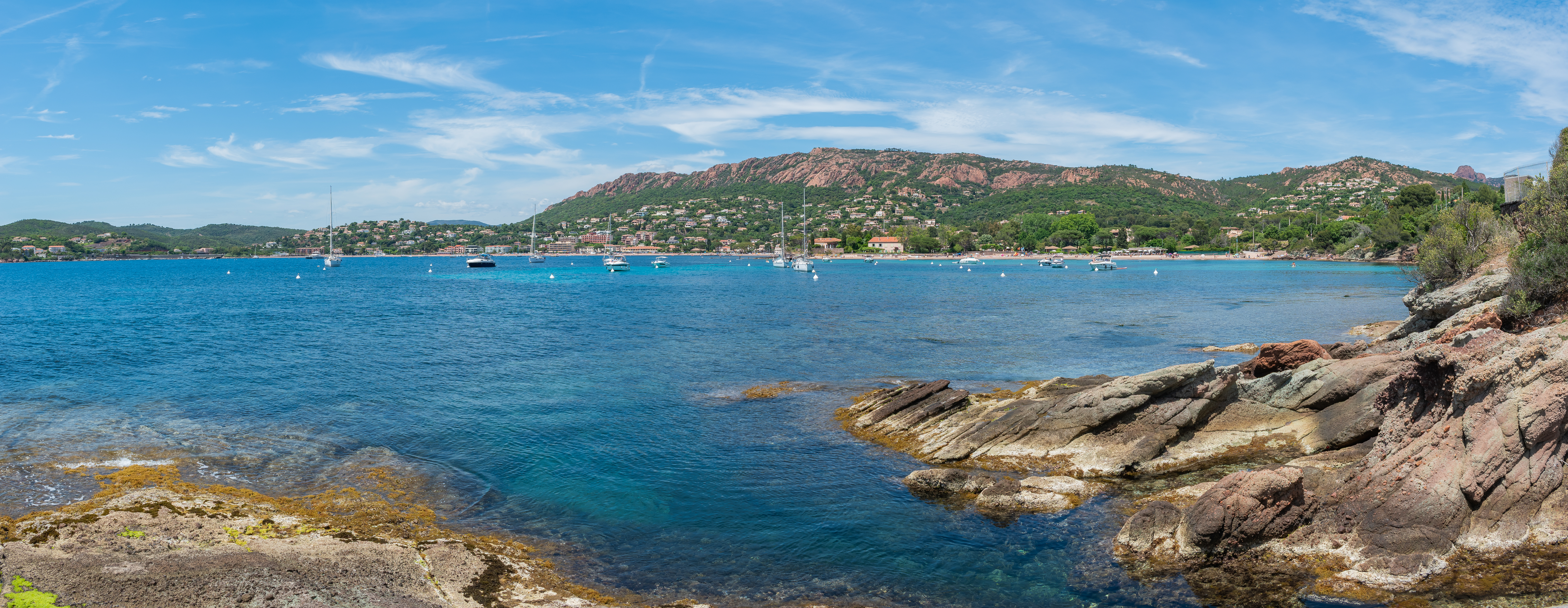
Agay.
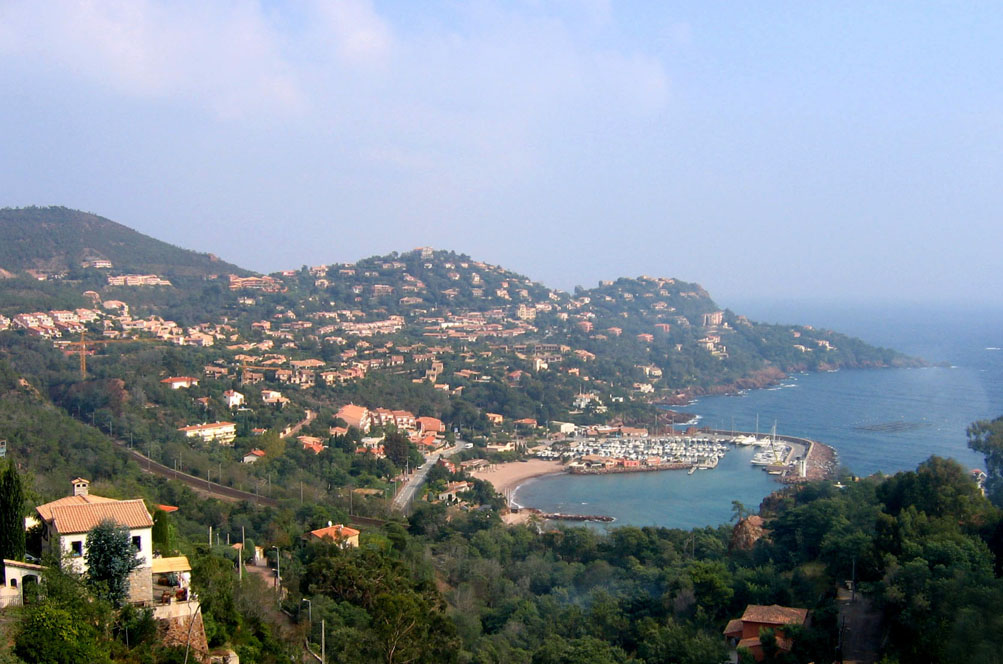
Le Trayas.

### Voies de communication et transports

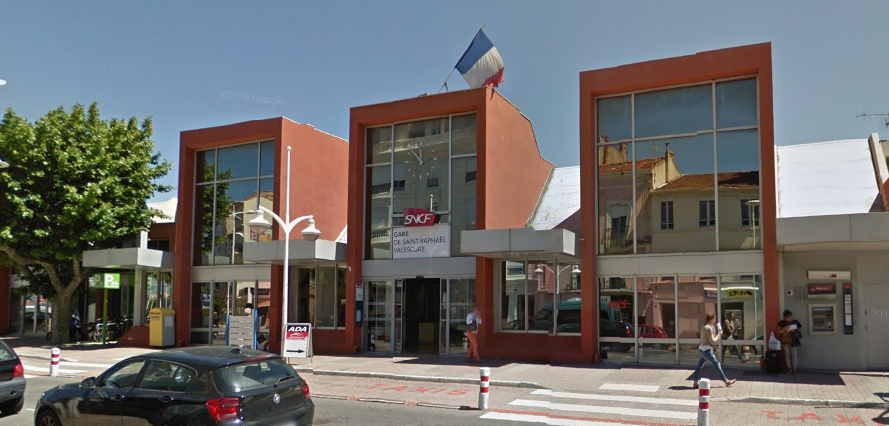
La gare de Saint-Raphaël-Valescure.

Saint-Raphaël est accessible en voiture par l'autoroute A8 (E 80) à la sortie Fréjus/Saint-Raphaël. L’ancienne N 98 (aujourd’hui RD 98) parcourt tout le littoral de Saint-Raphaël sous le nom de Corniche d'Or, elle se poursuit au-delà pour rejoindre Roquebrune-Cap-Martin à l’est et Toulon-la Valette-du-Var à l’ouest.
En train, la gare de Saint-Raphaël-Valescure est desservie par des TGV InOui reliant Paris-Gare de Lyon à Nice-Ville, par des Intercités de nuit reliant Paris-Austerlitz à Nice-Ville et des TER Provence-Alpes-Côte d'Azur reliant Marseille- Saint-Charles à Nice-Ville. En outre, le réseau TER est aussi accessible aux gares de Boulouris-sur-Mer, du Dramont, d'Agay, d'Anthéor-Cap-Roux et du Trayas.
En autobus, la gare routière où débutent les lignes 2601, 2602, 3601, 3602, 3603, 7601 et 7702 du réseau départemental, les lignes 1bis, 3, 4, 5, 6, 7, 8, 10, 11, 12 et 14 du réseau intercommunal AggloBus Fréjus/Saint-Raphaël exploité par Esterel Cars [Veolia Transport] et Rafael Bus, permet de rallier en 1 h 15 par les cars C.P.F. groupe Beltrame (ligne 3003) l'aéroport de Nice-Côte d'Azur. Mais cette gare routière est très décriée par les voyageurs, étant très inhospitalière (entièrement couverte), très polluée par les gaz d'échappement des autocars et dangereuse avec ses cheminements hasardeux au milieu des mouvements d'autocars sans passages pour piétons.
L’aéroport de Cannes - Mandelieu se trouve à vingt kilomètres, l’aéroport de Nice-Côte d'Azur à quarante-cinq et l’aéroport de La Môle - Saint-Tropez à trente-quatre kilomètres.
Les navettes « Bateaux de Saint-Raphaël » assurent des liaisons rapides à destination de Saint-Aygulf, Port-Fréjus, les îles de Lérins, Saint-Tropez et Cannes.
Depuis 2022, il existe une ligne régulière à la voile entre Calvi et Saint Raphael , opérée par la coopérative Sailcoop.

### Risques naturels et technologiques

#### Risque sismique
Il existe trois zones de sismicités dans le Var : la zone 0 à risque négligeable (c’est le cas de bon nombre de communes du littoral varois, ainsi que d’une partie des communes du centre Var ; malgré tout, ces communes ne sont pas à l’abri d’un effet raz-de-marée, lié à un séisme en mer) ; la zone 1a à risque très faible (concerne essentiellement les communes comprises dans une bande allant de la montagne Sainte-Victoire, au massif de l'Esterel) ; la zone 1b à risque faible (ce risque, le plus élevé du département, qui n’est pas le plus haut de l’évaluation nationale, concerne vingt-et-une communes du nord du département). La commune de Saint-Raphaël, est en zone sismique de très faible risque « 1a ».

## Toponymie
Le nom de la commune semble dater de 1065, alors qu’une église romane consacrée à l’archange Raphaël (aujourd’hui l’église Saint-Pierre) fut bâtie sur le domaine épiscopal de Fréjus et devint un village fortifié, le castrum. En 1073, elle est citée sous le nom de Sanctus Raphaël. Le nom de la commune s’écrit Sant Rafèu en provençal selon les normes classique et mistralienne (prononcé [sã ʀafɛw]).
Ses habitants sont appelés les Rafelencs en provençal selon la norme classique et Rafelen selon la norme mistralienne.

## Histoire

### Préhistoire et Antiquité
Les vestiges d’un campement à La Cabre, les menhirs de Veyssières et celui d'Aire-Peyronne ainsi que plusieurs dolmens (la Valbonnette, Valescure, Montrouge) témoignent d’une occupation du site de la commune depuis le Néolithique.
Les Ligures occupaient très certainement le site avant la colonisation grecque de Massalia, époque à laquelle la baie d’Agay accueillait un port refuge nommé Agathon. La Rome antique aménagea le Portus Agathonis et le relia à la Via Julia Augusta, prolongement de la Via Aurelia qui menait à la ville voisine de Forum Julii (Fréjus) en Gaule cisalpine. Le site de Saint-Raphaël fut alors occupé par des villas, notamment aux Veyssières et au Suveret, reliées à l’aqueduc et équipées de thermes. Les romains exploitèrent une carrière d'Esterellite appelée par erreur porphyre bleu à Boulouris.
En 410, le moine Honorat, conseillé par l'évêque Léonce de Fréjus, quitta la grotte qu'il occupait dans le massif de l'Esterel,, pour fonder l’abbaye de Lérins. Au Xe siècle, les Barbaresques envahirent la région et la pillèrent. En 972, Guillaume Ier de Provence expulsa les Sarrasins. Le territoire de la commune échut aux abbayes de Lérins et de Saint-Victor de Marseille qui élevèrent une église fortifiée consacrée à l’archange Raphaël et un village, le Castrum. Saint-Raphaël apparaît sous ce nom pour la première fois dans un acte authentique de 1065.

### Moyen Âge

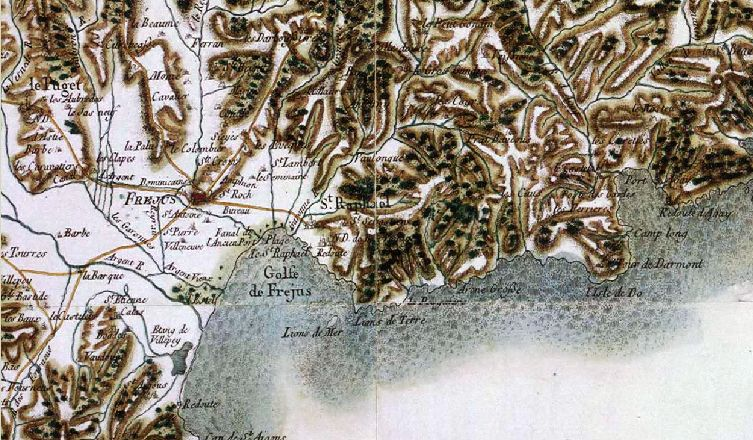
Carte de « Saint-Raphaël » selon Cassini.

En 1347, la peste noire ravagea la Provence et décima plus du tiers de sa population.
La mort de la reine Jeanne Ire ouvre une crise de succession à la tête du comté de Provence, les villes de l’Union d'Aix (1382-1387) soutenant Charles de Duras contre Louis Ier d'Anjou. La communauté de Saint-Raphaël soutient les Duras jusqu’en 1386, puis change de camp pour rejoindre les Angevins grâce aux négociations patientes de Marie de Blois, veuve de Louis Ier et régente de leur fils Louis II. La reddition d’Aix a également pu jouer un rôle dans la volte-face de la communauté.

### Temps modernes
Au XVIe siècle, la côte fut pillée par les pirates et les troupes de Charles Quint. En réponse, l’évêché de Fréjus décida de la construction d’une tour vigie en 1562, sur le sommet d’Armont. Au XVIIe siècle, la chapelle Notre-Dame fut édifiée. En 1635, pour compléter la tour d’Armont, un fort en étoile fut bâti sur la pointe fermant la baie d’Agay. En 1636, Jean Vincent de Roux, gouverneur d’Agay et de Théoule, obtint de Barthélemy Camelin, évêque de Fréjus, l’inféodation du domaine. En 1690, les habitants choisirent la représentation de l’archange Raphaël pour blason. À partir du XVIIIe siècle, l’économie du village se tourna vers l’exploitation des ressources halieutiques, le quartier de la Marine se développa autour du port. La chapelle de la Miséricorde fut construite au XVIIIe siècle. En 1707 et 1747, le domaine d’Agay et le fort furent occupés et saccagés par les troupes autrichiennes. En 1750, François Giraud, seigneur d’Agay, éleva un château de deux étages sur le fort.

### Révolution française et Premier Empire
En 1793, les révolutionnaires rasèrent les tours. Au cours de l’An II (1794), Saint-Raphaël choisit de prendre le nom de Barraston en hommage à Paul Barras, vicomte de la région et homme politique influent de la Révolution française.
Le 9 octobre 1799, Bonaparte, de retour de la campagne d'Égypte, débarqua avec ses généraux (Berthier, Lannes, Murat, Marmont, Bessières) et des savants (Monge, Berthollet) triomphalement à Saint-Raphaël. Une pyramide fut construite sur le port pour célébrer cet évènement. Clin d'œil de l'Histoire, c’est aussi de Saint-Raphaël qu’il embarqua, déchu, pour l’île d'Elbe le 28 avril 1814. Le 1er mars 1815, il aurait dû débarquer à nouveau à Saint-Raphaël pour sa reconquête des Cent-Jours mais il arriva finalement à Vallauris et évita la commune sur son chemin de retour. En 1810, le château d'Agay fut pris par les Britanniques et la tour du Dramont fut armée de deux canons et en 1860, elle fut transformée en sémaphore et arasée au-dessus du premier étage. En 1813, la goélette l’Estafette fut attaquée par les Britanniques, volontairement échouée sur la plage par son commandant Pallières, puis remise à flot pour rallier Toulon.

### Station balnéaire

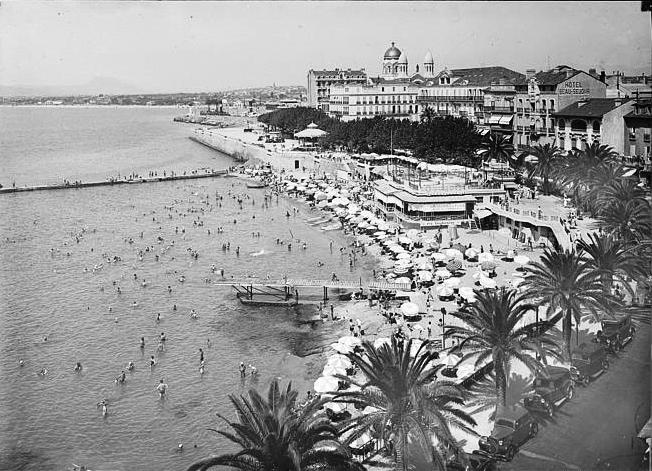
Saint-Raphaël, station balnéaire au début du XXe siècle.

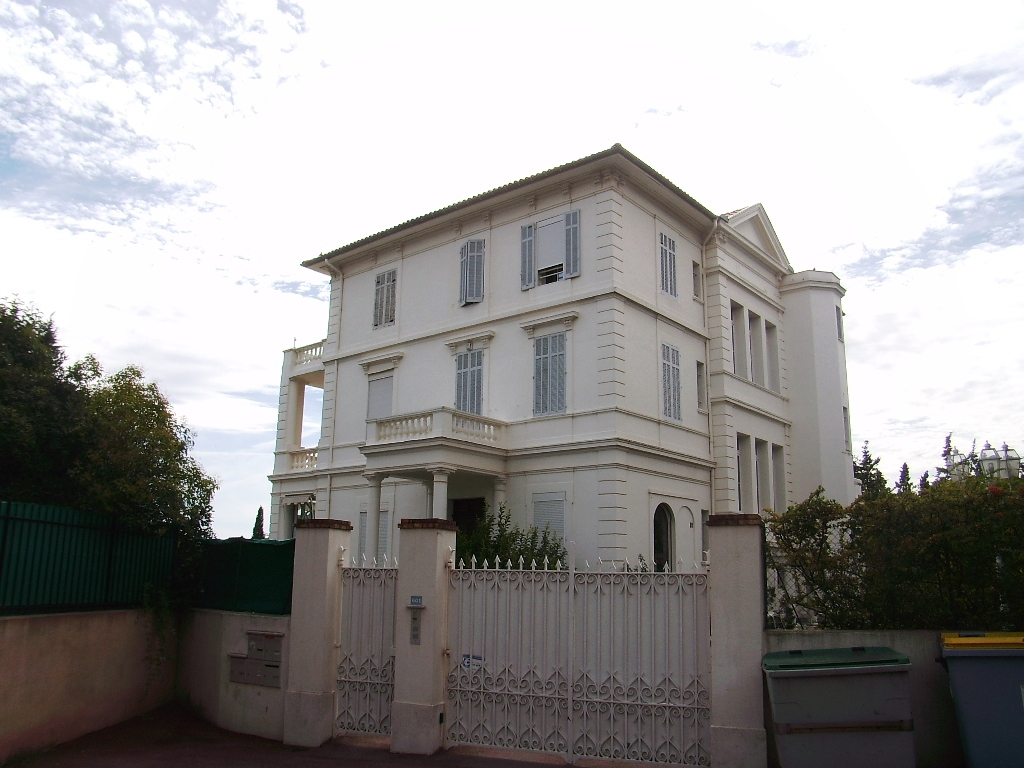
La villa Magali de Léon Carvalho.

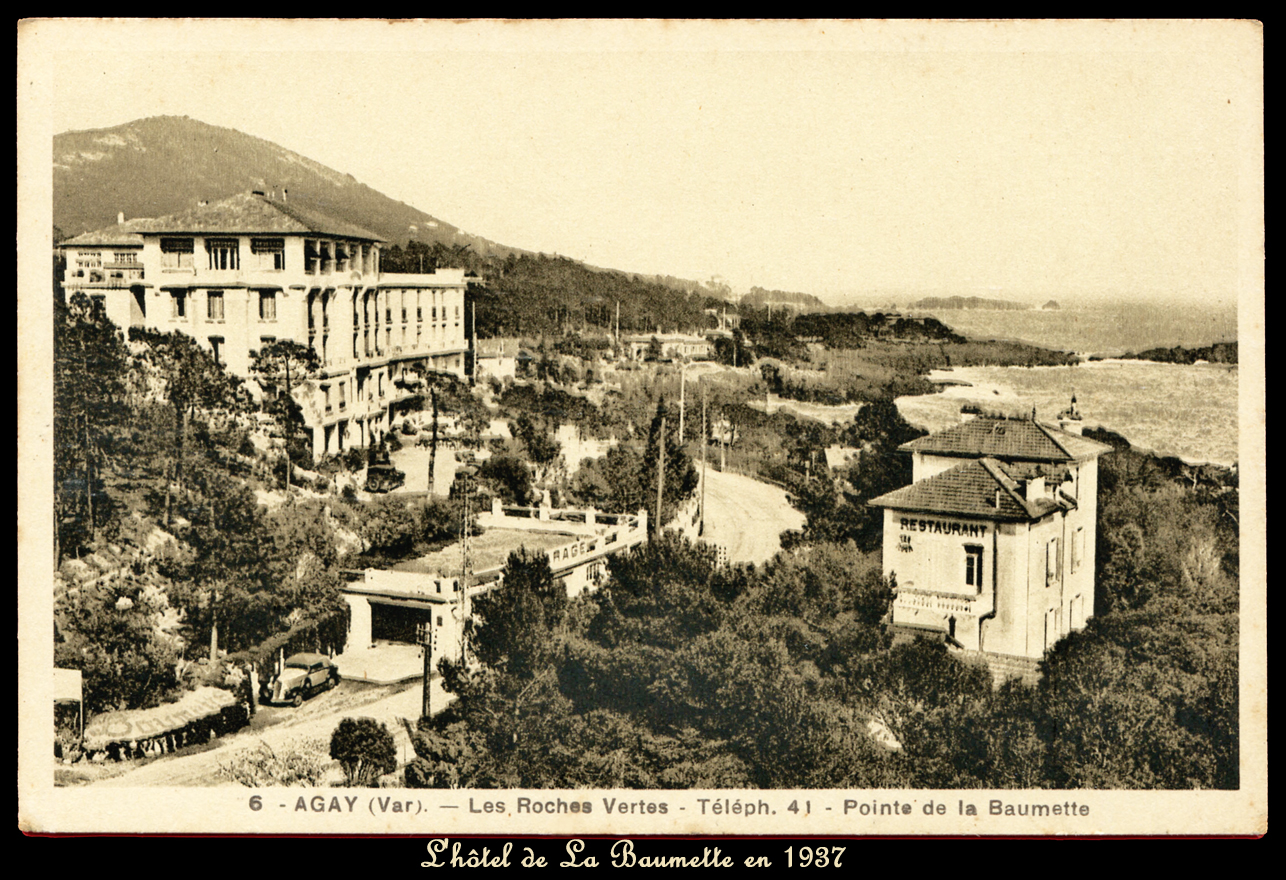
L'Hôtel de la Baumette d'Agay, de style Belle Époque, ici en 1937.

À partir de la seconde moitié du XIXe siècle, la modernisation de la station balnéaire entreprise par le maire Félix Martin qui était ingénieur et pour laquelle il fait appel à des architectes comme Laurent Vianay, René Darde ou Pierre Aublé, l’ouverture en 1863 de la gare de Saint-Raphaël-Valescure en centre-ville sur la ligne de Marseille-Saint-Charles à Vintimille (frontière) et les séjours répétés d’Alphonse Karr permirent à la ville de développer les activités touristiques. Alphonse Karr qui y vécut jusqu’à sa mort en 1864 entraîna dans sa suite de nombreux artistes (Hugo, Sand, Gautier, etc.), hommes politiques (Clemenceau, Galliéni, Albert Ier de Belgique etc.).
Située en retrait par rapport à la mer, la station de villégiature de Valescure est reliée à la ville par un boulevard de cinq kilomètres et structurée à partir du boulevard de Valescure et du boulevard du Suveret qui partent du carrefour des Anglais. Elle est aménagée sur un site constitué de collines boisées de pins parasols, de chênes-lièges et de mimosas. Les constructions sont de grosses villas de type aristocratique. Un réseau de plus de quinze kilomètres d'avenues et de boulevards dessert le parc résidentiel dont les terrains sont commercialisés par la Société civile des terrains de Valescure dont Félix Martin est le principal actionnaire avec les villégiateurs Charles Gounod, Léon Carvalho et Jules Barbier. De 1880 à 1888, Valescure est plutôt un centre de tourisme hivernal et climatique où se côtoie un milieu médical parisien et mondain. Des personnalités comme Noël Guéneau de Mussy Léon Labbé, Suzanne Reichenberg, Oscar Roty s'y retrouvent autour d'Angelo Mariani, l'inventeur du vin tonique à la coca du Pérou. Charles Gounod y composa l’opéra Roméo et Juliette en 1867 et l’Ave Maria en 1885. Léon Carvalho fit construire la villa Magali, avec des vestiges du palais des Tuileries,. En 1860, l’architecte Pierre Chapoulard construisit la Villa Mauresque. En 1881 et 1882 Laurent Vianay construisit les villas Les Myrthes pour le peintre Ernest-Antony Guillaume et Marguerite pour Léon Labbé. C'est aussi le quartier d'élection de la colonie anglaise qui y construit une église anglicane,.
L’essor se poursuivit avec la construction en 1881 du Grand Casino, en 1882 avec la construction du temple protestant de Saint-Raphaël,. 1882-1899 avec le phare d'Agay, en 1887 avec l’érection de la basilique Notre-Dame-de-la-Victoire jusqu’au début du XXe siècle avec les hôtels Continental et Excelsior. La Corniche d'Or devint un rendez-vous d’élégance, les villas, les hôtels, le château d'Agay de la famille Saint-Exupéry agrémentaient le paysage de l’Esterel. En 1895, l’abbé Roussenq ouvrit une école paroissiale pour garçons. En 1897, l’île d'Or fut acquise en adjudication par M. Sergent qui la vendit au Dr Auguste Lutaud qui bâtit une tour.
Au début du XXe siècle, les paysages aux couleurs vives et aux formes tranchées, notamment du massif de l'Esterel, fournissent la matière d'une partie des œuvres qui fondent le fauvisme à partir du Salon d'automne de 1905, contribuant à la renommée de la région.

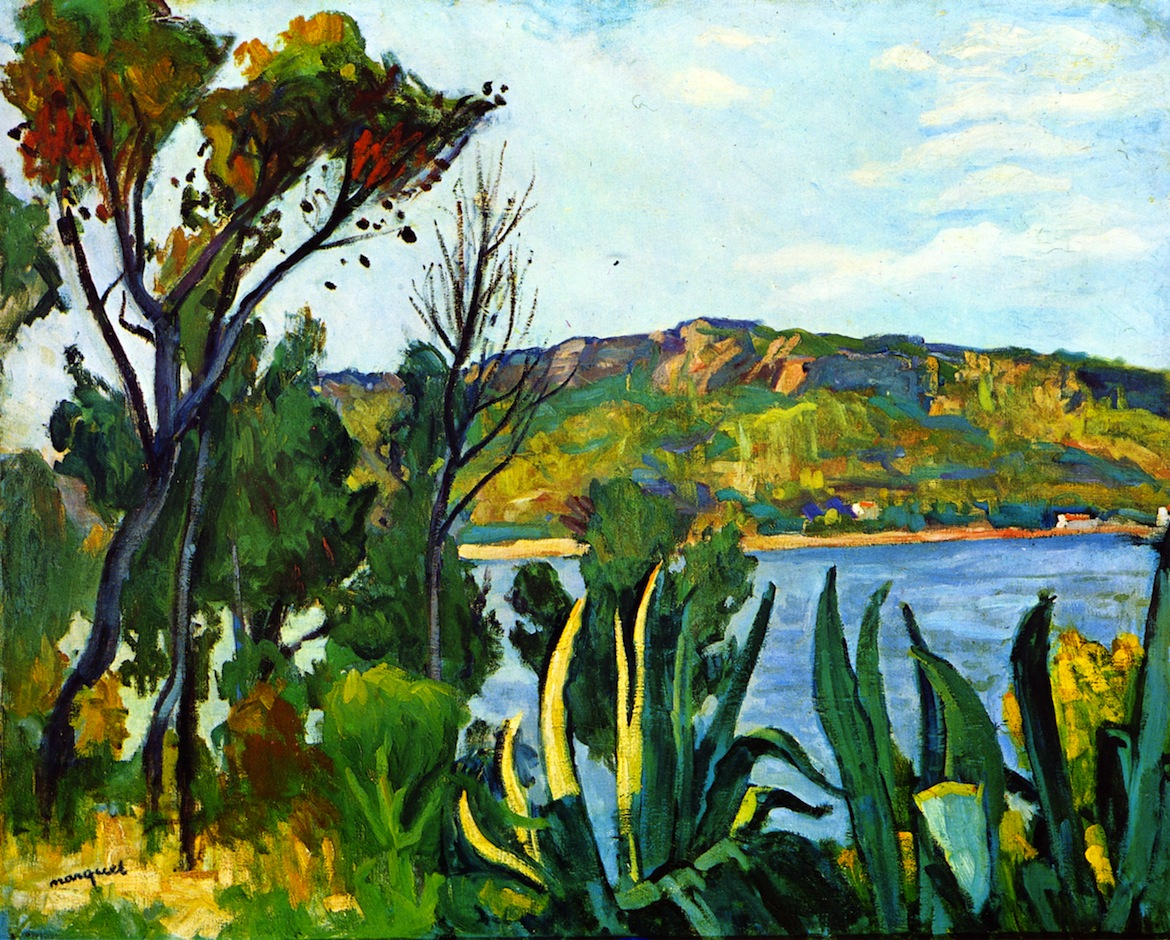
Vue d'Agay, par Albert Marquet, toile présentée au Salon d'automne de 1905.
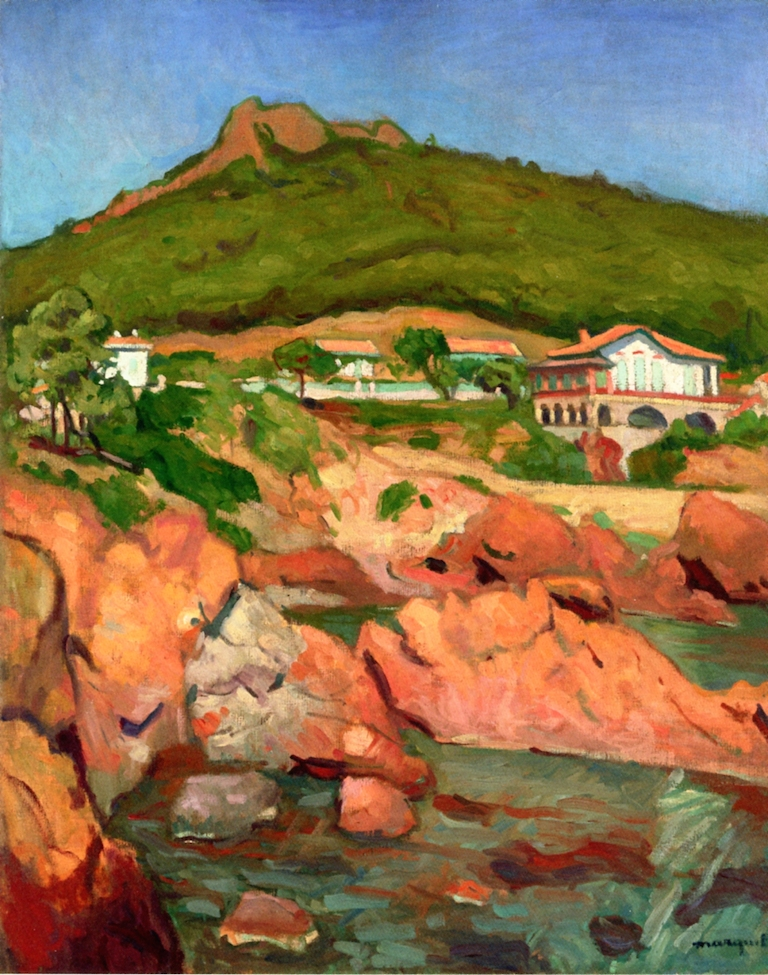
Vue d'Agay, les roches rouges, par Marquet (idem)
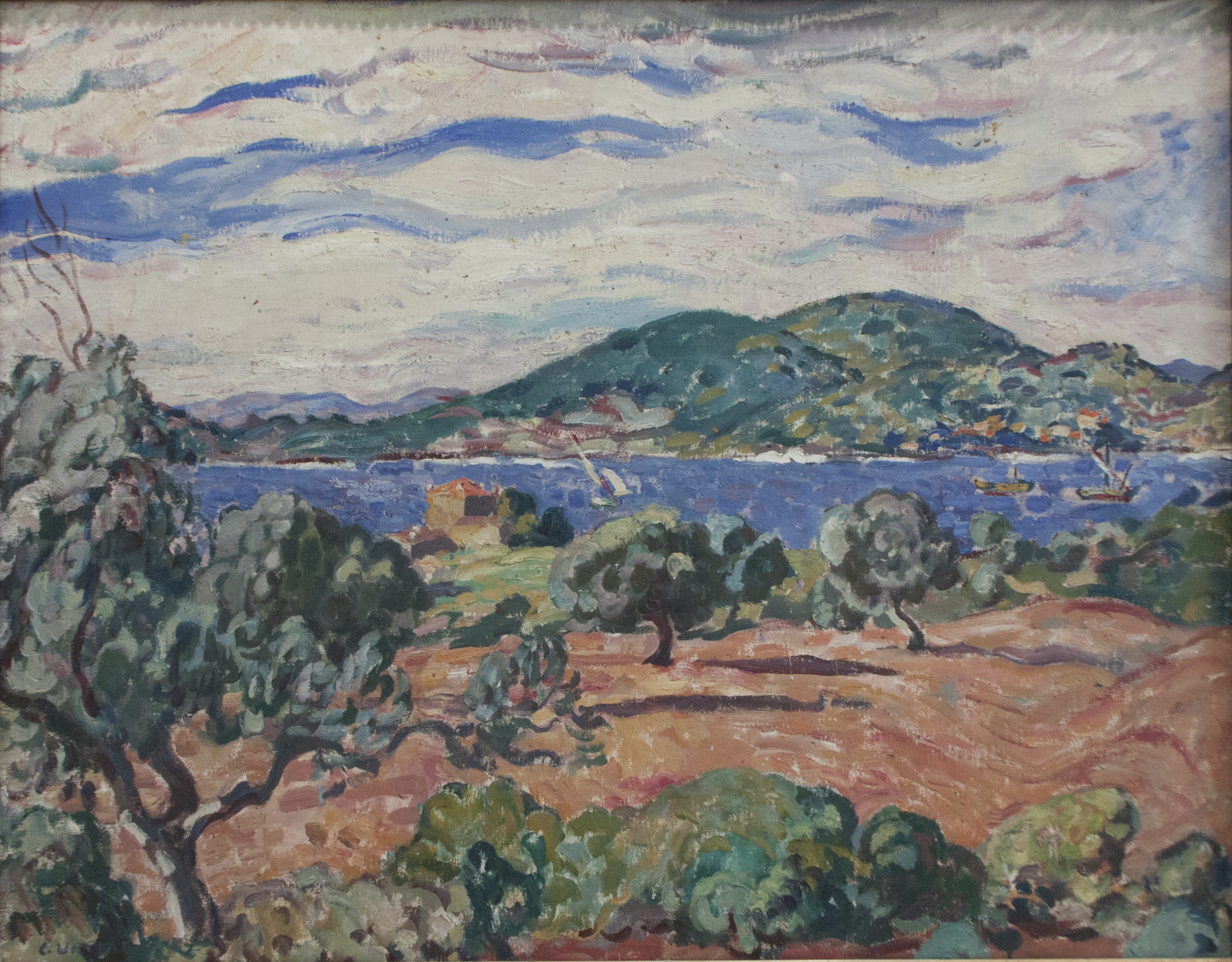
La baie d'Anthéor par Louis Valtat, vers 1906.
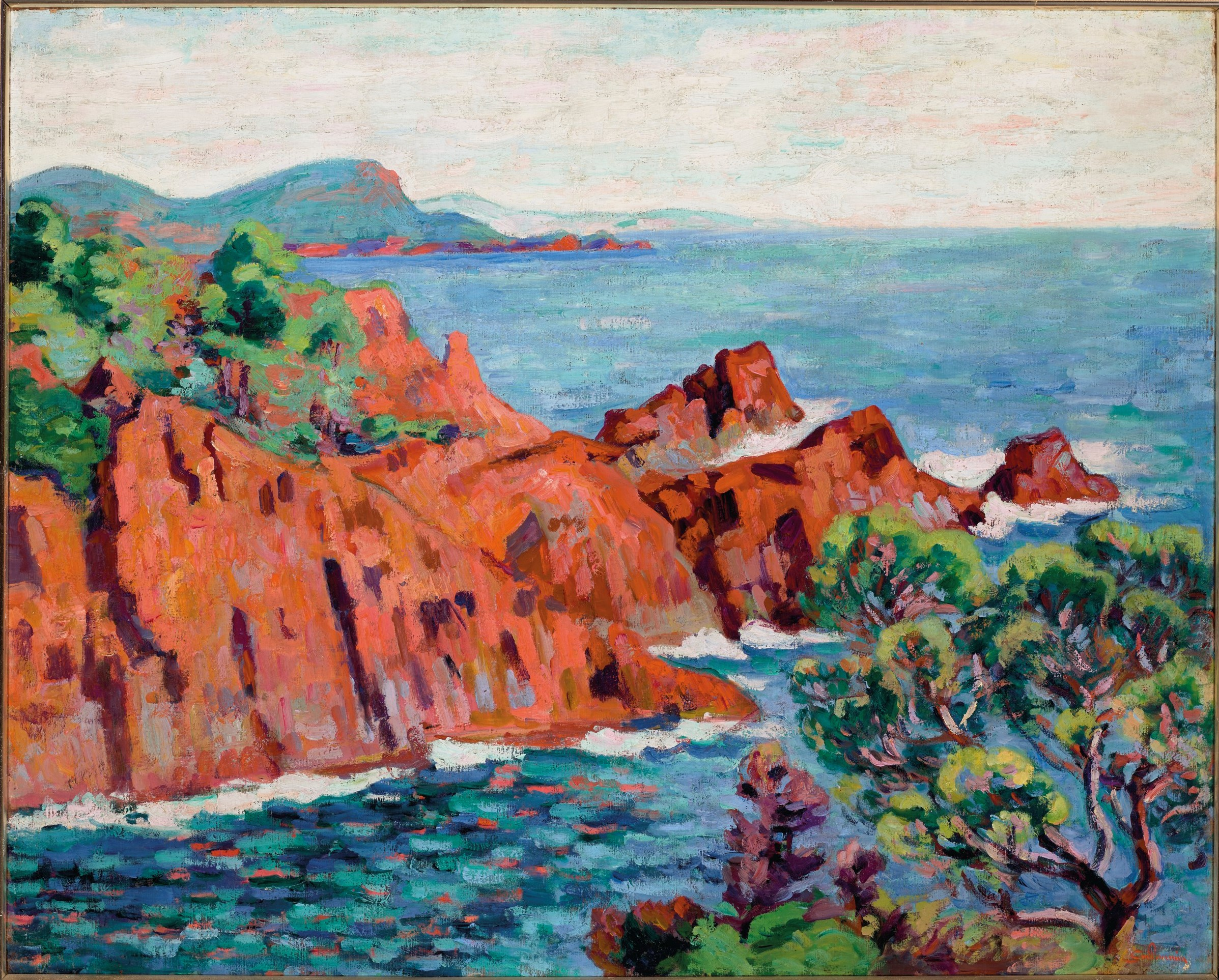
Les roches rouges à Agay, par Armand Guillaumin (1912).

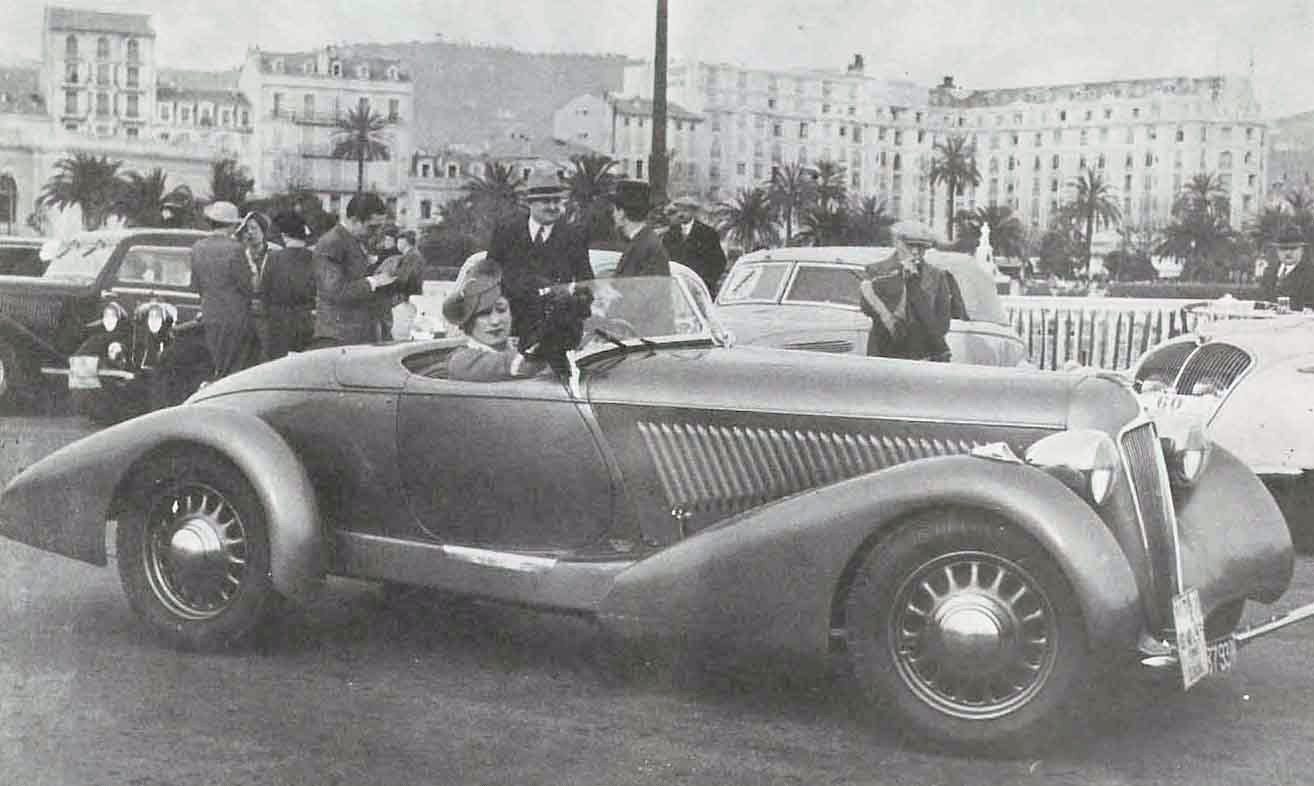
L’arrivée du rallye Paris - Saint-Raphaël en 1934.

La fréquentation par les personnalités se poursuivit durant l’entre-deux guerres. Francis Scott Fitzgerald y écrivit Tendre est la nuit.
En 1929, le comte de Rohan-Chabot créa le rallye automobile Paris - Saint-Raphaël féminin, qui vit courir pour la première édition la comtesse de Lesguern et la baronne d’Elern, puis Betty Haig, seule championne olympique automobile à avoir battu des hommes aux Jeux olympiques d'été de 1936, ou Christine Beckers qui remporta la dernière épreuve en 1974 au volant d’une Lancia Stratos.

### 1944: le débarquement de Provence

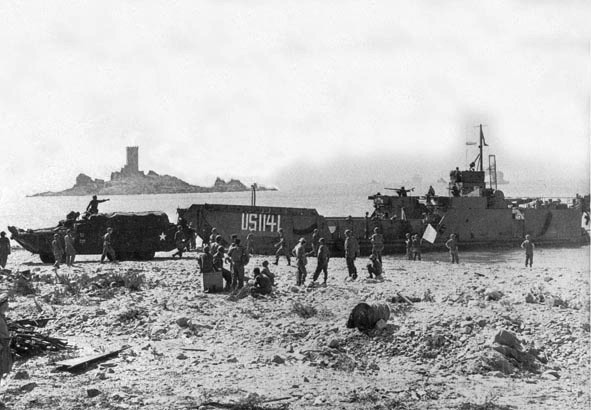
Débarquement allié sur la Plage du Dramont en août 1944

Située en zone libre, la commune ne fut pas touchée par la guerre durant les premières années. En 1943, l’école ouverte par l’abbé Roussenq fut rejointe par une école de filles. Démobilisé, Antoine de Saint-Exupéry vint s’installer chez sa sœur à Agay le 5 août 1940, il y rédigea en partie Citadelle. Le 31 juillet 1944, après avoir décollé de l’aéroport de Bastia-Poretta et être passé à proximité du château de sa sœur, il disparut en mer. Il était en mission de reconnaissance aérienne en vue d’une prochaine opération. Malgré les pressions de l’amiral Henri Nomy pour épargner la commune, cette opération frappa durement la commune. Baptisée opération Anvil Dragoon, elle commença par un bombardement en vue de détruire le viaduc ferroviaire entre Anthéor et Le Trayas, mais ce fut le quartier d’Agay qui fut détruit. Dans la nuit du 14 août, des commandos prirent position sur la voie ferrée côtière. Le 15 août 1944 à huit heures du matin, la 36e division d’infanterie baptisée Camel Force débarqua sur la plage du Dramont (Green Beach), la calanque d’Anthéor (Blue Beach) et la plage du Veillat à Saint-Raphaël (Red Beach), suivie le 16 août par l’Armée B du général d'armée de Lattre de Tassigny.
Le 19 août 1945, exclus des commémorations du débarquement du 15 août et  mal logés et nourris, 300 à 400 tirailleurs sénégalais logés au camp de Fréjus descendent sur la ville après que l'un d'entre eux a été tué par un officier français. Un gendarme et deux civils raphaëlois sont tués par les mutinés.
La commune a été décorée, le 11 novembre 1948, de la Croix de guerre 1939-1945.

### La fin duXXesiècle: l'essor touristique
Le 23 septembre 1954 ouvrit le premier lycée à Boulouris. Huit années plus tard, il fermait ses portes et en 1962 ouvrit le lycée Antoine-de-Saint-Exupéry. En 1961, l’établissement ouvert par l’abbé Roussenq signa un contrat d’association avec l’État et devint le Cours Stanislas ; en 1995, il ouvrit un lycée et devint l’Institut Stanislas.
Le 9 septembre 1974, la flottille 34F de l’Aviation navale équipée d’Alouette III en version lutte anti-sous-marine fut créée sur la BAN de Frejus/Saint-Raphaël qui se situe dans la commune de Frejus pour armer les frégates Tourville et Duperré. Mais le 14 janvier 1975, la flottille déménagea pour la base d'aéronautique navale de Lanvéoc-Poulmic.
La commune poursuivit son essor touristique avec le passage de la route nationale 7, l’arrivée en 1961 de l’autoroute A8, en 2001 d'une liaison par TGV sur la ligne classique, le lotissement des quartiers de Valescure et Boulouris, la construction de la nécropole nationale de Boulouris en 1964, en 1990 du plus grand village de vacances d’Europe, Cap Esterel, et le développement au cours des années 1990 du port Santa-Lucia et du palais des Congrès.

### Les années 2000: la renaissance

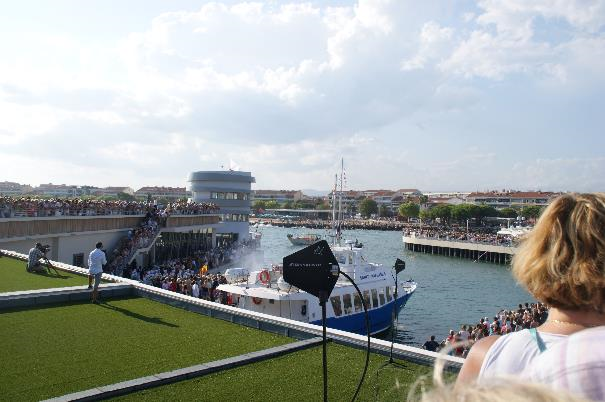
Inauguration du Vieux Port après sa rénovation.

En 2000, le Centre culturel ouvre ses portes, regroupant la médiathèque, le conservatoire et des salles d'exposition. Il ouvre la voie à une extension culturelle importante qui va se jouer sur le territoire durant les années suivantes.
En 2003, le parking et le jardin Bonaparte sont construits et redynamisent le bord de mer avec cet immense lieu de stationnement sur deux étages et un jardin qui ne cessera d'accueillir des manifestations culturelles. C'est d'ailleurs à cette date que la ville reprend possession de tous les parkings couverts et crée la Régie des Stationnements, elle fonde également la Régie des ports raphaëlois qui rassemble tous les ports de la commune, du Vieux Port jusqu'à Anthéor.
En 2004, elle accueillit les cérémonies du soixantième anniversaire du débarquement de Provence. En 2006 a lieu l'inauguration du Stade nautique, un des plus récents de France dans lequel, en 2007 et 2010, les Championnats de France de natation sont organisés ; depuis ce sont les championnats de France N2 qui occupent le stade chaque année. Au niveau sportif, le territoire a aussi été marqué par la construction du Palais des Sports Jean-François-Krakowski financé par la communauté d'agglomération.
La construction du Cinéma Multiplexe Le Lido et du Théâtre intercommunal Le Forum à Fréjus, deux lieux emblématiques de l'Est-Var montrent l'attachement culturel de la ville.
Le Vieux Port a été complètement rénové et a été rouvert au public en août 2014 après plus de deux ans de travaux qui ont consisté en l'agrandissement de la digue à l'entrée du port, la création d'un parking souterrain et d'un restaurant gastronomique ainsi que des boutiques sur le quai Nomy. Il est désormais le centre touristique de la ville.
L'ouverture du Colisée en 2015 était censée redynamiser les nuits raphaëloises mais sa fermeture précoce l'en a clairement empêché. C'est à ce moment que le Centre de Loisirs et la salle Badri-Rouhabia voient le jour. Les travaux de modernisation du Marché Victor-Hugo commencent, attendus depuis plus d'un siècle et finalement jamais réalisés, ils donnent un nouveau souffle à ce quartier qui avait commencé avec la construction du Cinéma quelques années auparavant. La Maison des Droits est inaugurée en face du lycée Saint-Exupéry.
En 2016, après des années d'attente et de réflexion, le collège de l'Estérel est enfin détruit pour laisser place à une nouvelle structure écoresponsable.

## Politique et administration
Saint-Raphaël est le chef-lieu du canton représenté par la conseillère départementale Françoise Dumont (LR). La commune est rattachée à la cinquième circonscription du Var représentée par le maire de la commune, Frédéric Masquelier et le député Philippe Michel. Trente-neuf élus siègent au conseil municipal, quatorze sont adjoints au maire parmi les trente-neufs élus. En 2004 et 2007, le maire Georges Ginesta a reçu la Marianne d'or, récompense symbolique pour sa politique en faveur de l’emploi. Saint-Raphaël est référencée par le code postal 83700, le quartier d’Agay par le 83530. L’Insee lui attribue le code 83 1 39 118.
La commune dépend du tribunal d’instance, de commerce et du conseil de prud’hommes de Fréjus, du tribunal judiciaire de Draguignan, et de la cour d'appel d'Aix-en-Provence.
En 2008, la commune disposait d’un budget de 71 832 000 euros dont 53 241 000 euros de fonctionnement et 18 591 000 € d’investissement, financés à 41,79 % par les impôts locaux, la dette municipale s’élevait la même année à 56 037 000 euros. En 2008, les taux d’imposition s’élevaient à 9,97 % pour la taxe d'habitation, 14,30 % et 28,84 % pour la taxe foncière (bâti et non bâti), 13,10 % pour la taxe professionnelle établie par l’intercommunalité. Un parc HLM représentant 6,5 % du parc locatif, soit 1 120 logements est implanté dans la commune. Elle a mis en place un centre communal d'action sociale et des services sociaux pour la petite enfance, les personnes âgées dépendantes et les personnes à faibles revenus.
Jusqu'au 31 décembre 2012, la commune a été associée dans la Communauté d'agglomération de Fréjus Saint-Raphaël pour le développement économique, l’aménagement, la sécurité et la préservation de l’environnement. Elle adhère au Syndicat Mixte de l’Est Varois avec les communes du pays de Fayence (Callian, Fayence, Montauroux, Mons, Saint-Paul-en-Forêt, Seillans, Tanneron et Tourrettes) pour la promotion du tourisme et au SMiTOM avec les communes de Fréjus, Puget-sur-Argens, Roquebrune-sur-Argens, Bagnols-en-Forêt et Les Adrets-de-l'Estérel pour le traitement des ordures ménagères. En 2003, la commune a reçu le label « Ville Internet @@ ».
Le 1er janvier 2013, Saint-Raphaël intègre la nouvelle Communauté d'agglomération Var Estérel Méditerranée (CAVEM), composée de cinq communes : Saint-Raphaël, Fréjus, Puget sur Argens, Roquebrune sur Argens et les Adrets de l'Estérel.
La CAVEM remplace à cette date l'ancienne Communauté d'Agglomération Fréjus Saint-Raphaël et hérite de nouvelles compétences étendues.

### Tendances politiques et élections
Comme de nombreuses communes du sud-est de la France et accueillant une part importante de personnes âgées, Saint-Raphaël est marqué par son conservatisme politique avec une nette tendance au vote d’extrême droite. La commune a ainsi toujours placé en tête les candidats RPR ou UMP, allant même à l’encontre des tendances nationales comme lors de élections européennes de 2004 où Françoise Grossetête arriva en tête avec huit points d’avance sur le candidat socialiste ou à l’occasion des élections régionales de 2004 où le candidat de l’UMP fut placé en tête avec 47,42 % des voix, alors que le département choisissait Michel Vauzelle à 40,51 %, comme la région à 45,18 % des voix. La tendance au vote extrême fut très nette en 2002, lors des élections présidentielle et législative, les Raphaëlois avaient ainsi voté à 30,13 % pour Jean-Marie Le Pen au deuxième tour et 27,18 % pour la candidate du Front national lors de l’élection législative alors que le candidat frontiste à la présidentielle ne remportait que 17,89 % en France, le résultat raphaëlois apparaissant encore supérieur au résultat régional (27,69 %) et départemental (28,69 %). Bien qu’en régression, le vote extrême était encore présent en 2007, Jean-Marie Le Pen obtenant encore 12,84 % au premier tour de l’élection présidentielle, toujours deux points de plus que le reste du pays. Cependant, ce conservatisme trouve ses limites lors des référendums européens, 53,08 % des électeurs de Saint-Raphaël approuvant le projet de traité établissant une Constitution pour l’Europe alors que le pays (54,67 %), la région (58,79 %) et le département (57,54 %) votaient « non », mais se retrouvait encore en 1992 où ils rejetèrent le traité de Maastricht à 56,00 %. La participation est toujours très importante. L’UMP locale animée par le délégué des Jeunes Populaires réunissait à Saint-Raphaël 1 000 adhérents en 2007. Elle dispose d’une permanence dans la commune, comme le Parti socialiste.

#### Élections présidentielles, résultats des deuxièmes tours
- Élection présidentielle de 2002 : 69,87 % pour Jacques Chirac (RPR), 30,13 % pour Jean-Marie Le Pen (FN), 78,48 % de participation[82].
- Élection présidentielle de 2007 : 75,12 % pour Nicolas Sarkozy (UMP), 24,88 % pour Ségolène Royal (PS), 85,29 % de participation[83].
- Élection présidentielle de 2012 : 73,07 % pour Nicolas Sarkozy (UMP), 26,93 % pour François Hollande (PS), 82,82 % de participation[84].

#### Élections législatives, résultats des deuxièmes tours
- Élections législatives de 2002 : 72,82 % pour Georges Ginesta (UMP), 27,18 % pour Évelyne Pierron (FN), 55,44 % de participation[85].
- Élections législatives de 2007 : 64,21 % pour Georges Ginesta (UMP), élu au premier tour, 14,13 % pour Elsa Di Meo (PS), 61,47 % de participation[86].
- Élections législatives de 2012 : 67,95 % pour Georges Ginesta (UMP), 32,05 % pour David Rachline (FN), 55,57 % de participation[87].

#### Élections européennes, résultats des deux meilleurs scores
- Élections européennes de 2004 : 28,54 % pour Françoise Grossetête (UMP), 20,64 % pour Michel Rocard (PS), 41,94 % de participation[88].
- Élections européennes de 2009 : 48,21 % pour Françoise Grossetête (UMP), 11,19 % pour Michèle Rivasi (Europe Écologie), 41,71 % de participation[89].
- Élections européennes de 2014 : 33,85 % pour Renaud Muselier (UMP), 33,02 % pour Jean-Marie Le Pen (FN), 47,84 % de participation[90].
- Élections européennes de 2019 : 31,01 % pour Jordan Bardella (RN), 25,57 % pour Nathalie Loiseau (LREM), 53,89 % de participation[91].

#### Élections régionales, résultats des deux meilleurs scores
- Élections régionales de 2004 : 47,42 % pour Renaud Muselier (UMP), 30,51 % pour Michel Vauzelle (PS), 63,82 % de participation[92].
- Élections régionales de 2010 : 49,25 % pour Thierry Mariani (UMP), 27,91 % pour Michel Vauzelle (PS), 52,99 % de participation[93].
- Élections régionales de 2015 : 52,84 % pour Christian Estrosi (LR), 47,16 % pour Marion Maréchal (FN), 62,88 % de participation[94].
- Élections régionales de 2021 : 54,92 % pour Renaud Muselier (LR), 45,08 % pour Thierry Mariani (RN), 42,73 % de participation[95].

#### Élections cantonales, résultats des deuxièmes tours
- Élections cantonales de 2004 : 47,68 % pour Françoise Dumont (UMP), 30,05 % pour Charles Laugier (PS), 64,00 % de participation[96].

#### Élections départementales, résultats des deuxièmes tours
- Élections départementales de 2015 : 58,16 % pour Guillaume Decard et Françoise Dumont (UMP), 41,84 % pour Fabien Hurel et Brigitte Lancine (FN), 53,16 % de participation[97].
- Élections départementales de 2021 : 59,73 % pour Guillaume Decard et Françoise Dumont (LR), 40,27 % pour Carine Leroy et Christopher Pecoul (RN), 42,83 % de participation[98].

#### Élections municipales, résultats des deuxièmes tours
- Élections municipales de 2001 : 57,10 % pour Georges Ginesta (RPR), 25,92 % pour Charles Laugier (PS), 59,06 % de participation.
- Élections municipales de 2008 : 62,85 % pour Georges Ginesta (UMP) élu au premier tour, 19,28 % pour Colette Pitol-Laugier (PS), 58,60 % de participation[99].
- Élections municipales de 2014 : 55,97 % pour Georges Ginesta (UMP) élu au premier tour, 25,41 % pour Nicolas Melnikowicz (FN), 60,53 % de participation[100].
- Élections municipales de 2020 : 57,14 % pour Frédéric Masquelier (LR) élu au premier tour, 12,64 % pour Christopher Pécoul (RN), 37,66 % de participation[101].

#### Élections référendaires
- Référendum de 2000 relatif au quinquennat présidentiel : 71,42 % pour le Oui, 28,58 % pour le Non, 32,45 % de participation[102].
- Référendum de 2005 relatif au traité établissant une Constitution pour l’Europe : 53,08 % pour le Oui, 46,92 % pour le Non, 67,57 % de participation[103].

### Jumelages
| Saint-Raphaël Djermouk Gand St. Georgen im Schwarzwald Tibériade |

Saint-Raphaël a développé des associations de jumelage avec :
- Djermouk (Arménie), en arménien Ջերմուկ, située à 3 232 kilomètres.
- Gand (Belgique), en néerlandais Gent, située à 880 kilomètres[104], de 1958 à 2021[105].
- St. Georgen im Schwarzwald (Allemagne) depuis 1972, en allemand St. Georgen im Schwarzwald, située à 537 kilomètres[106].
- Tibériade (Israël), en hébreu טבריה, située à 2 765 kilomètres.

## Équipements et services publics

### Enseignement
La commune est rattachée à l’académie de Nice, elle dispose sur son territoire de : 
- huit écoles maternelles : d’Agay, de l’Aspé, de Boulouris, Léon-Isnard, de la Lauve, Jean-Moulin, Les Plaines et de Valescure,
- neuf écoles élémentaires : d’Agay, des Arènes, de l’Aspé, de Boulouris, Ernest-Camail, du Petit-Défend, Monge-Roustand et des Tasses,
- deux collèges : de l’Esterel et Alphonse-Karr. Le collège de l'Estérel a été détruit à la rentrée 2016 et va laisser place à l'horizon 2018 à une nouvelle structure. Pendant les travaux, un collège provisoire a été installé sur le stade de l'Aspé.
- le lycée général et technologique Antoine-de-Saint-Exupéry,

La commune accueille en outre une antenne du CREPS d’Aix-en-Provence, un institut médico-éducatif, une école élémentaire, un collège et un lycée regroupés au sein de l’institut Stanislas, établissements privés [catholique, un centre de formation aux métiers du tourisme. Les PEEP et FCPE sont représentées dans les différents établissements publics.
La commune dispose aussi de trois centres de loisirs, d’un centre d’animation jeunesse et de cinq crèches.
Depuis septembre 2016, l'Institut de Formation Public Varois des Professionnels de Santé s'est installé dans les anciens locaux de l'IUT informatique.

### Santé
La commune dispose en association avec Fréjus dans le cadre de l’intercommunalité d’un centre hospitalier qui se situe dans la commune de Frejus. Les services de psychiatrie infanto-juvénile ou pour adultes et de gériatrie La Chênaie sont situés à Saint-Raphaël. Le SMUR est implanté dans ce centre hospitalier et assure le traitement des urgences. En outre, la commune accueille la clinique Notre-Dame de la Merci tenue par des sœurs, la maison de repos Costeur Solviane, un Centre Européen de rééducation du sportif par thalassothérapie, quatre maisons de retraite (Arménienne, Hermès, l’Hermitage et de Valescure). S’ajoutent trois centres de thalassothérapie à Agay-Cap Esterel, Boulouris et Valescure.
117 médecins, 38 chirurgiens-dentistes pratiquent à Saint-Raphaël, 14 pharmacies distribuent les remèdes.
Plusieurs associations à but médical ou social sont implantées sur le territoire de la commune, dont l’Association des paralysés de France, Amnesty International, les Lions Clubs, le Club 41 Français et Rotary Club, le Secours populaire français et les Restos du cœur.

### Services publics
Saint-Raphaël accueille une antenne de la CAF, un Centre d'lncendie & de Secours, un commissariat de police et d’un poste détaché à Agay, une délégation de la Chambre de commerce et de la chambre de métiers et de l'artisanat, cinq agences postale en centre-ville, à Boulouris, Le Trayas, Valescure et au Dramont, une salle des ventes, trois offices notariales, une étude d’huissier de justice et cinquante-neuf avocats rattachés au barreau de Draguignan. La communauté d'agglomération de Fréjus Saint-Raphaël siège à Saint-Raphaël, à côté du Palais des Sports.
La Maison des Droits est située en face du lycée Saint-Exupéry.

## Population et société

### Démographie

#### Évolution démographique
L'évolution du nombre d'habitants est connue à travers les recensements de la population effectués dans la commune depuis 1793. Pour les communes de plus de 10 000 habitants les recensements ont lieu chaque année à la suite d'une enquête par sondage auprès d'un échantillon d'adresses représentant 8 % de leurs logements, contrairement aux autres communes qui ont un recensement réel tous les cinq ans,.

En 2022, la commune comptait 36 632 habitants, en évolution de +4 % par rapport à 2016 (Var : +4,98 %, France hors Mayotte : +2,11 %).
| 1793 | 1800 | 1806 | 1821 | 1831 | 1836 | 1841 | 1846 | 1851  |
| ---- | ---- | ---- | ---- | ---- | ---- | ---- | ---- | ----- |
| 409  | 501  | 647  | 883  | 966  | 974  | 955  | 994  | 1 041 |

| 1856  | 1861  | 1866  | 1872  | 1876  | 1881  | 1886  | 1891  | 1896  |
| ----- | ----- | ----- | ----- | ----- | ----- | ----- | ----- | ----- |
| 1 055 | 1 143 | 1 271 | 1 461 | 1 508 | 2 456 | 3 227 | 3 810 | 4 270 |

| 1901  | 1906  | 1911  | 1921  | 1926  | 1931  | 1936  | 1946  | 1954   |
| ----- | ----- | ----- | ----- | ----- | ----- | ----- | ----- | ------ |
| 4 865 | 4 893 | 5 112 | 6 183 | 8 919 | 9 539 | 9 635 | 8 969 | 10 177 |

| 1962   | 1968   | 1975   | 1982   | 1990   | 1999   | 2006   | 2011   | 2016   |
| ------ | ------ | ------ | ------ | ------ | ------ | ------ | ------ | ------ |
| 13 425 | 17 844 | 21 080 | 24 118 | 26 616 | 30 671 | 33 804 | 33 624 | 35 222 |

| 2021   | 2022   | - | - | - | - | - | - | - |
| ------ | ------ | - | - | - | - | - | - | - |
| 35 950 | 36 632 | - | - | - | - | - | - | - |

D’un petit village de quatre cents habitants au début du recensement de la population en 1793, la commune a sans cesse gagné en population. À la création de la station dans la deuxième moitié du XIXe siècle, la commune comptait déjà plus de mille cent résidents. La commune continua sa croissance rapide, arrivant à 4 865 personnes en 1901 et 9 635 habitants en 1936. La Seconde Guerre mondiale, la destruction d’Anthéor et les bombardements lors du débarquement de Provence firent tomber la population à 8 969 raphaëlois. Les vagues d’immigration et de rapatriements après les conflits en Indochine et Algérie permirent à la commune de dépasser les dix mille habitants en 1954 et les vingt mille en 1975. Poursuivant sa croissance, Saint-Raphaël est aujourd’hui une ville dénombrant près de 34 000 résidents à l’année et plus du double en saison touristique. En 1999, 4,4 % de la population permanente n’était pas de nationalité française et 12,9 % des foyers composés de familles monoparentales. Parmi la population étrangère permanente, 0,8 % étaient originaires d’Italie, 0,7 % d’Algérie, 0,5 % de Tunisie, 0,3 % du Maroc et du Portugal, 0,2 % d’Espagne et 0,1 % de Turquie.[Passage à actualiser]

#### Pyramide des âges
La population de la commune est relativement âgée.
En 2018, le taux de personnes d'un âge inférieur à 30 ans s'élève à 21,7 %, soit en dessous de la moyenne départementale (30,2 %). À l'inverse, le taux de personnes d'âge supérieur à 60 ans est de 47,7 % la même année, alors qu'il est de 32,5 % au niveau départemental.
En 2018, la commune comptait 16 334 hommes pour 19 299 femmes, soit un taux de 54,16 % de femmes, largement supérieur au taux départemental (51,95 %).
Les pyramides des âges de la commune et du département s'établissent comme suit.
| Hommes | Classe d’âge | Femmes |
| ------ | ------------ | ------ |
| 1,8    | 90 ou +      | 3,6    |
| 17,2   | 75-89 ans    | 19,4   |
| 25,6   | 60-74 ans    | 27,2   |
| 17,8   | 45-59 ans    | 18,0   |
| 13,1   | 30-44 ans    | 12,4   |
| 11,2   | 15-29 ans    | 9,4    |
| 13,4   | 0-14 ans     | 9,9    |

| Hommes | Classe d’âge | Femmes |
| ------ | ------------ | ------ |
| 1      | 90 ou +      | 2,3    |
| 10,1   | 75-89 ans    | 12,6   |
| 19,7   | 60-74 ans    | 21     |
| 20     | 45-59 ans    | 19,9   |
| 17,3   | 30-44 ans    | 16,7   |
| 15,4   | 15-29 ans    | 13,2   |
| 16,4   | 0-14 ans     | 14,3   |

### Manifestations culturelles et festivités

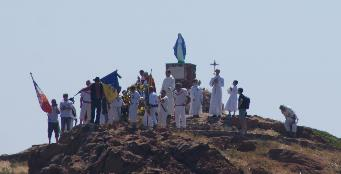
Fête de la Saint-Pierre sur le Lion de Mer.

La vie de la commune est rythmée par différentes manifestations traditionnelles, culturelles, sportives ou économiques.
Au chapitre des fêtes traditionnelles et religieuses, on trouve lors de la deuxième quinzaine de février la Fête du Mimosa avec un corso et une parade nocturne, qui  sont maintenant détournés sous la forme de "Fantaisies Carnavalesques", puis toujours en février a lieu l’élection de Miss Saint-Raphaël. Chaque premier dimanche du mois de mai se déroule la fête de la sainte Baume avec un pèlerinage et une messe en provençal dans l’Esterel. Le 20 mai est fêté saint Honorat avec une messe et une procession. Du 25 au 28 juillet se tient la fête patronale et la fête de la Saint Pierre des pêcheurs le premier week-end d’août. Pour Noël est organisée la Fête de la Lumière, avec des représentations de théâtre de rue, une parade lumineuse, un marché de Noël, l’installation d’une grande roue et la mise en lumière de la ville, notamment du vieux port et de la basilique.
Différents salons se tiennent au Palais des Congrès, dont entre février et mars, le Salon de l’Habitat, en mars, le Salon du Bien-être, entre avril et mai, le Salon des Vignerons. En novembre, le Salon du Mariage, le Salon Sud Aventure et le Salon du Palais Gourmand et en décembre, le Forum du Lycéen.
La culture est mise en avant le 21 juin avec la Fête de la musique, la première semaine de juillet se déroule le Festival de Jazz, la troisième semaine de juillet est dédiée aux Soirées musicales des Templiers. Le Festival du Rire se tient la dernière semaine de septembre et la première semaine d’octobre, la Semaine du Cinéma Européen.
Le sport n’est pas en reste avec de nombreuses activités toute l'année comme la Course des Paroisses dans l'Estérel, l’ascension du Mont Vinaigre, les Championnats de France de Natation N2, les championnats internationaux de Tennis et bien sûr les rencontres du SRVHB, du SRVVB, de l'Étoile et du CARF.

### Culture

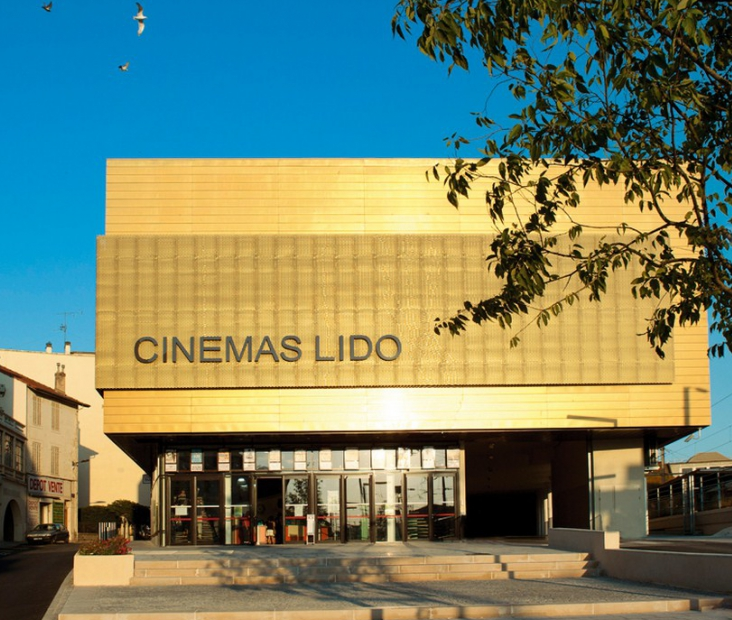
Cinéma Le Lido.
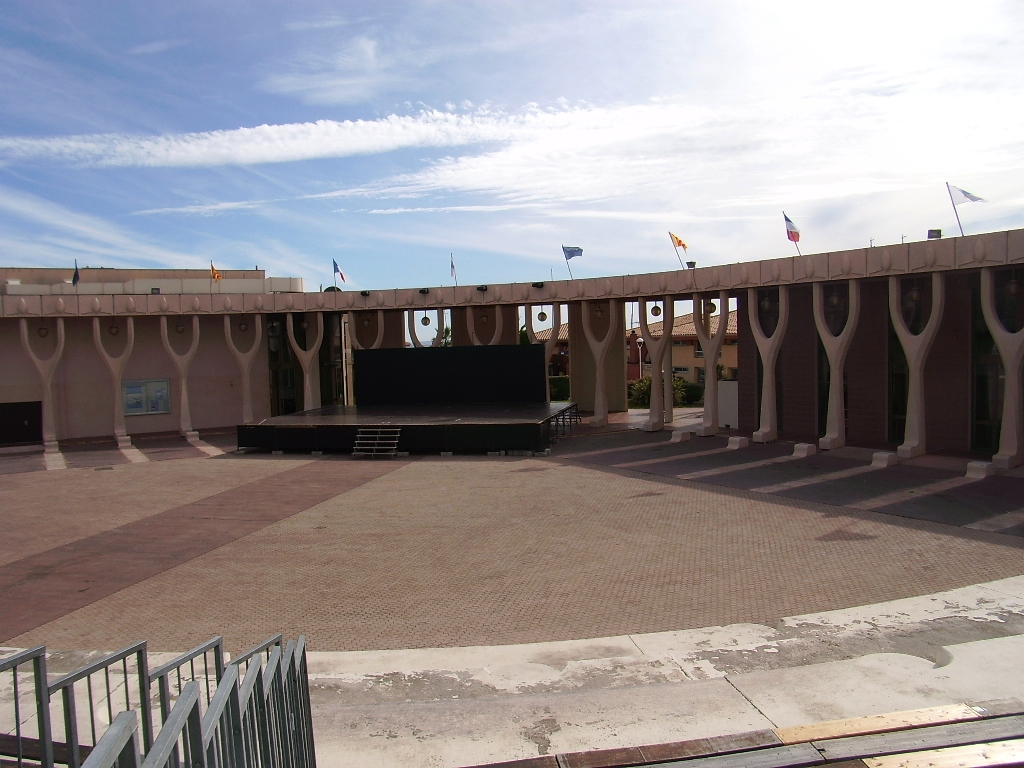
L'agora du Palais des Congrès.
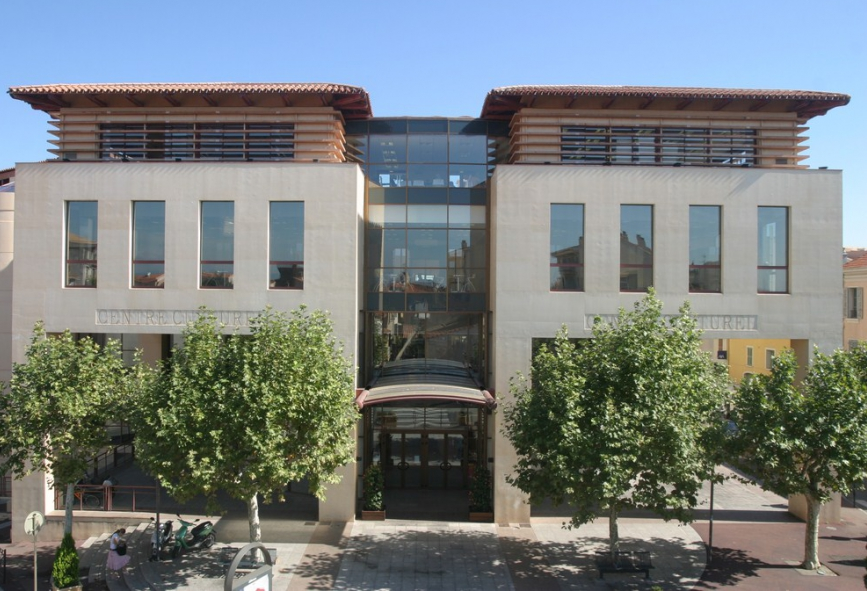
Centre culturel.
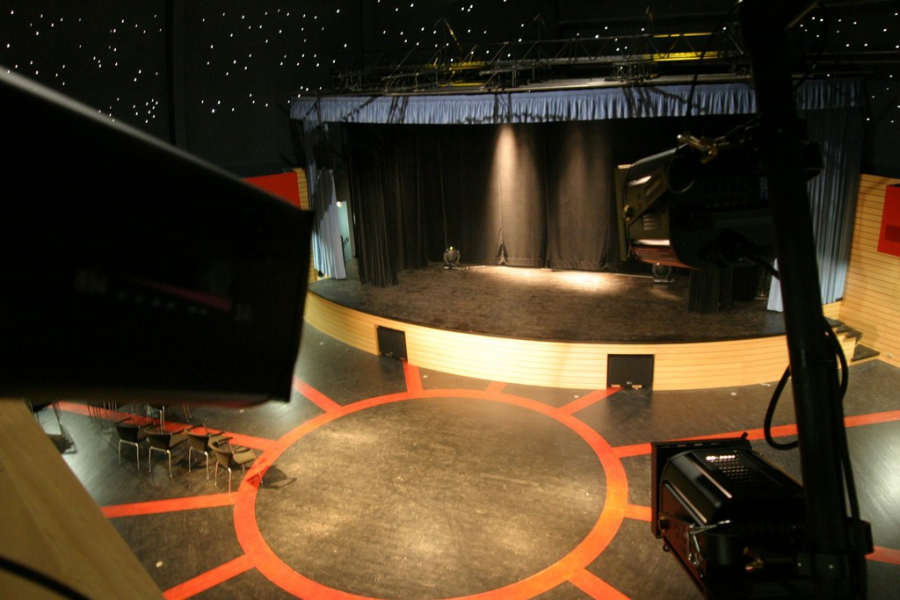
Salle Félix-Martin.

La ville dispose de nombreuses infrastructures culturelles rayonnantes sur l’Est varois et a mis en place un service communal dédié aux manifestations, comme le musée archéologique municipal qui présente des collections préhistorique et gallo-romaine découvertes sur les sites de la commune, et des objets de la tradition provençale dont les santons de Provence.
- Le Palais de Congrès est la plus grande salle sur le territoire de la ville, composé d’un hall de 1 000 m2 et d’un auditorium de trois cent cinquante places, accueille également des manifestations sur son agora tels des salons ou des concerts à ciel ouvert pendant la période estivale.
- La salle Félix-Martin, comptant 280 places, propose un programme indépendant et très populaire auprès des habitants, de nombreux humoristes, comédiens et musiciens célèbres y sont venus de tous temps par exemple Raymond Devos, Michel Leeb, Chantal Ladesou, etc.
- Le centre culturel regroupe une médiathèque, un auditorium de cent quarante-quatre places, un conservatoire de musique, danse et art dramatique et des salles de conférences et d’exposition. C'est l'endroit qui rassemble le plus d'activités culturelles.
- Depuis septembre 2009, la saison Aggloscènes regroupe l'ensemble des spectacles de la ville de Saint-Raphaël et du Théâtre Intercommunal Le Forum se situant dans la commune voisine à Fréjus, le théâtre le plus grand de tout l'Est-Var et présente une large gamme de spectacles: théâtre, musique, danse, humour, magie et cirque. Le taux de remplissage des salles étant de 83 % pour la saison 2014-2015.
- Le cinéma multiplexe Le Lido dispose de sept salles et 1 350 places, d’une gare routière, d’un parking de cent cinquante places et d’une centrale solaire photovoltaïque d’une capacité de 174 420 kW a ouvert ses portes en mars 2010 pour un coût global estimé à 15 496 000 €[126].
- La discothèque Le Colisée a ouvert au début de l'été 2015 sur l'initiative de la mairie, afin de redynamiser les nuits estivales de la ville, en accueillant des artistes célèbres comme M. Pokora ou Michaël Youn. Elle a été par la suite fermée à cause d'un meurtre sur son parking et n'a encore jamais été durablement rouverte. Elle pourrait devenir une salle communale comme les autres d'après les dires du maire.

Pendant la période estivale, de nombreuses manifestations sont rendues gratuites par la mairie, notamment de nombreux concerts du Festival des Jazz et de l'orchestre de chambre. Plusieurs bibliothèques et salles d'expositions sont réparties dans les différents quartiers, permettant l'accès au plus grand nombre.
Depuis quelques années, la politique culturelle ne cessa de s'accroître et de nombreuses manifestations voient le jour comme le festival de théâtre, le mois du film documentaire, les rencontres Culture Mômes…
Cinquante-six associations contribuent à l’animation culturelle de la commune.
- Le Musée archéologique de Saint Raphaël[127], installé dans l'église des Templiers[128], comporte la plus grande collection d'amphores du Var.
- Le Musée Louis de Funès ouvert en juillet 2019[129]

### Sports

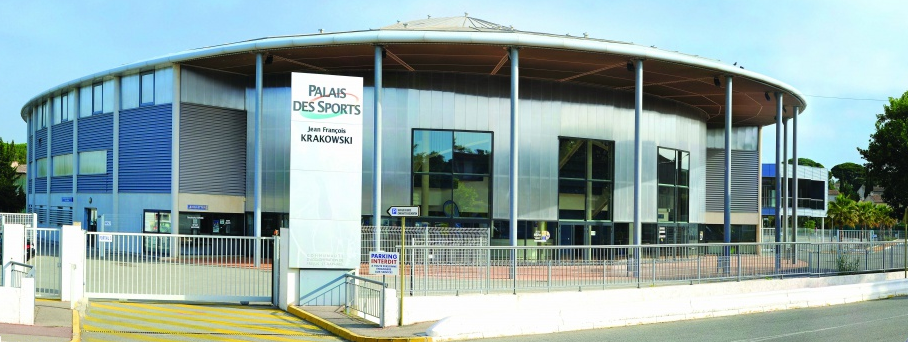
Palais des sports JFK.
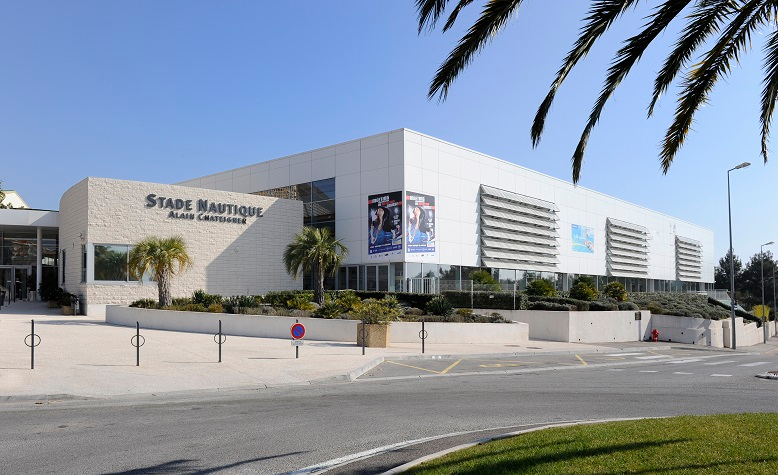
Stade nautique Alain-Chateigner.
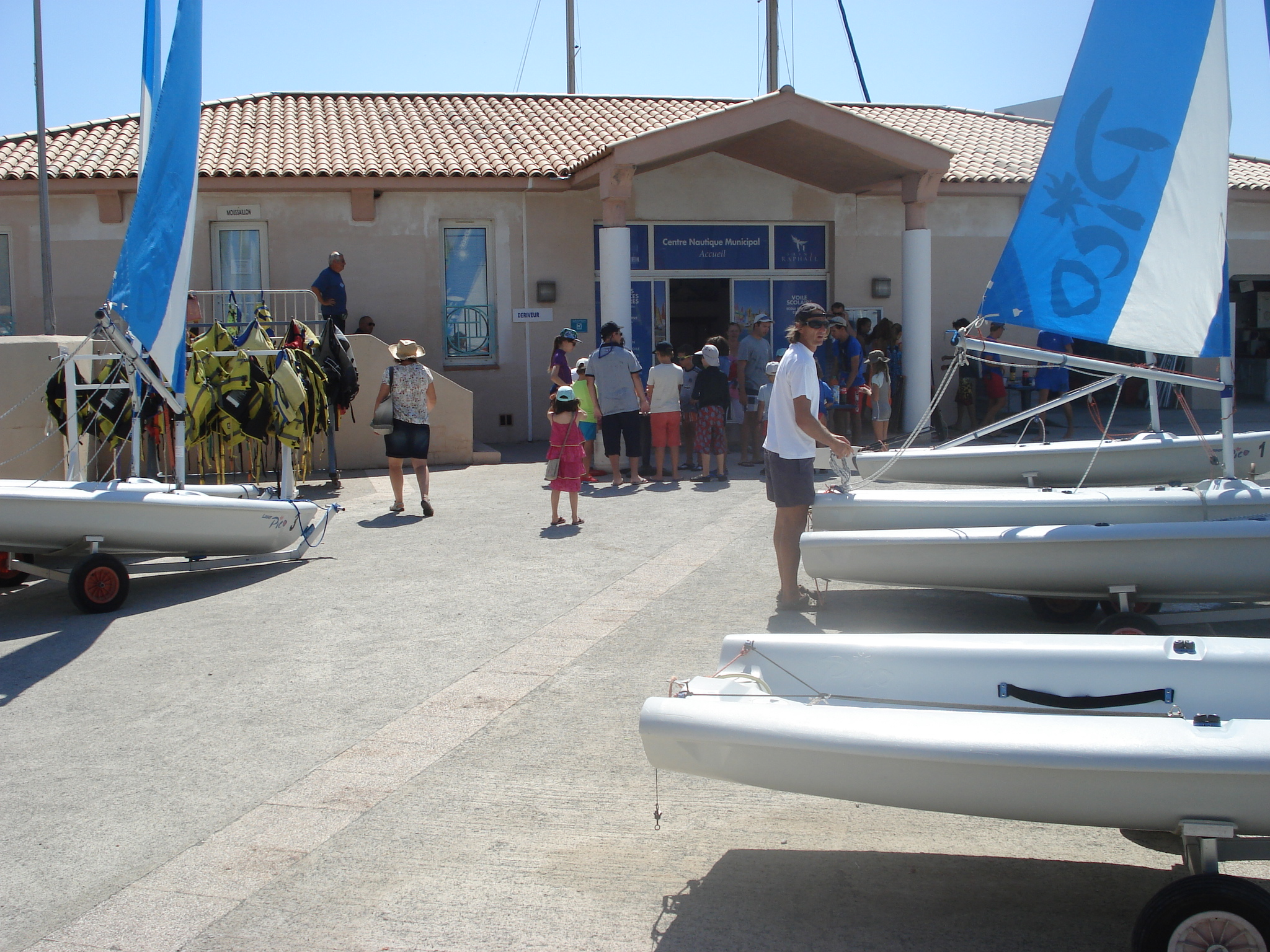
Centre nautique municipal.
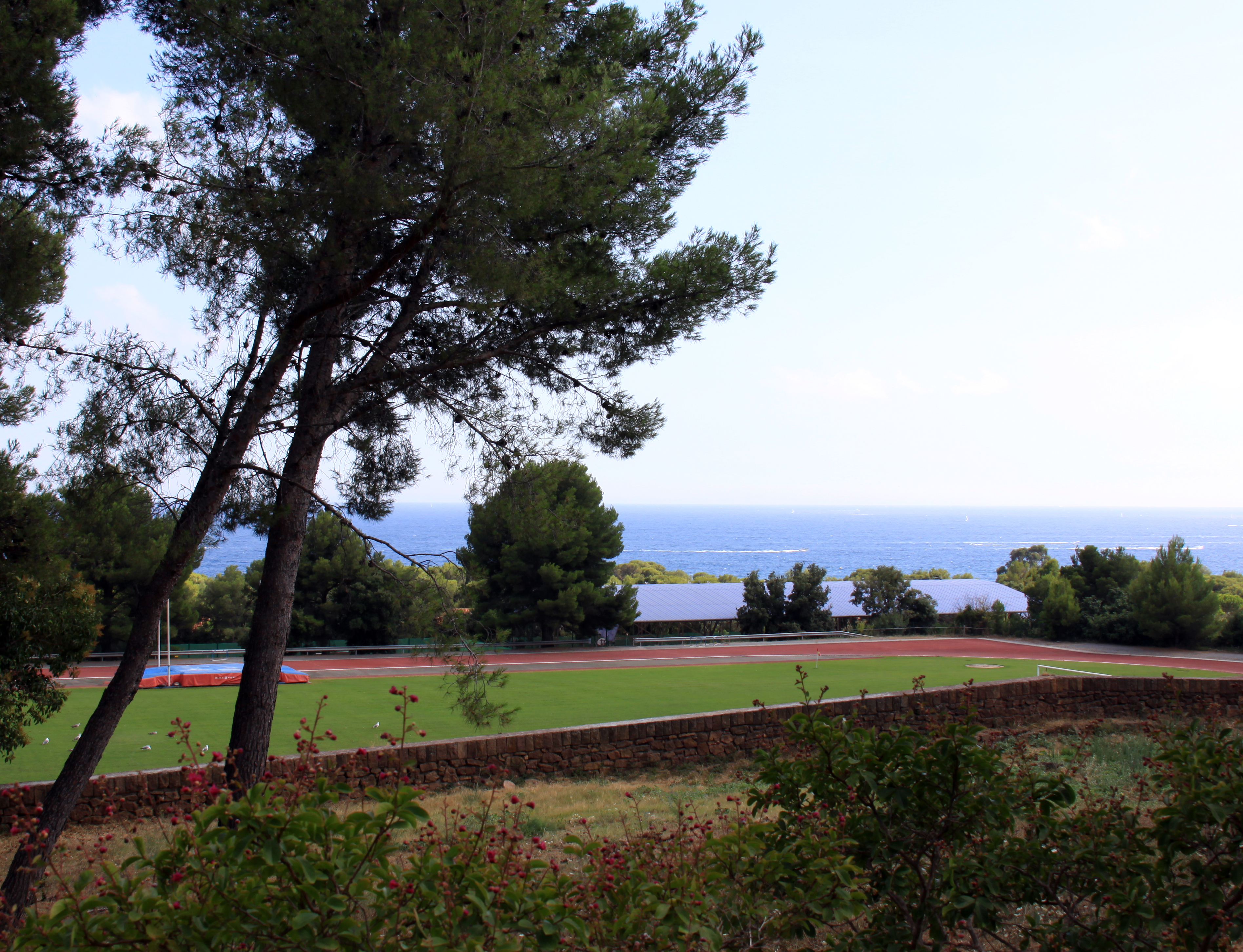
Le CREPS.

Saint-Raphaël est depuis longtemps une ville rythmée par les activités sportives. Elle dispose de nombreuses infrastructures de qualité :
- le parc sportif de l’Esterel équipé d’un stade d’honneur, de deux terrains synthétique et stabilisé, de trois salles omnisports, de seize courts de tennis, quatre courts de squash, une salle de boxe ;
- les stades d’Agay et de l’Aspé ;
- le parc sportif de Valescure équipé d’un terrain stabilisé, d’un gymnase et d’une salle polyvalente ;
- les tennis Baudino (onze courts) et du Trayas ;
- les salles de boxe et de tir sportif du Veillat ;
- le stade nautique ;
- les centres nautiques de voile de Santa Lucia et de canoë d’Agay, le Club Nautique (association privée) ;
- quatre parcours de golf, dix-huit trous à Valescure et l’Esterel, neuf trous à Cap Esterel et Golf Académie.

Un circuit d’activité physique a été aménagé dans la forêt de l’Esterel (le CRAPA)
Le Rallye des Princesses, successeur du Rallye Paris – Saint-Raphaël Féminin, passe chaque année par la commune, sur la Corniche d'Or comme à l’origine.
La commune est affiliée au réseau France Nautisme, et dispose d’infrastructures pour la pratique de la voile, du motonautisme, de la plongée sous-marine. Cent huit associations animent et forment les raphaëlois aux sports de toutes natures.
Le CREPS dispose de locaux à Boulouris dont un stade d’athlétisme, deux aires de lancer, une halle polyvalente, deux gymnases deux salles de danse et d’arts martiaux, une salle de musculation, un terrain de tir à l'arc, une salle de tir sportif, un boulodrome, un terrain de beach-volley, cinq courts de tennis, et une base de voile.
Le  Centre européen de rééducation sportive est implanté sur le territoire de la commune et dispose d’infrastructures pour les soins et la remise à niveau des sportifs blessés. Il est plus spécialisé en orthopédie et traumatologie et propose un espace de thalassothérapie.

### Équipes sportives
En 2016, l'équipe féminine du Saint Raphaël Var Volley-Ball (ou ASSR Volley-ball) devient championne de France de volley-ball féminin.
Le Saint-Raphaël Var Handball évolue en Star Ligue depuis son titre de champion de France de division 2 en 2007.
Le Stade raphaëlois de football, surnommé Les Diables Rouges, évoluait en CFA2 jusqu’à sa fusion avec l’Étoile sportive fréjusienne le 16 mars 2009 et la création de l'Étoile Football Club Fréjus Saint-Raphaël le 2 juin 2009
Le Club Athlétique Raphëlo-Fréjusien (CARF) ou CA Saint-Raphaël-Fréjus, le club de rugby à XV, évolue en Championnat de France de rugby à XV de 2e division fédérale.
Le club des Joutes raphaëloises est classé premier en France.
Le club Saint-Raphaël Natation a compté dans ses rangs de nombreux qualifiés ou titrés en championnat et a accueilli les Championnats de France de natation 2007. Le club Saint-Raphaël Triathlon entraîne de nombreux champions, dont Olivier Marceau, Frédéric Belaubre ou Carl Blasco.

### Cultes
La paroisse catholique de Saint-Raphaël dépend du diocèse de Fréjus-Toulon. Elle dispose de plusieurs lieux de culte dont : 
- La basilique Notre-Dame-de-la-Victoire, boulevard Félix Martin[136], construite en 1887[137],[138] par Pierre Aublé dans un style néo-byzantin pour commémorer la victoire de la Sainte Ligue chrétienne à la bataille de Lépante le 7 octobre 1571 contre les Ottomans d’Ali Pacha. L’orgue Cabourdin a été réalisé dans les années 1980[139]  sur le modèle de l'orgue français[140]. Elle est la dernière église de France à avoir été élevée au rang de basilique mineure par le pape Jean-Paul II le 14 janvier 2004[141] ;
- L'église saint-Raphaël, rue des Templiers[142] dans le centre ancien.
- L'église Notre-Dame du Sacré-Cœur à Agay.
- L'église Sainte-Bernadette à Valescure.
- L'église du Sacré-Cœur à Boulouris[143].
- Chapelles :
  - La chapelle Saint-Roch au Dramont[144].
  - La chapelle Notre-Dame-de-Bon-Voyage boulevard Saint-Exupéry[145].
  - La chapelle de Tous-les-Saints à Valescure.
  - La chapelle Notre-Dame-de-la-Paix, boulevard Alphonse Juin, aux Plaines[146],
  - La chapelle Saint-Honorat au Trayas
  - la chapelle Sainte-Thérèse, boulevard Théodore Guichard au Trayas Supérieur.
  - La chapelle de l'aumônerie, avenue du Commandant Charcot.
  - La chapelle de la maison de retraite la Chênaie, boulevard Georges Clemenceau.

Le culte protestant est présent avec le temple protestant de Saint-Raphaël de l'Église protestante unie de France, avenue du Maréchal Lyautey. Il est édifié en 1882 en s'inspirant de la chapelle du palais royal d'Ulriksdal, en Suède. Une église anglicane est située avenue Paul Doumer,.
L'Église orthodoxe russe possède l’église de Saint-Raphaël Archange, avenue des Chévrefeuilles, édifiée en 1961. Une église apostolique arménienne est située avenue du Clocher de Fréjus.
Une synagogue accueille le culte juif pour Saint-Raphaël et Fréjus, dans la commune de Fréjus.

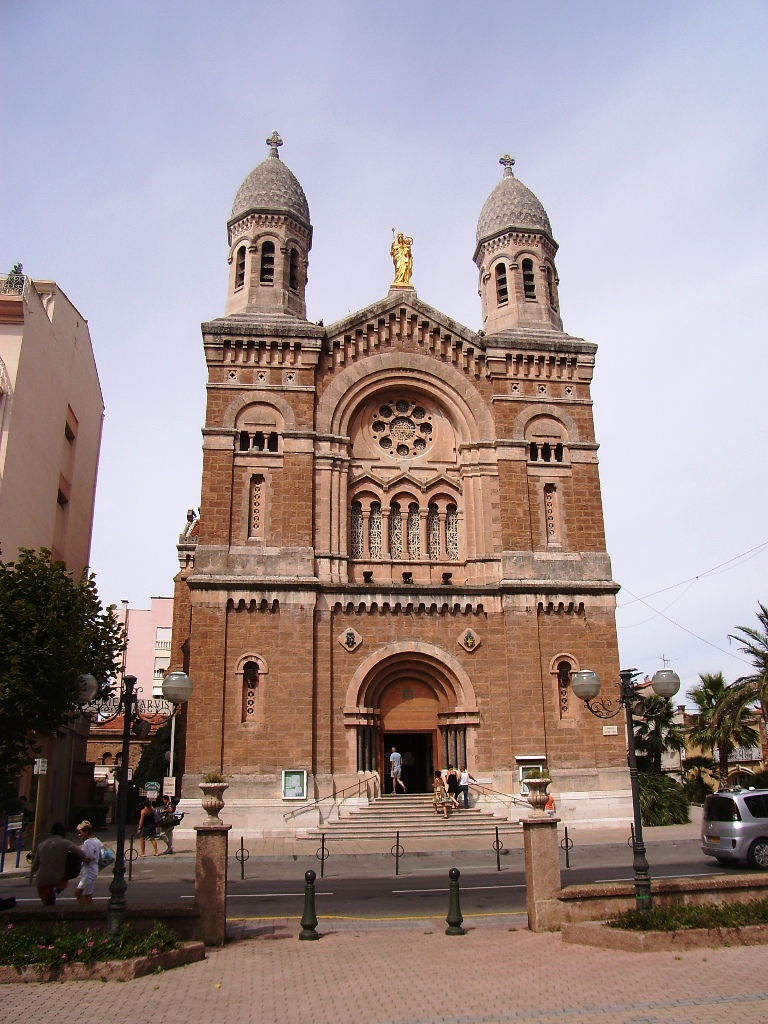
La basilique Notre-Dame-de-la-Victoire.
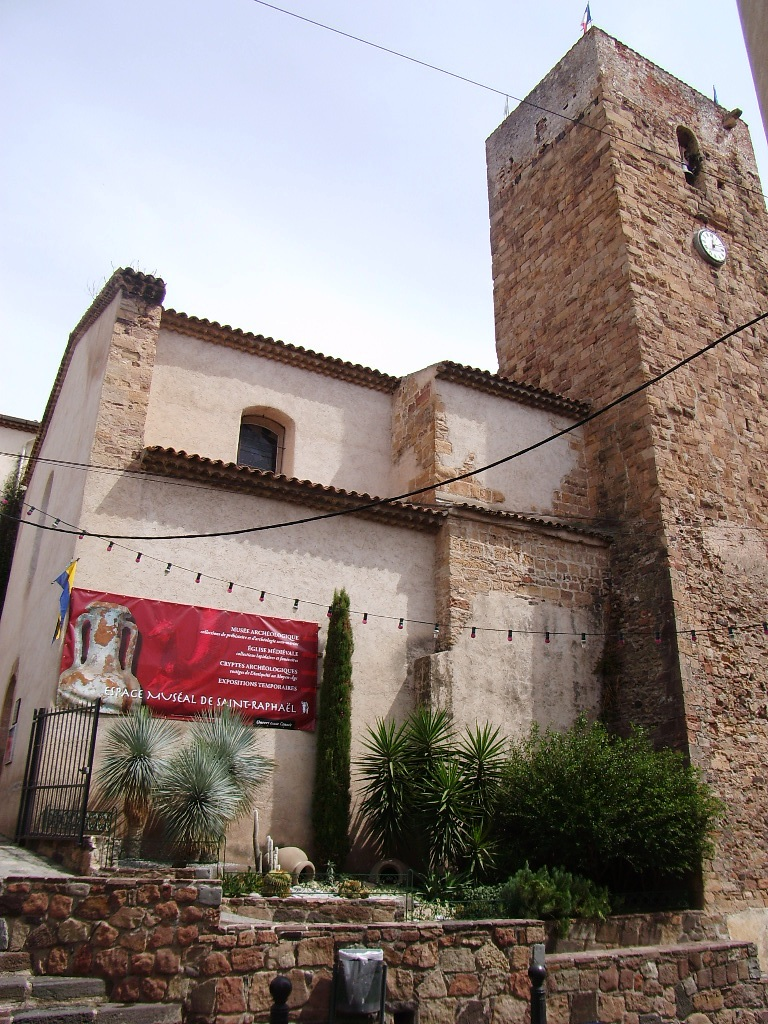
L’église Saint-Pierre des Templiers[152],[153].
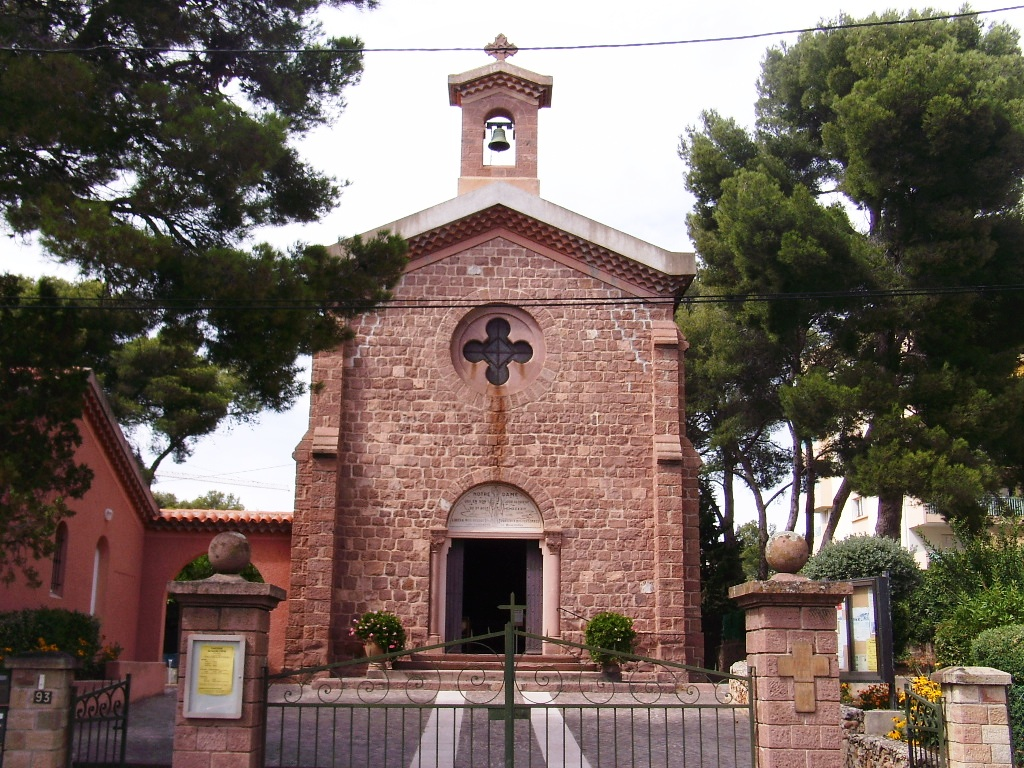
La chapelle du Sacré-Cœur de Boulouris[154].
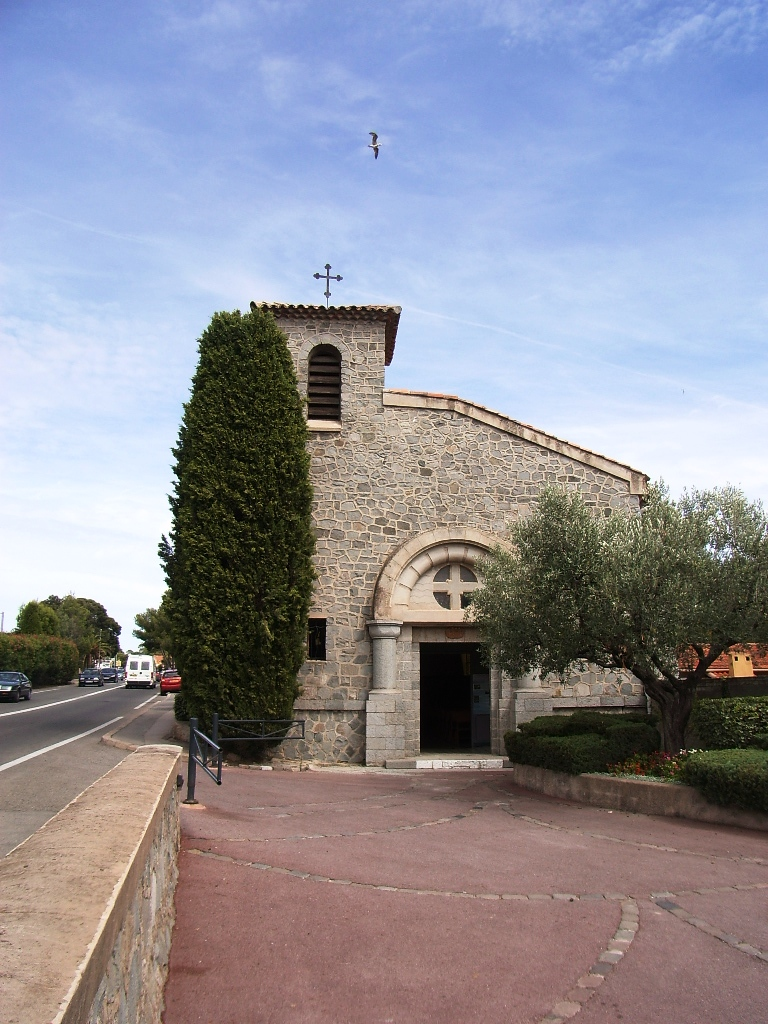
La chapelle Saint-Roch du Dramont.
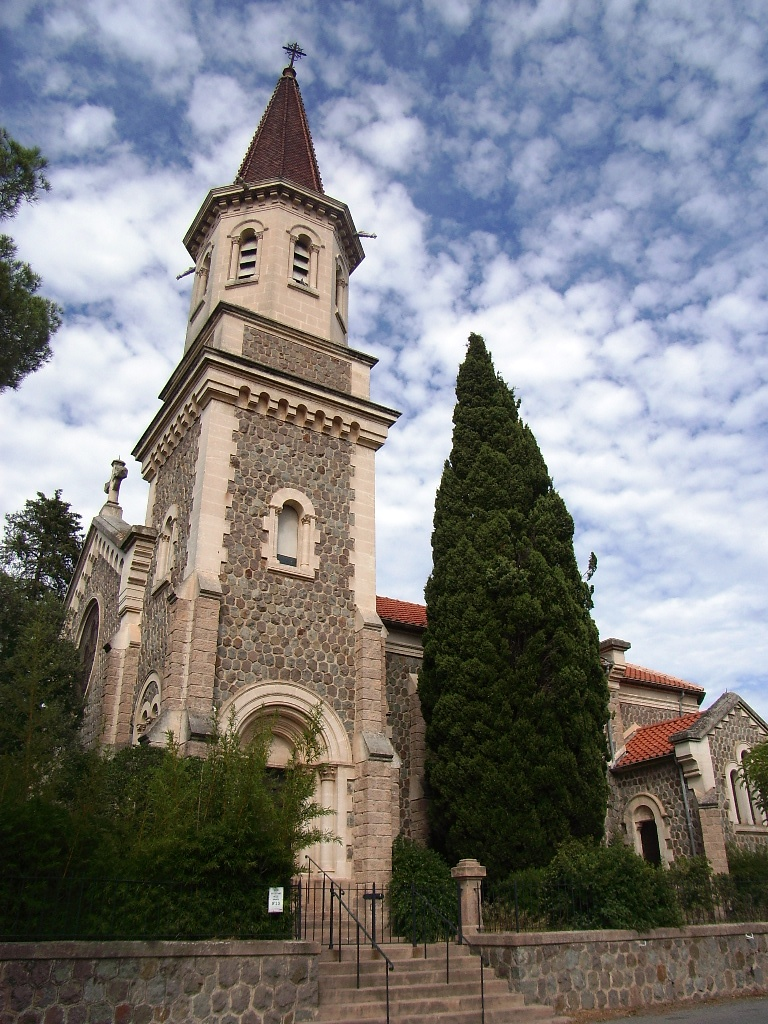
La chapelle de Tous-les-Saints.
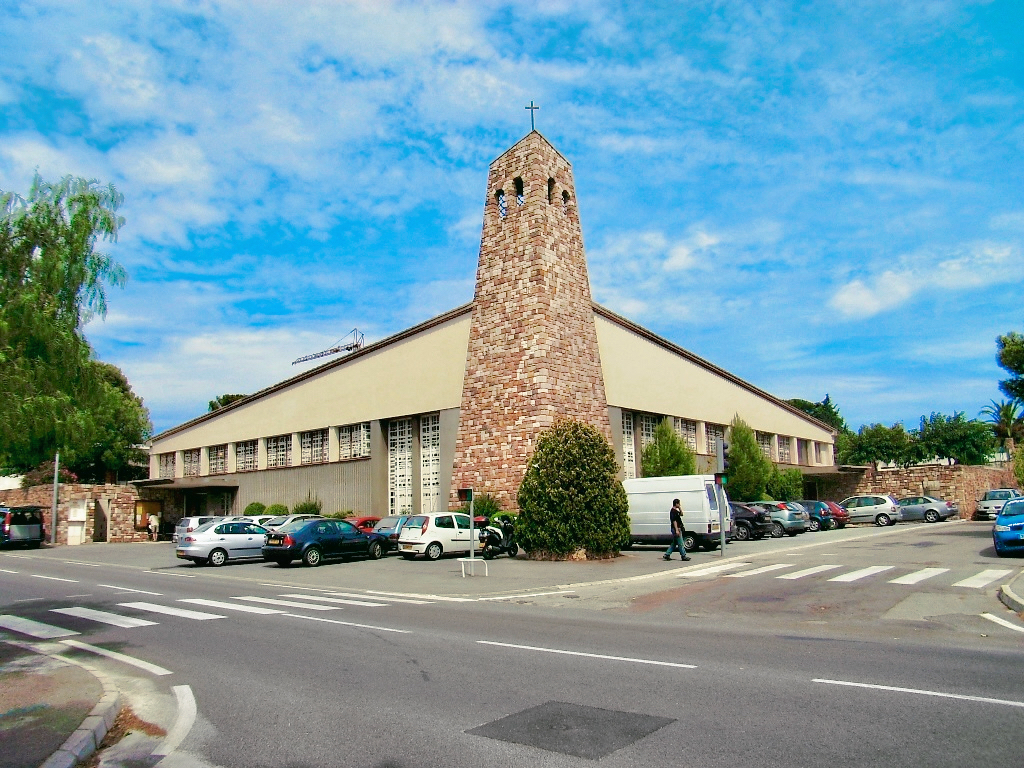
Église Notre-Dame-de-la-Paix
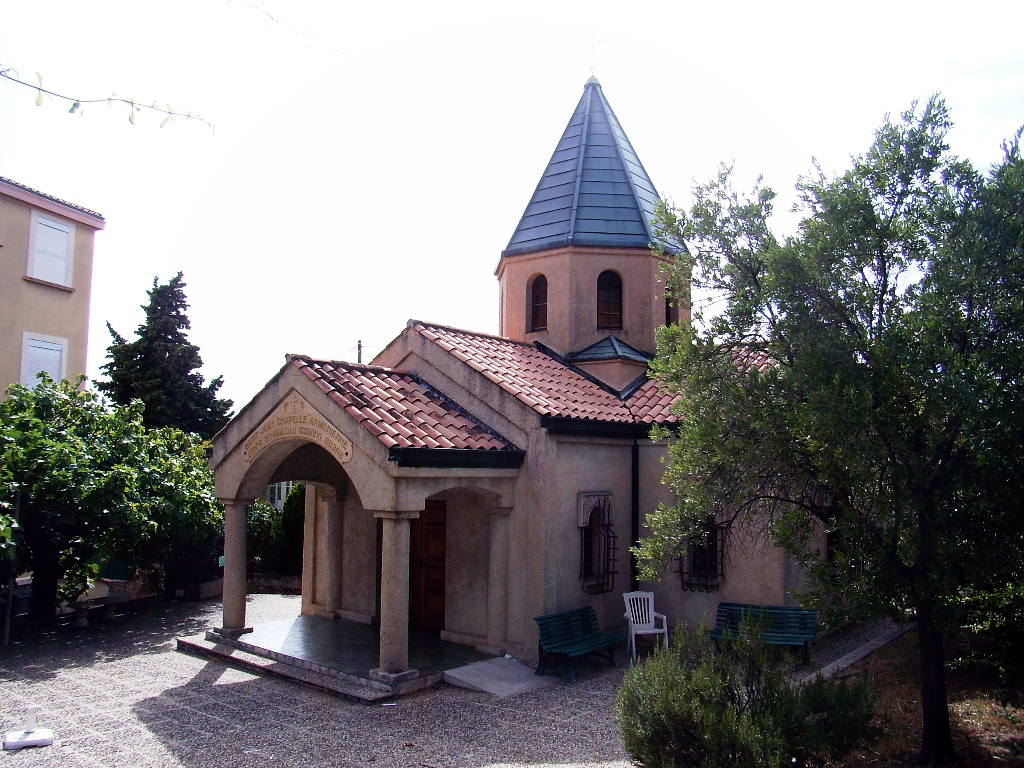
l’église arménienne
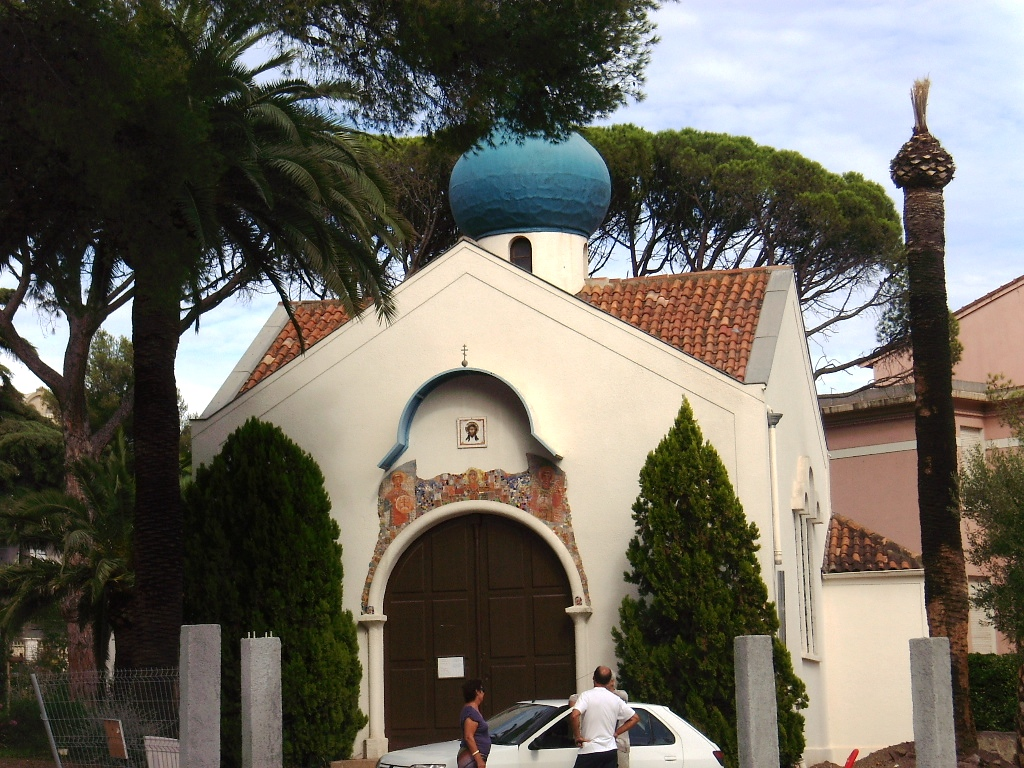
L’église orthodoxe
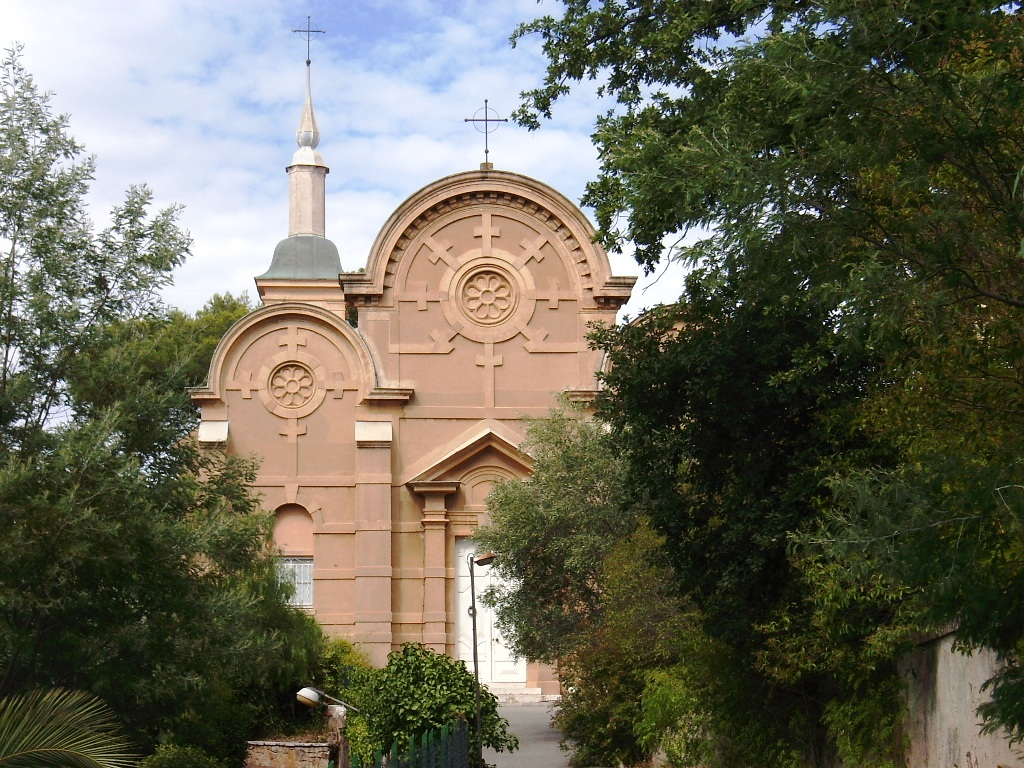
Temple de l'Église Réformée

### Médias
Les stations Fun Radio, RTL2 et FM Graffiti disposent d’antennes locales à Saint-Raphaël. Le quotidien Var-Matin diffuse une édition locale spécifique à Fréjus-Saint-Raphaël. La commune se trouve dans le bassin d’émission des chaînes de télévision France 3 Provence-Alpes, TMC Monte Carlo et BFM Toulon Var.

## Économie

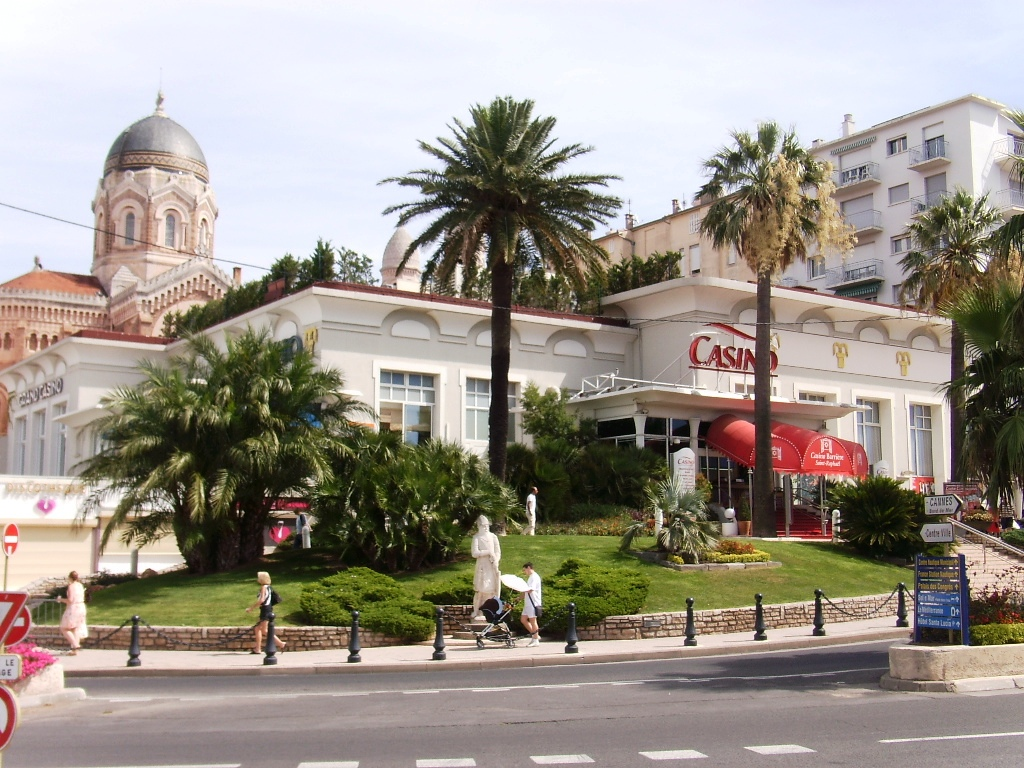
Le casino Barrière.

Saint-Raphaël est une station balnéaire de la Côte d'Azur, facilement accessible par la gare de Saint-Raphaël-Valescure au cœur du centre-ville et la sortie de l’Autoroute A8 (La Provençale) située à six kilomètres du centre-ville dans la commune de Fréjus. Avec Fréjus, la communauté d’agglomération est le pôle économique de l’est varois. L’Insee lie les deux communes pour centrer le bassin d'emploi.
Bien que principalement tournée vers l’économie touristique, la commune dispose de cinq zones d’activités : Le Cerceron, Epsilon, Le Peyron, Les Genêts et Le Grenouillet et accueille 236 entreprises pour un total de 1 115 emplois. Les deux plus importants employeurs de la commune sont le centre E.Leclerc de Valescure au chiffre d'affaires de 64 000 000 € (en 2004) et le casino géré par le Groupe Barrière au chiffre d'affaires de 11 000 000 € (en 2004).
La pêche est toujours pratiquée de manière artisanale à partir du vieux port, la production est vendue quotidiennement. Un marché de brocante se tient tous les mardis sur la place Coullet. Les marchés sont quotidiens à Saint-Raphaël et Boulouris, le mercredi à Agay. La Carrière des Grands Caous de porphyre datant de l’époque romaine est toujours exploitée à Valescure.
Les commerçants sont réunis au sein de l’ARCOR (Association pour le renouveau du commerce raphaëlois) qui organise des manifestations et développe un annuaire en ligne. Une agence de la CCI du Var et une antenne de la Chambre de métiers et de l'artisanat sont présentes à Saint-Raphaël. La Jeune Chambre économique française est implantée à Saint-Raphaël et cinq autres associations agissent pour le développement économique de la commune.
Malgré tous ses atouts, de grandes disparités de niveau de vie apparaissent dans cette commune où le taux de chômage atteignait 11,1 % en 2006, et qui compte 767 contribuables étaient redevables de l’ISF. De plus, 30,7 % de la population est retraité, près de deux fois plus qu’au niveau national.

### Revenus de la population et fiscalité
En 2010, le revenu fiscal médian par ménage était de 30 480 €, ce qui plaçait Saint-Raphaël au 13 171e rang parmi les 31 525 communes de plus de 39 ménages en métropole.
| Répartition des emplois par catégorie socioprofessionnelle en 2006. |              |                                           |                                                   |                            |                          |                           |
|                                                                     | Agriculteurs | Artisans, commerçants, chefs d’entreprise | Cadres et professions intellectuelles supérieures | Professions intermédiaires | Employés                 | Ouvriers                  |
| Saint-Raphaël                                                       | 0,1 %        | 12,3 %                                    | 12,0 %                                            | 23,3 %                     | 35,2 %                   | 17,1 %                    |
| Zone d’emploi de Fréjus-Saint-Raphaël                               | 0,8 %        | 12,9 %                                    | 9,4 %                                             | 21,1 %                     | 33,3 %                   | 22,5 %                    |
| Moyenne nationale                                                   | 2,2 %        | 6,0 %                                     | 15,4 %                                            | 24,6 %                     | 28,7 %                   | 23,2 %                    |
| Répartition des emplois par secteur d'activité en 2006.             |              |                                           |                                                   |                            |                          |                           |
|                                                                     | Agriculture  | Industrie                                 | Construction                                      | Commerce                   | Services aux entreprises | Services aux particuliers |
| Saint-Raphaël                                                       | 1,3 %        | 6,7 %                                     | 7,5 %                                             | 17,2 %                     | 11,7 %                   | 15,0 %                    |
| Zone d’emploi de Fréjus-Saint-Raphaël                               | 3,8 %        | 7,4 %                                     | 11,3 %                                            | 18,5 %                     | 10,0 %                   | 13,4 %                    |
| Moyenne nationale                                                   | 3,5 %        | 15,2 %                                    | 6,4 %                                             | 13,3 %                     | 13,3 %                   | 7,6 %                     |
| Sources : Insee                                                     |              |                                           |                                                   |                            |                          |                           |

### Budget et fiscalité 2020
En 2020, le budget de la commune était constitué ainsi :
- total des produits de fonctionnement : 60 613 000 €, soit 1 702 € par habitant ;
- total des charges de fonctionnement : 5 938 800 €, soit 1 668 € par habitant ;
- total des ressources d'investissement : 21 421 000 €, soit 601 € par habitant ;
- total des emplois d'investissement : 19 180 000 €, soit 539 € par habitant ;
- endettement : 74 865 000 €, soit 2 102 € par habitant.

Avec les taux de fiscalité suivants :
- taxe d'habitation : 11,97 % ;
- taxe foncière sur les propriétés bâties : 17,30 % ;
- taxe foncière sur les propriétés non bâties : 31,73 % ;
- taxe additionnelle à la taxe foncière sur les propriétés non bâties : 0,00 % ;
- cotisation foncière des entreprises : 0,00 %.

Chiffres clés Revenus et pauvreté des ménages en 2018 : médiane en 2018 du revenu disponible, par unité de consommation : 23 500 €.

### Tourisme
La commune fut classée station climatique le 15 septembre 1914. Le tourisme balnéaire et d’affaires représentent, en se complétant et en se combiant, une part importante de l’économie locale. Victime de son succès, la commune figure par les dix premières au palmarès des villes les plus surfréquentées par rapport à leur population. Pour répondre aux besoins de ces nombreux visiteurs, Saint-Raphaël a mis en place un office de tourisme pour la commune, un autre spécifique pour le quartier d’Agay qui assurent la promotion des monuments, du musée, des sites naturels et des autres atouts de la commune. La commune propose de nombreuses infrastructures pour accueillir et divertir les touristes : dont 2 729 lits répartis dans quarante-et-un hôtels dont un quatre étoiles et dix trois étoiles, 10 548 emplacements répartis dans seize campings et 11 404 lits en résidences de tourisme privées.
Station balnéaire, l’attrait principal de la commune réside dans les infrastructures et les services nautiques. Des croisières à bord de bateau à vision sous-marine sont organisées au départ du vieux port et du port d’Agay. La navigation de plaisance est très développée avec cinq ports répartis le long de la côte (Vieux-Port, Santa-Lucia, Boulouris, Poussaï et Agay) labellisés France station nautique pour un total de 2 229 emplacements.
Les visiteurs de la commune disposent pour se divertir d’un casino, d’un palais des congrès, de six boîtes de nuit, d’un musée de la Préhistoire et de l’archéologie sous-marine et de divers centres d’activités maritimes ou naturelles, de neuf points d’accès Wi-Fi. À Boulouris est installée la Nécropole nationale de Boulouris du Débarquement de Provence regroupant les corps de 464 combattants de la 1re armée du maréchal De Lattre de Tassigny.
Cette économie tournée vers le tourisme se traduit par un taux de résidence secondaire de 46,3 % (soit 13 422 logements), un prix moyen au mètre carré élevé de 4 543,51 €/m². En été, la population dépasse les 80 000 personnes, soit une augmentation de près de 150 %. Le village de vacances Cap Esterel ouvert en 1990 sur une surface de 210 hectares, géré par le groupe groupe Pierre & Vacances-Center Parcs situé à Agay représente à lui seul une capacité d’hébergement de 8 000 estivants et 50 % de la taxe de séjour perçue par la commune.

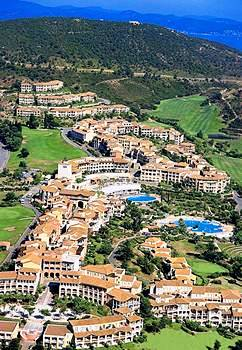
Vue aérienne de Cap Esterel.
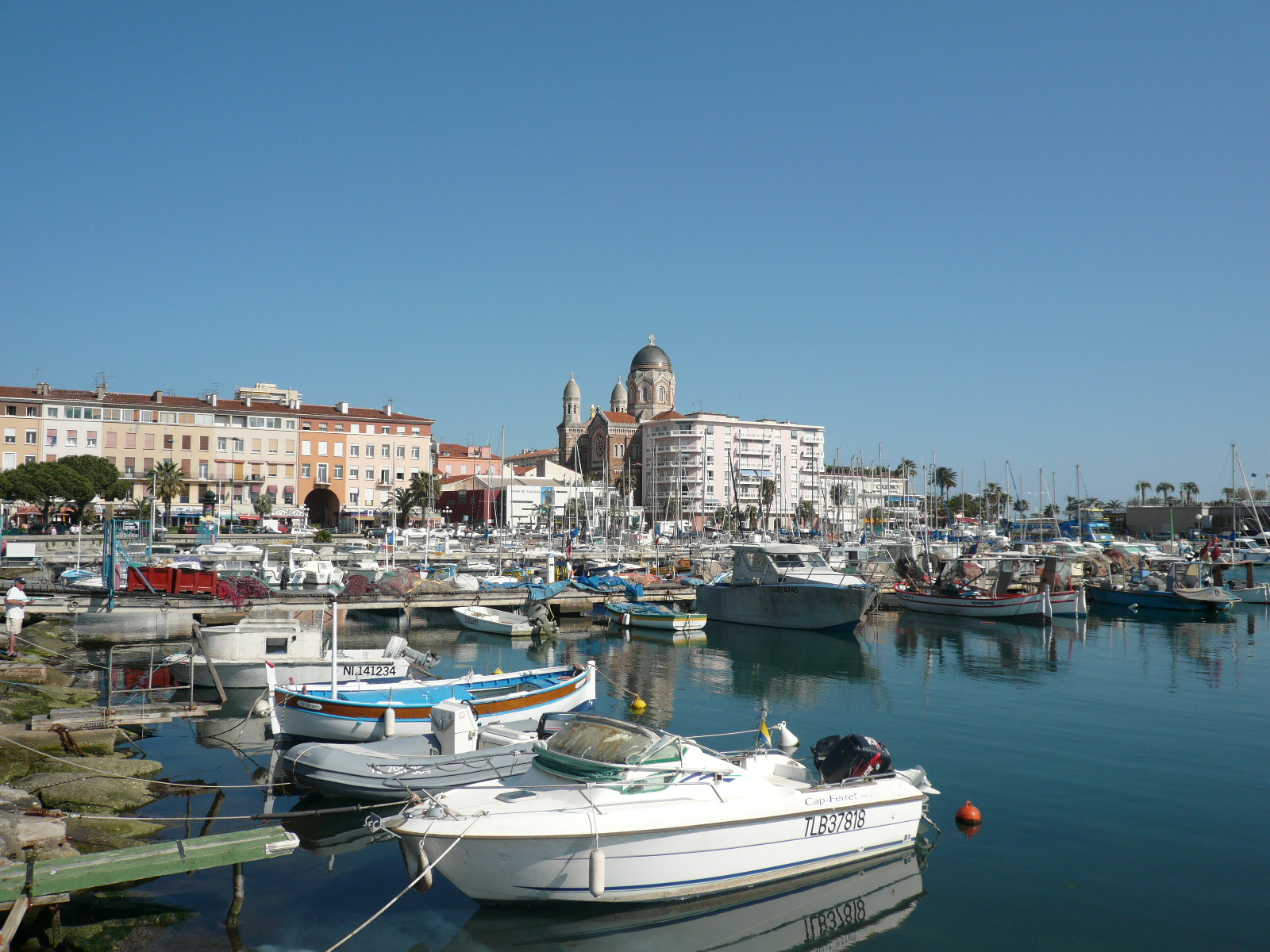
Vieux port de Saint-Raphaël.

### Agriculture
Plusieurs exploitations agricoles produisent du vin Maures (IGP) ainsi que du Côtes-de-provence labellisé AOC,, dont certains labellisés Côtes-de-provence Fréjus,. La commune est aussi réputée pour l’apiculture avec la classification IGP Miel de Provence, l’oléiculture avec la classification AOC Huile d'olive de Provence et l'élevage ovin avec la production d'agneau de Sisteron.

## Culture locale et patrimoine

### Patrimoine environnemental
La commune de Saint-Raphaël est associée au projet de lutte contre l’érosion RAMOGE (Saint-Raphaël – Monaco – Gênes) signé en 1976 par les gouvernements de la République française, italien et monégasque. 14 000 hectares du massif de l'Esterel sont protégés par l’Office national des forêts et le Conservatoire du littoral et la loi littoral empêche les nouvelles constructions sur une bande de cent mètres de littoral. L’Esterel et la bande côtière entre Agay et Le Trayas sont aussi reconnus comme des sites du Réseau Natura 2000. La rade d’Agay, le cap du Dramont, le Rastel d’Agay (309 mètres), la plage du débarquement sont inscrits au titre de l’inventaire des sites remarquables. Le massif est régulièrement exposé aux risques d’incendie, des aménagements sont réalisés par la commune et les services départementaux et nationaux pour préserver le territoire. La côte propose vingt sites de plongée sous-marine. Le sentier littoral et le sentier de grande randonnée GR 49 passent sur le territoire de la commune, s’ajoutent de nombreuses pistes balisées à travers le massif. Le jardin botanique du parc de la Villa Magali située en bord de mer est ouvert au public.
La commune est située au cœur du massif de l'Esterel, à proximité du parc de l'Esterel situé dans la commune voisine de Théoule-sur-Mer. Elle a été récompensée par trois fleurs au concours des villes et villages fleuris grâce aux jardins Bonaparte, Saint-Jacques, de la Bastide, aux squares de Provence, du docteur Régis, Berger, Saint-Exupéry, de Bir Hakeim, du docteur Clément, du général Eisenhower, du Poussaï et aux golfs Esterel, de Valescure et de Cap Esterel. En 2006, les analyses réalisées par la DRASS et la DDASS ont révélé une bonne qualité des eaux de baignade. Cependant, la commune n’a jamais obtenu de Pavillon bleu pour ses plages mais pour son port de plaisance à Santa-Lucia.
Huit associations agissent pour la préservation de l’environnement, la commune dispose d’un service dédié, mais transmet une grande part des missions à la communauté d’agglomération. Elle est équipée de véhicules électriques pour l’entretien des espaces verts et du centre-ville, a mis en place le tri sélectif et dispose d’une station d’épuration à Agay.

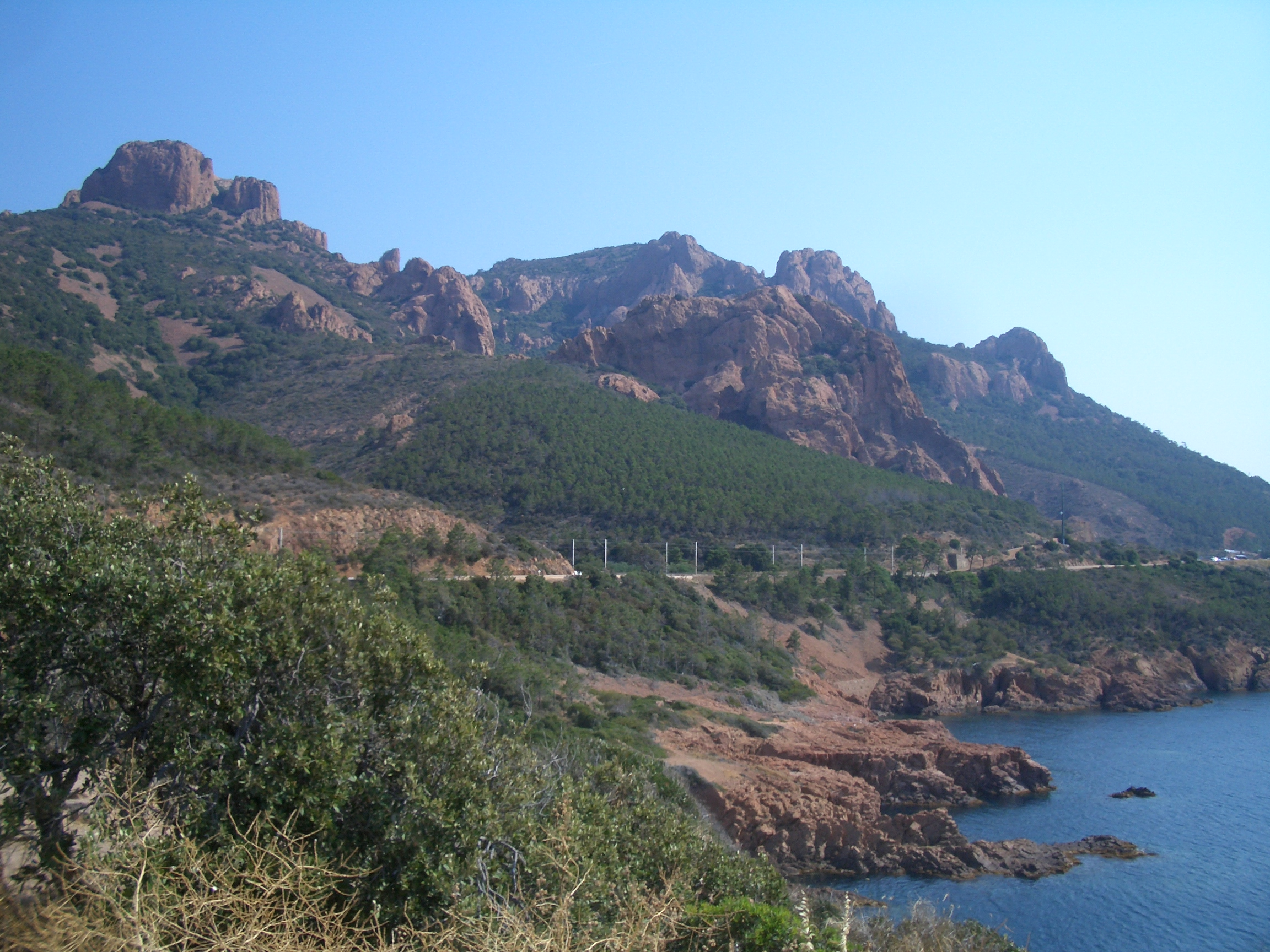
Le massif de l'Esterel.
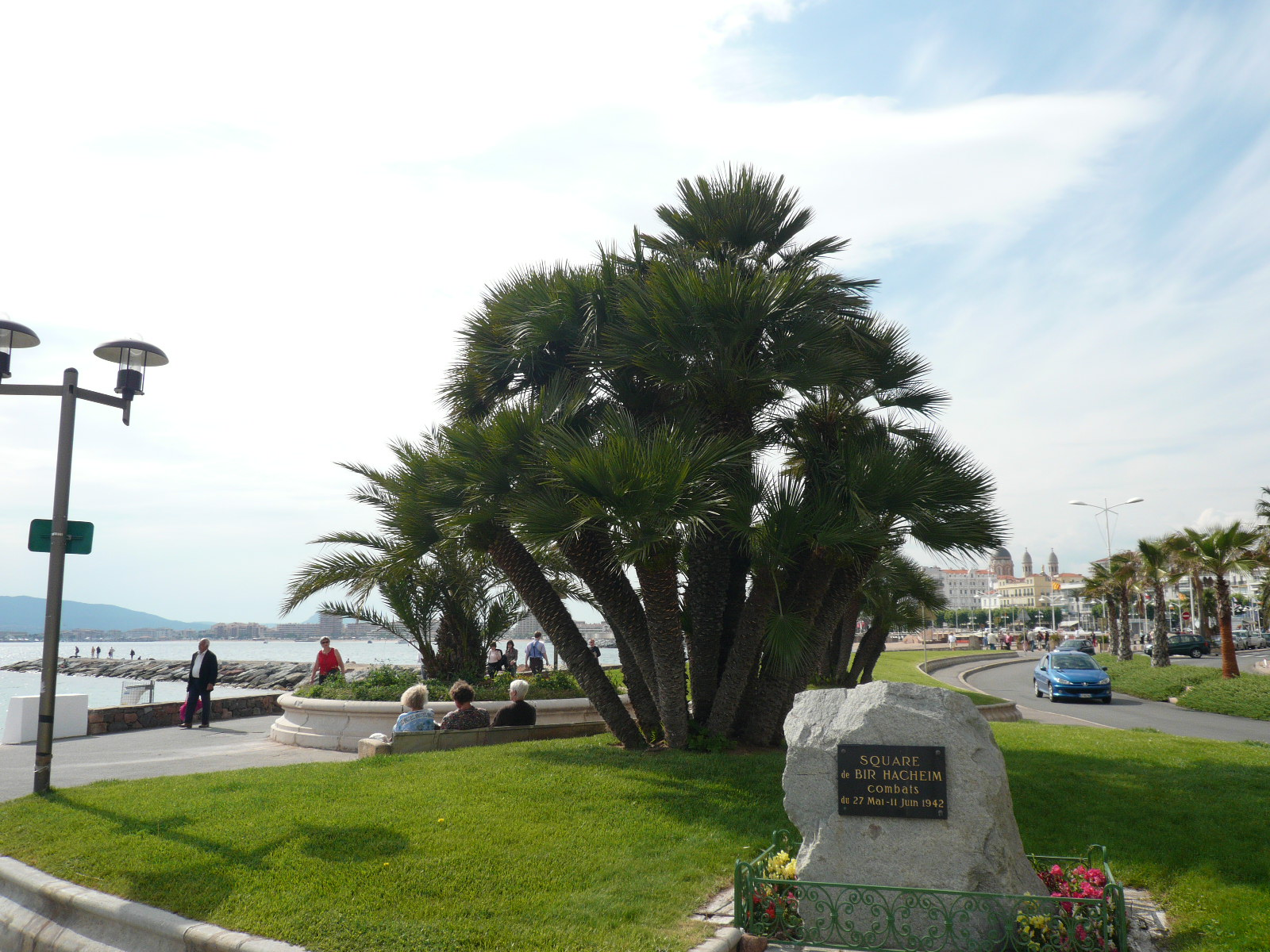
Le square de Bir-Hakeim.

### Patrimoine architectural
Le patrimoine de Saint-Raphaël est riche des différentes périodes d’habitation et d’enrichissement de la commune.

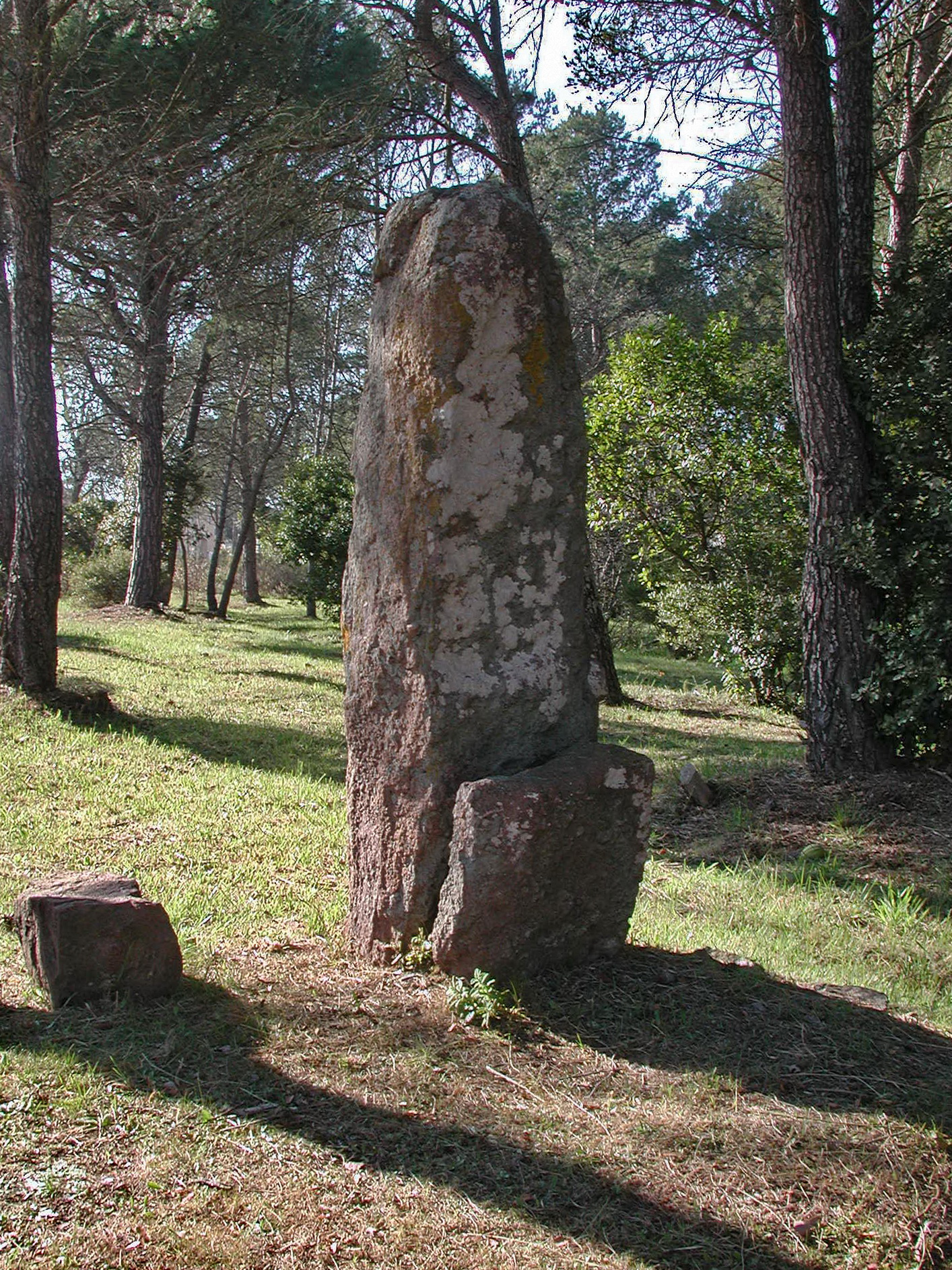
Menhir des Veyssières.

Au lieu-dit La Cabre se trouvent des vestiges d’un campement du Néolithique. La commune comporte plusieurs sites mégalithiques :
- les dolmens de Montrouge, de la Valbonette, et de Valescure (appelé aussi dolmen de Suveret), désormais ruiné, il est inclus dans le périmètre du golf.
- le Menhir d'Aire-Peyronne et les Menhirs de Veyssières classés aux monuments historiques.

Les Grecs s’arrêtaient à Agathon sur la route de Massalia, puis les Romains fondèrent Portus Agathonis relié à la Via Aurelia dont subsistent :
- une borne milliaire,
- un autel,
- une nécropole,
- une carrière au lieu-dit La Caus,
- un fragment de l’aqueduc de Forum Julii,
- les fondations d’une importante villa rustica aux Veyssière et de nombreuses épaves de galères chargées d’amphore.

Du Moyen Âge subsistent :
- l’église saint-Raphaël (des Templiers) du XIIe siècle bâtie dans un style roman provençal sur une construction carolingienne et du XIe siècle, inscrite aux monuments historiques,
- les vestiges de remparts du XIIe siècle dont une tour de guet haute de trente mètres.
- le sémaphore du Dramont, bâti en 1562, originellement appelé Tour d’Armont qui appartient aujourd’hui à la Marine nationale.

La vieille ville, les ruelles, les passages avec arcades et quelques maisons sont inscrites aux monuments historiques.

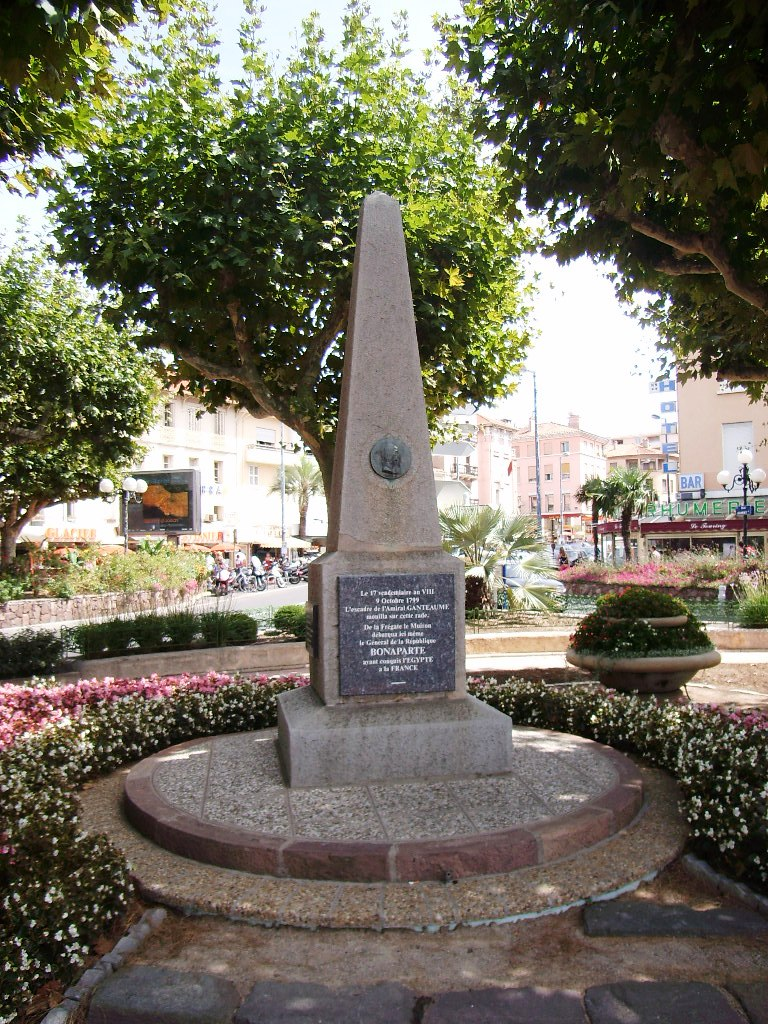
La pyramide à Bonaparte sur le port.

La Renaissance et l’Ancien Régime n’ont laissé que peu de traces à Saint-Raphaël qui était alors un port de pêche et une dépendance de l’évêché de Fréjus. Seules les chapelles Notre-Dame du XVIIe siècle et de la Miséricorde du XVIIIe siècle dans un style néoclassique et le château d'Agay commencé en 1635 subsistent. En 1893 fut édifiée une pyramide sur le port pour commémorer le débarquement de Napoléon Bonaparte de retour de la campagne d'Égypte.
L’essor touristique dû à Alphonse Karr et au maire Félix Martin permit la construction du casino en 1881, du temple protestant en 1882, de la basilique Notre-Dame-de-la-Victoire en 1887 dans un style néo-byzantin, de la Villa Magali de style Beaux-Arts inscrite aux monuments historiques avec des éléments de décor du Palais des Tuileries rapportés par Léon Carvalho, de la Villa Mauresque construite en 1860 par l’architecte Pierre Chapoulard, de la villa Notre Dame (ancienne résidence de Clémentine de Belgique), de la villa La Péguière (construite en 1880 par Edouard Siegfried),, des hôtels Continental, Excelsior ouverts au début du XXe siècle et rénovés en 1993 et de nombreuses villas de style Beaux-Arts, Art nouveau et Art déco (souvent réalisées par l'architecte Pierre Aublé).
Sur l’Île d'Or se trouve une tour de style sarrasin construite en 1912. Le phare d'Agay fut construit en 1884. Il est décoré d’une stèle en souvenir d’Antoine de Saint-Exupéry car ce serait le dernier édifice qu’il aurait vu avant de s’abîmer en mer le 31 juillet 1944.
Sur le front de mer (boulevard Raymond Poincaré) se dresse l'obélisque du Mémorial à l'Armée d'Afrique. Il fut inauguré le 15 août 1975 par le ministre de l'Intérieur, Michel Poniatowski, à l'occasion 31e anniversaire du débarquement de Provence
Le XXe siècle a également vu la construction du mémorial du débarquement de Provence composé de deux obélisques et de la Nécropole nationale de Boulouris en 1964, du plus grand village de vacance, Cap Esterel en 1990, du foyer du CREPS de Boulouris en 1998 réalisé par l’architecte Rudy Ricciotti, et de nombreux équipements touristiques. La tour résidentielle appelée « Tour Vadon », haute de cinquante-trois mètres et comptant dix-huit étages, domine le front de mer de la commune.

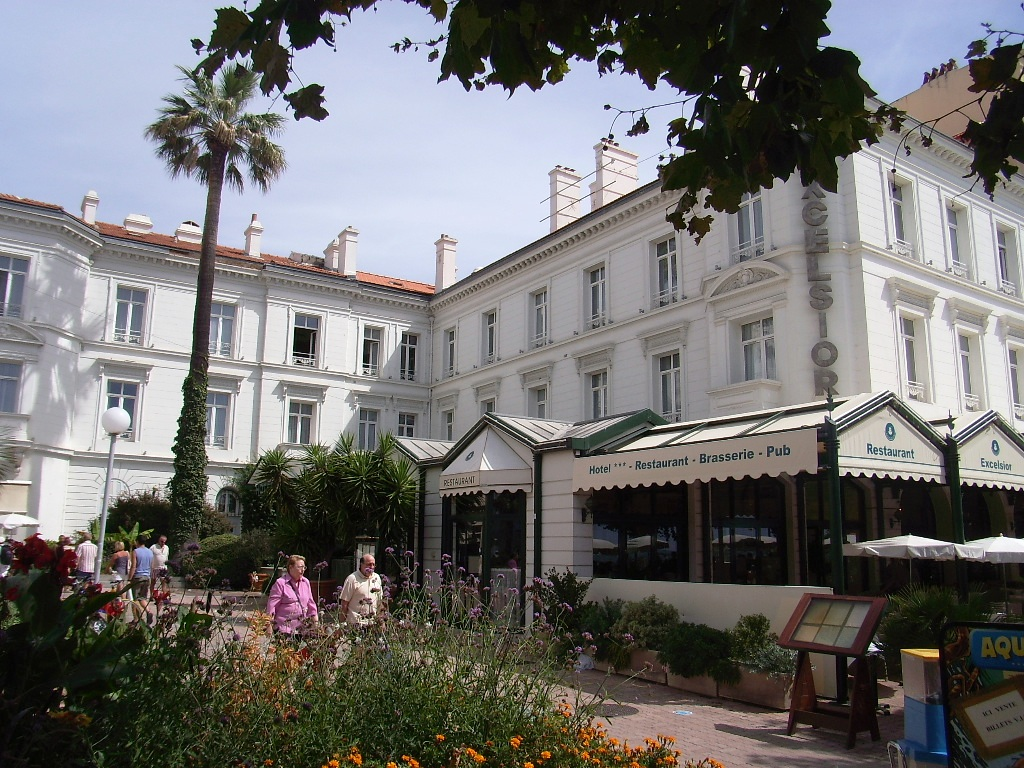
L’hôtel Excelsior.
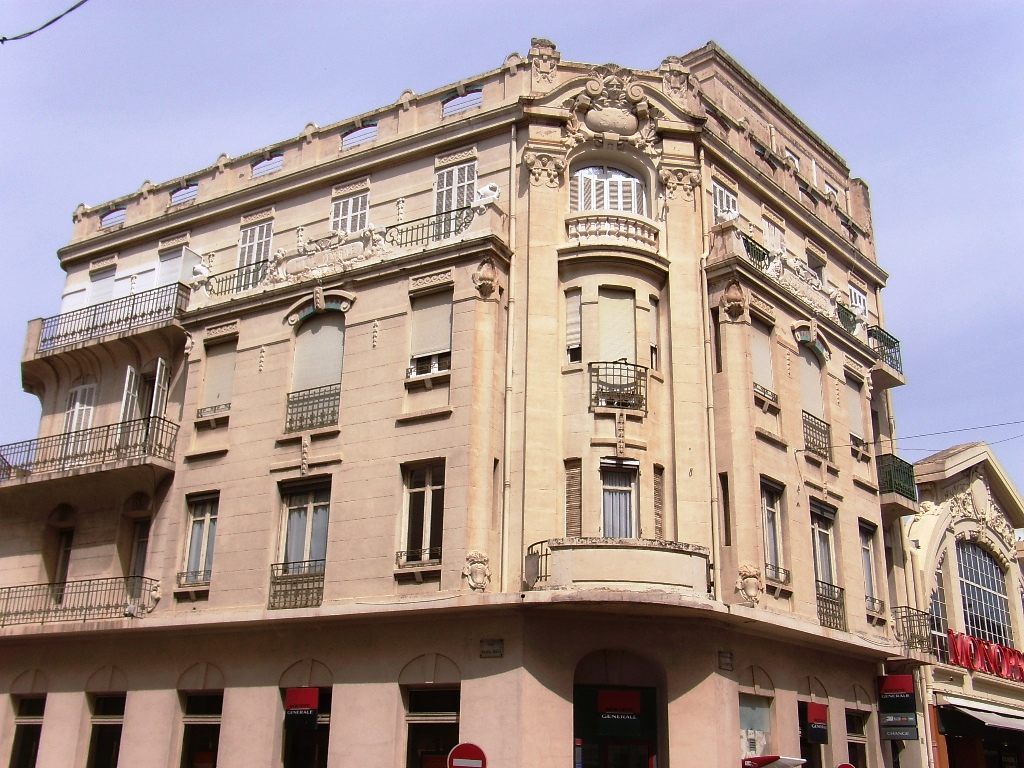
Siège de la Société Générale.
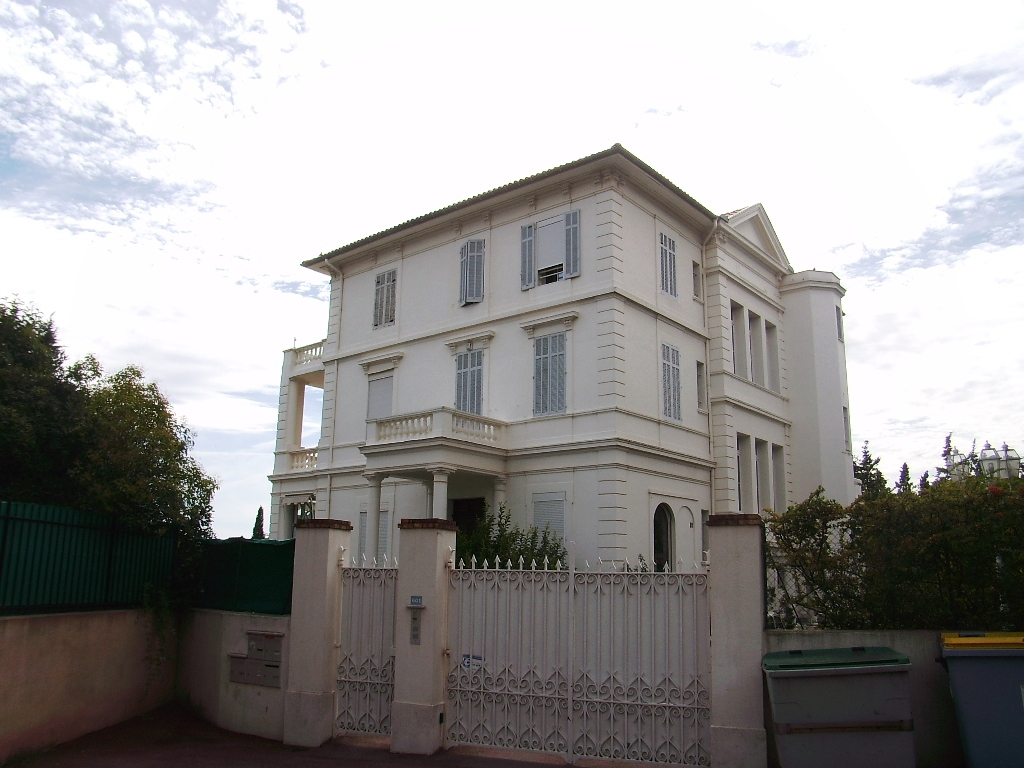
La Villa Magali.
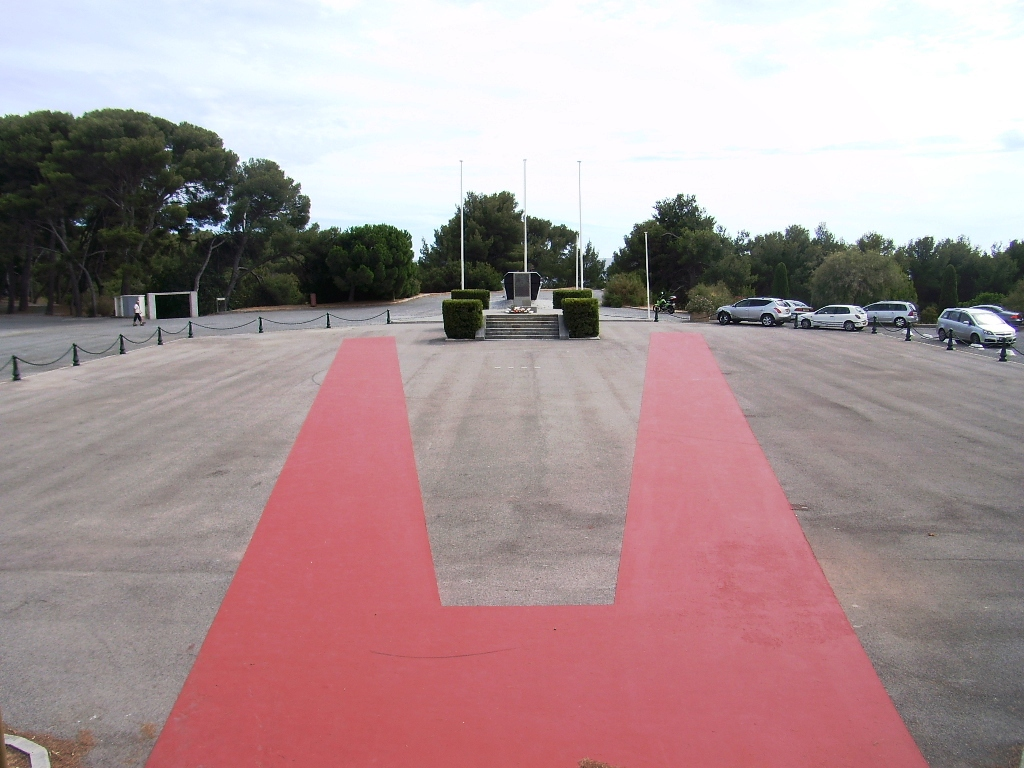
Le mémorial du débarquement de Provence au Dramont.

### Personnalités liées à la commune
Différents personnages publics sont nés, morts ou ont vécu à Saint-Raphaël :

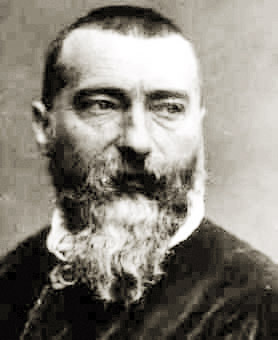
Alphonse Karr.

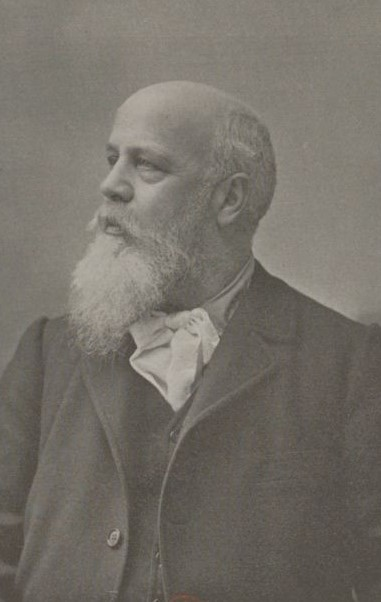
Angelo Mariani.

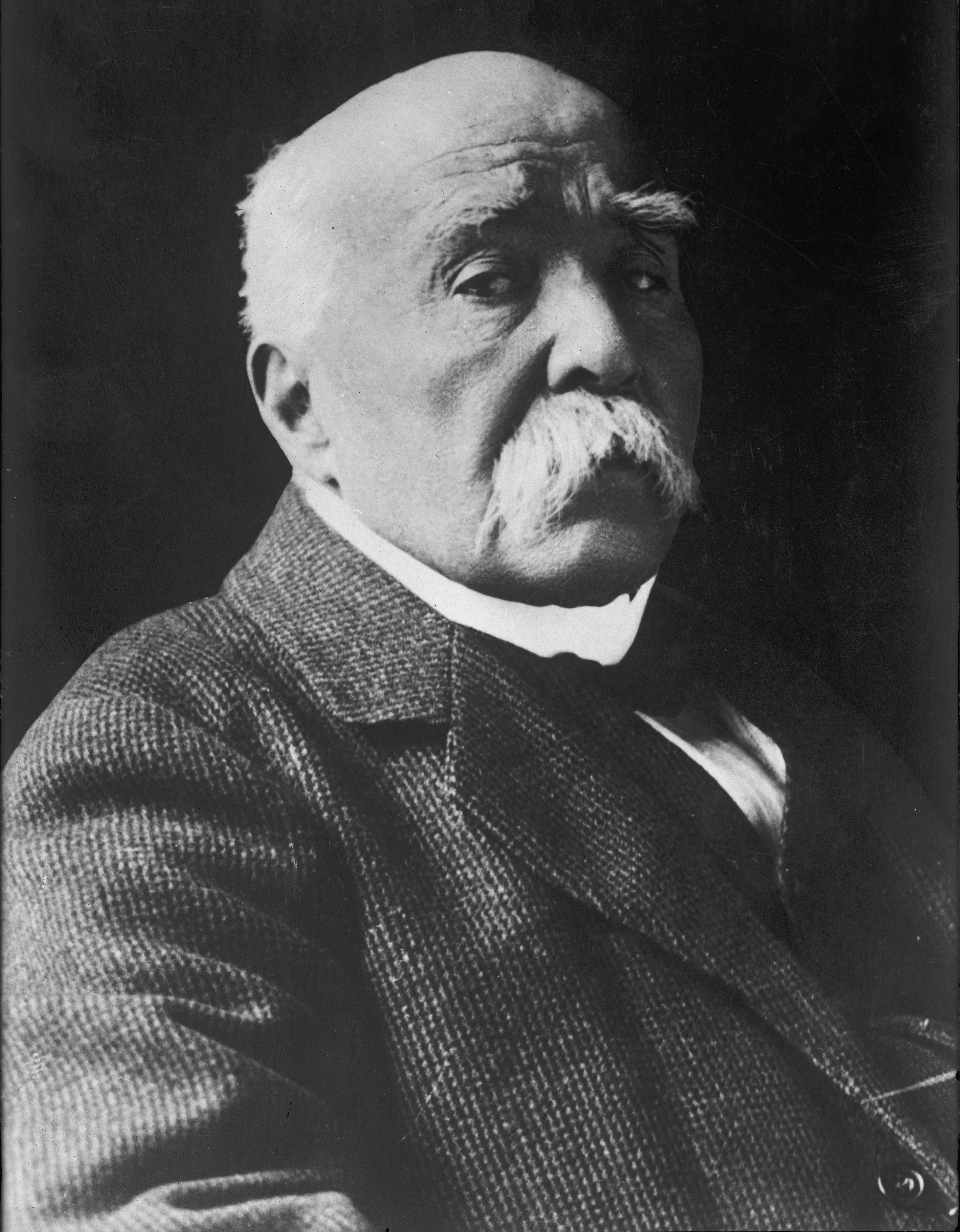
Georges Clemenceau.

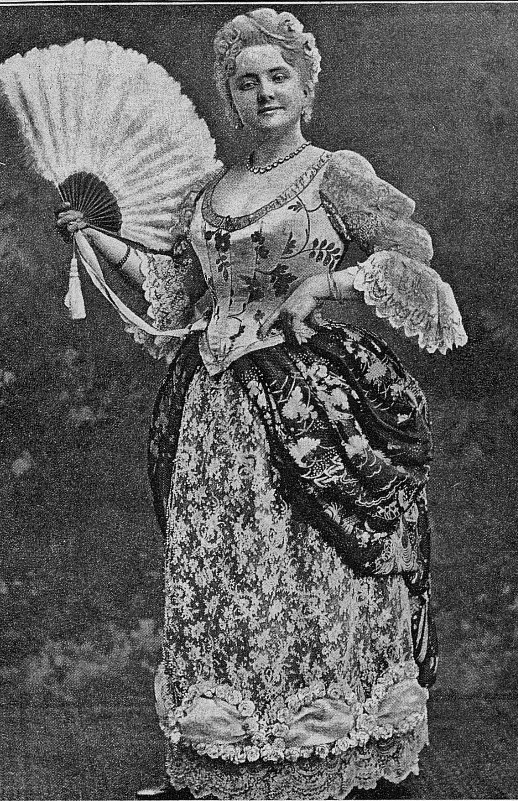
Rose Delaunay.

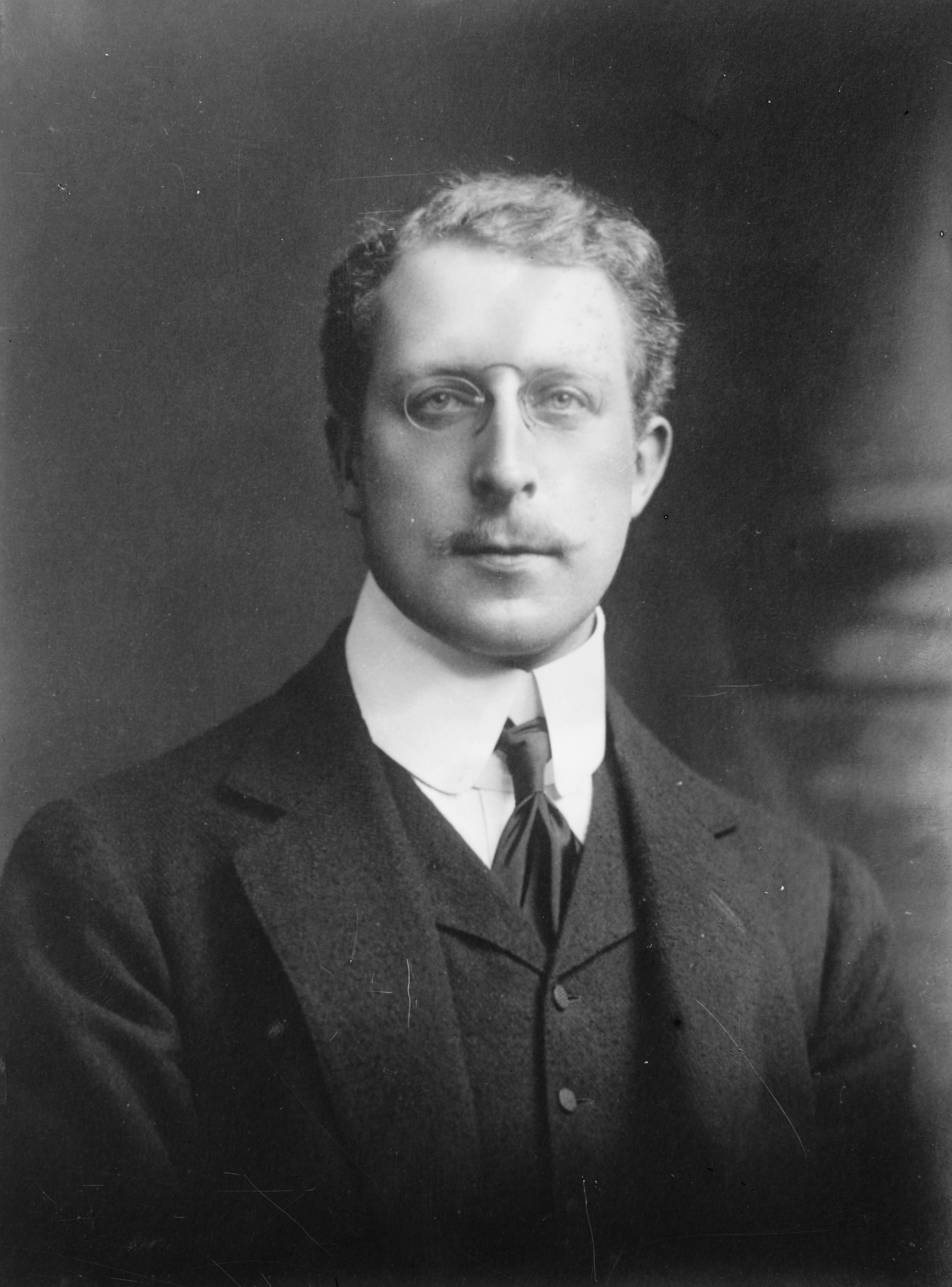
Albert Ier (roi des Belges).

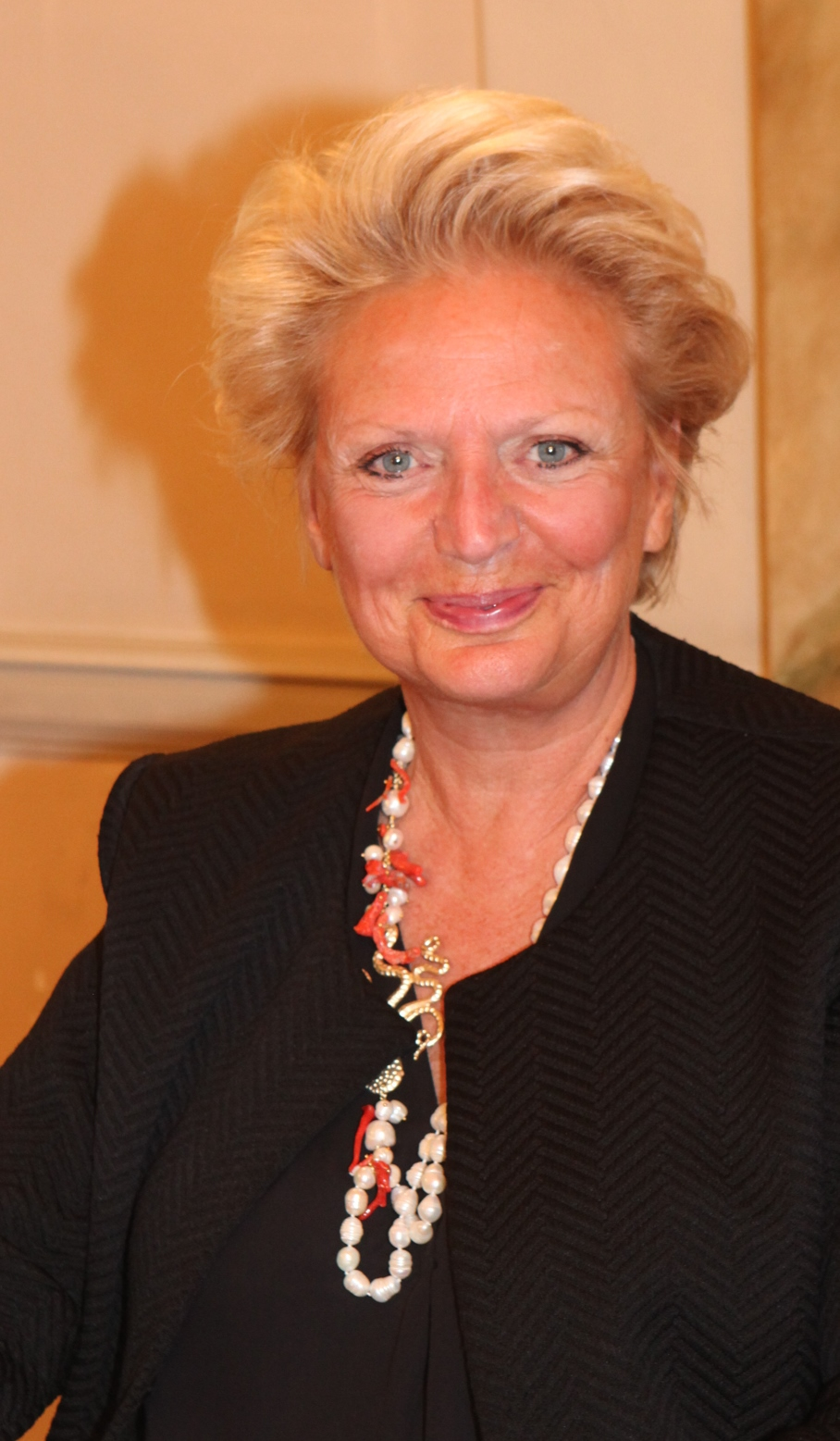
Béatrice de Bourbon des Deux-Siciles.

- saint Honorat (370-430), ermite, vécut dans la grotte de la Sainte-Baume.
- saint Hermentaire (4??-4??), ermite et saint Sauroctone, vécurent dans cette même grotte.
- Napoléon Ier (1769-1821) y embarqua le 28 avril 1814 pour l’île d'Elbe.
- Alexandre Dumas (1802-1870), écrivain y séjourna.
- Théodore Gudin (1802-1880), peintre de la Marine y séjourna.
- Victor Hugo (1802-1885), écrivain y séjourna.
- George Sand (1804-1876), écrivain y séjourna.
- Alphonse Karr (1808-1890), écrivain y séjourna, invita ses amis artistes et y mourut.
- Théophile Gautier (1811-1872), écrivain y séjourna.
- Charles Gounod (1818-1893), compositeur composa Roméo et Juliette lors de son séjour à L’Oustallet dou Capelan.
- Eugène Fromentin (1820-1876), peintre et écrivain y séjourna.
- Jean-Louis Hamon (1821-1874), peintre et Chevalier de la Légion d’Honneur y vécut et y est mort. Il y peint sa dernière œuvre, « Le triste rivage ».
- Félix Ziem (1821-1911), peintre y séjourna.
- Théodore de Banville (1823-1891), poète y séjourna.
- Léon Carvalho (1825-1897) directeur du Théâtre de la Ville et de l’Opéra-comique de Paris y séjourna et construisit la Villa Magali.
- Jules Barbier (1825-1901), librettiste y vécut y construisit la Villa Medjé.
- Frédéric Mistral (1830-1914), écrivain séjourna à Valescure.
- Jules Chéret (1836-1932), lithographe et affichiste y séjourna.
- Angelo Mariani (1838-1914), inventeur du vin Mariani y vécut.
- Antoine Lumière (1840-1911), artiste peintre et photographe y séjourna.
- Armand Guillaumin (1841-1927), peintre y séjourna.
- Georges Clemenceau (1841-1929), homme politique y séjourna.
- Pierre Aublé (1842-1925), architecte de Notre-Dame de la Victoire y vécut.
- Sarah Bernhardt (1844-1923), actrice y séjourna.
- Oscar Roty (1846-1911), graveur, académicien, Commandeur de la Légion d’honneur y vécut à la villa Marie[194] à la villa Les Abeilles[195] et à la villa Les Grillons à Valescure.
- Jean Aicard (1848-1921), écrivain et académicien y séjourna.
- Joseph Gallieni (1849-1916), militaire y est inhumé[196].
- Guy de Maupassant (1850-1893), écrivain fit escale à Agay.
- Vincent d'Indy (1851-1931), compositeur y séjourna à la villa L’Étrave.
- Albert Fourié (1854-1937), artiste peintre, y mourut.
- Louis Delaunay (1854-1937), acteur du Français y a vécu avec sa femme Rose Delaunay à partir de 1922 et y est mort.
- Rose Delaunay (1857-?), soprano, y a vécu avec son mari Louis Delaunay à partir de 1922.
- Théodore Rivière (1857-1912), sculpteur y vécut à la Maisonnette Alice.
- Georges Leygues (1857-1933), homme politique y vécut dans la villa Sainte-Anne.
- Maurice Donnay (1859-1945), écrivain et académicien y séjourna.
- Raymond Poincaré (1860-1934, homme politique, Président de la République et académicien y séjourna à la villa Sainte-Anne.
- Marguerite Audoux (1863-1937), écrivain y mourut.
- Louis Valtat (1869-1952), peintre y vécut à Agay et Anthéor et y mourut.
- Léon Blum (1872-1950), homme politique y séjourna.
- Colette (1873-1954), écrivain y séjourna à la villa Claudine.
- Émilie Marie Bouchaud dit Polaire (1874-1939), actrice et chanteuse y séjourna.
- Violette Bouyer-Karr (1875-1975) , écrivaine et journaliste française, y est née.
- Albert Ier de Belgique (1875-1934), roi des Belges y séjourna avant son accession au trône.
- Guillaume Apollinaire (1880-1918), poète, y séjourna
- Pablo Picasso (1881-1973), peintre, y séjourna à l’hôtel Continental.
- René Coty (1882-1962), homme politique et Président de la République, y séjourna.
- Pauline Carton (1884-1974), actrice et chanteuse, y séjourna à la villa Le Carillon.
- Paul Géraldy (1885-1983), poète, y séjourna.
- André Maurois (1885-1967), écriva et académicien, séjourna à Valescure.
- Yves Le Prieur (1885-1963), militaire et inventeur, y pratiqua ses expérimentations, y vécut et y mourut.
- Thyde Monnier (1887-1967), écrivain, y séjourna.
- Paul Morand (1888-1976), écrivain, diplomate et académicien, y séjourna.
- Jean Cocteau (1889-1963), poète et académicien, y séjourna.
- Albert Cohen (1895-1981), poète, séjourna à Agay.
- Marcel Pagnol (1895-1974), écrivain, cinéaste et académicien, y séjourna.
- F. Scott Fitzgerald (1896-1940) et Zelda Fitzgerald (1900-1948), écrivains, y séjournèrent.
- Antoine de Saint-Exupéry (1900-1944), écrivain et aviateur, séjourna et se maria à Agay.
- la famille Saint-Exupéry possédait le château d'Agay.
- Xavier Pidoux de La Maduère (1910-1977), sénateur y est mort.
- Marcel Aymé (1902-1967), écrivain, séjourna à l’hôtel Beau-Rivage de Boulouris.
- Georges Simenon (1903-1989), écrivain, séjourna à la villa « La Lézardière » et « Les Mimosas ».
- Henri Guisol (1904-1994), nom de scène d'Henry Paul Julien Bonhomme, acteur de cinéma, télévision et théâtre y est mort.
- Hergé (1907-1983), dessinateur, y séjourna.
- Marc Martin-Siegfried (1911-1990), général, Compagnon de la Libération, y est né.
- Edmond Pinhède (1911-1997), général, Compagnon de la Libération, y est mort et inhumé.
- Jean Marais (1913-1998), acteur, y séjourna.
- Léon Zitrone (1914-1995), journaliste, y séjourna.
- maria candido (1922-2017), chanteuse, y mourut
- Fernand Raynaud (1926-1973), humoriste et acteur, y séjourna à la villa « Les Mimosas ».
- Simon Berryer dit Sim (1926-2009), acteur, y mourut.
- Capucine (actrice) (1928-1990), née Germaine Lefebvre, d'abord mannequin puis actrice, y est née.
- Annie Chancel dite Sheila (1945-), chanteuse, danseuse, actrice, y passa toutes ses vacances d'été dans sa maison de Valescure de 1964 à 1974. Elle est la marraine du nouveau port Santa-Lucia.
- Béatrice de Bourbon des Deux-Siciles (1950-), altesse impériale, y est née.
- Edgar Givry (1953-), acteur de doublage français y est né.
- François Xavier (1966-), poète, lauréat du prix Théophile-Gautier de l’Académie française en 1999 y est né et y séjourne.
- Carl Blasco (1971-), triathlète, s’y entraîne et y réside.
- Olivier Marceau (1973-), triathlète, s’y entraîne.
- Anthony Braizat (1977-), footballeur, y est né.
- Sébastien Grosjean (1978-), tennisman, a étudié au CREPS de Boulouris.
- Frédéric Belaubre (1980-), triathlète, y réside.
- Jean-Christophe Napoléon (1986-), prétendant au trône impérial français y est né.
- David Rachline (1987-), homme politique, maire de Fréjus, y est né.
- Manon Aubry (1989), femme politique,
- Earvin Ngapeth (1991-), joueur de volley-ball, y est né.

### Héraldique et logotype

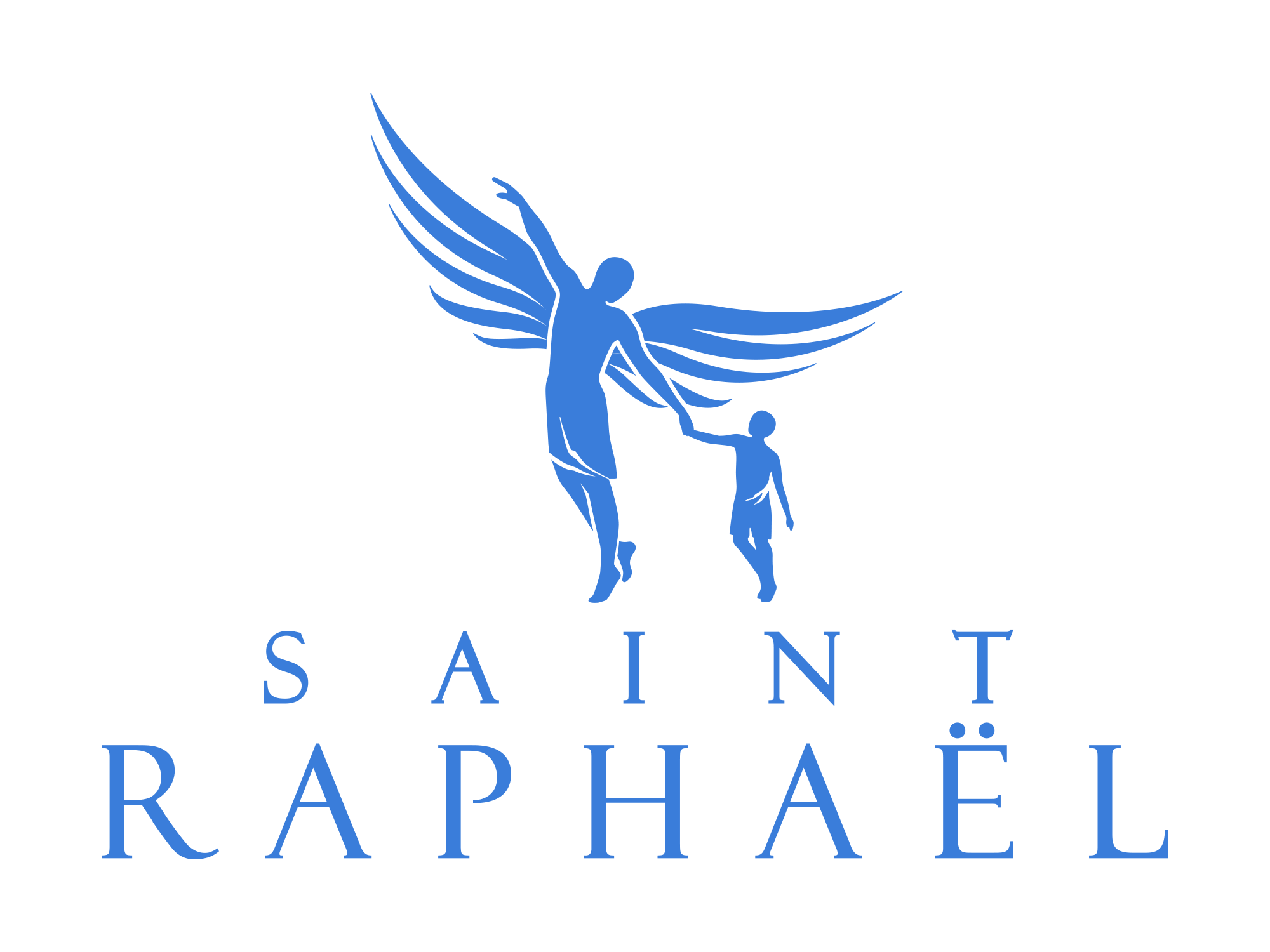
Logo.

| Blason de Saint-Raphaël (Var) | Blason  | D'azur, à l'archange Raphaël conduisant le jeune Tobie, le tout d'or (sur une terrasse du même). |
| Blason de Saint-Raphaël (Var) | Détails | Le logo de la ville de Saint-Raphaël est composé d'une scène biblique : L’archange Raphaël conduisant le jeune Tobie. Tobie est un jeune israélite ayant perdu la vue. Il doit se rendre à Ragès au chevet de son père Tobit. Mais ce voyage est impossible sans un guide, ce guide sera l'Archange Raphaël. Il le sauvera de nombreuses péripéties. Raphaël conseille au jeune Tobie de garder le foie et le fiel d'un poisson qu'il a capturé pour soigner son père. (c'est ce poisson que l'on voit sur les premiers logos). Ces armes ont été attribuées à la commune en 1690, armes parlantes par la présence de l’archange Raphaël. Le blason est présent sur la façade de la Mairie mais il apparaît également sur la rame automotrice du TGV no 95 dans le cadre du parrainage des matériels SNCF par les communes. La commune s’est en outre dotée d’un logotype qui a beaucoup évolué au cours du temps. Le logo actuel est plus léger et moderne que le précédent, il représente toujours l'Archange Raphaël accompagnant Tobie. Cette référence biblique est l’emblème de la ville, comme la statue sur le jardin Bonaparte le souligne encore une fois. La commune dispose d’un drapeau, reprenant les couleurs du blason original, deux bandes verticales, bleu côté hampe et jaune à l’extérieur. L'ancien logo avait ces couleurs de fond que le nouveau n'a plus. |

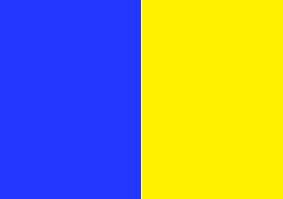
Le drapeau.
Le logo jaune et bleu.

### Parler raphaëlois
La langue provençale est encore pratiquée par quelques habitants, principalement dans l’utilisation d’expressions. Une association, les Rafelenco, organise des manifestations traditionnelles et propose des cours de provençal.

### Saint-Raphaël dans les arts et la culture

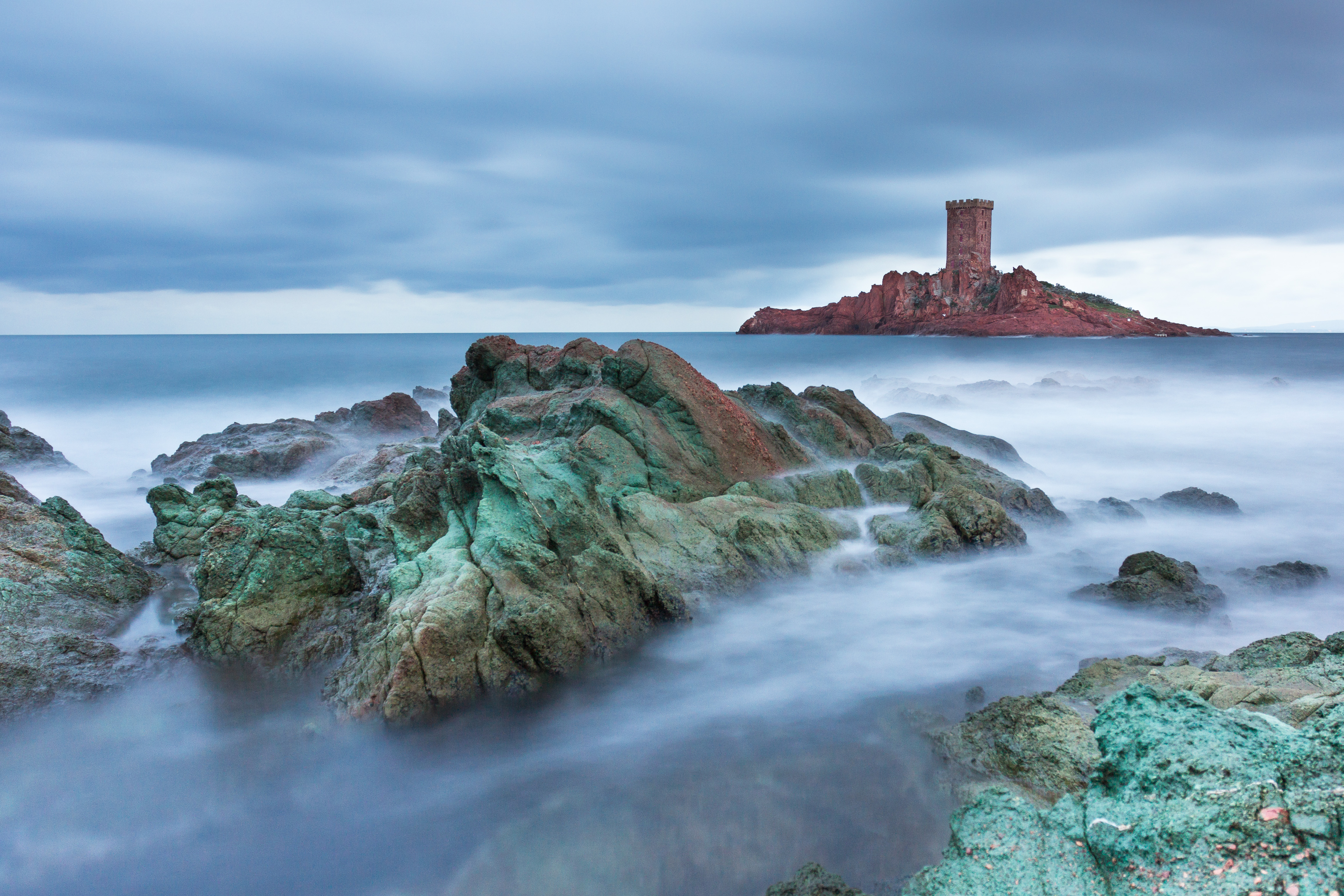
L’Île d’Or et sa tour sarrasine au loin.

- Martin Bidouré (1825-1851), héros et martyr de la résistance varoise au coup d’État du 2 décembre 1851, pris par les soldats et fusillé deux fois. Une rue porte son nom.
- L'histoire veut qu'en 1909, le gynécologue Auguste Lutaud gagna au whist l’île d'Or située au large du Dramont[200]. Mais l'hypothèse d'une proposition d'achat à Léon Sergent, dont le départ prochain et définitif dans le Jura  est connu, paraît plus probable[201]. Après avoir construit une tour d’inspiration sarrasine, il s’autoproclama Auguste Ier, roi de l’Île d’Or. Il émet des médailles commémoratives et des vignettes. Il meurt en 1925.
- Hergé se serait inspiré de l’Île d'Or et de sa tour sarrasine pour dessiner le lieu de l’intrigue de l’album des Aventures de Tintin, L'Île Noire, sorti en 1937.
- Atoll K, le dernier film commun de Stan Laurel et Oliver Hardy fut tourné entre 1950 et 1951 à Agay.
- Louis de Funès a tourné plusieurs scènes du Gendarme de Saint-Tropez à Saint-Raphaël ainsi que des scènes mythiques du Corniaud.
- L’apéritif Saint-Raphaël n’a aucun lien direct avec la station azuréenne.
- De 1994 à 1995, la série télévisée Extrême Limite, diffusée sur TF1 puis TF6 et NRJ 12, fut tournée à Saint-Raphaël, principalement à Cap Esterel. Elle s’inspirait librement de la vie des étudiants du CREPS de Boulouris[202].
- La commune a servi de décor à plusieurs artistes peintres dont Paul Jouanny qui a peint Saint-Raphaël (le port)[203] et Marcel Lalaurie qui a peint Après l’orage, marine à Saint-Raphaël[204].
- Depuis 2014, la commune a servi de décor pour plusieurs scènes d'épisodes de Section de Recherche, une série française.
- Une partie du clip officiel du morceau Mi Corazóon interprété par Marwa Loud a été tourné au bélvédère du Trayas situé dans la commune de Saint-Raphaël.
- Le film Taxi 5 a été en partie tourné à Saint-Raphaël, c'est sur la route de la Corniche que le taxi termine ses aventures.